# Mérida (Espanha)

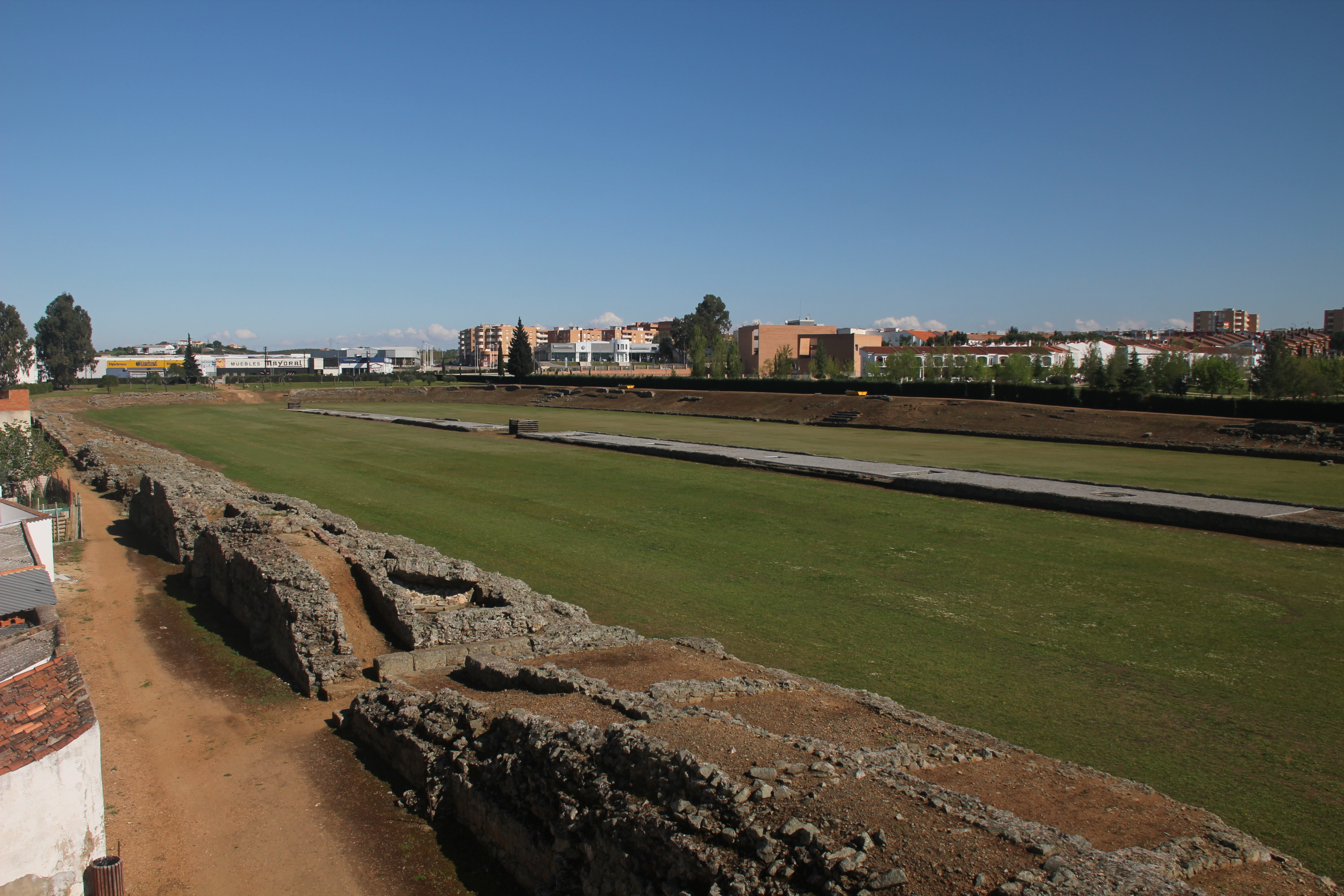
Circo romano

Mérida é um município e cidade da Espanha, situado na parte norte na província de Badajoz. É um dos municípios mais extensos do país e é a capital da comunidade autónoma da Estremadura e da comarca de Tierra de Mérida-Vegas Bajas. Tem 865,2 km² de área e em 2021 tinha 59 424 habitantes (densidade: 68,7 hab./km²).
Segundo a tradição historiográfica, Mérida foi fundada como colónia romana em 25 a.C. por ordem do imperador Otávio Augusto, para servir de local de aposentação para os soldados veteranos (em latim: emeritos) das legiões V Alaudae e X Gemina. Daí deriva o seu nome romano Augusta Emerita (que está na origem do gentílico atual, "emeritense"). A cidade, uma das mais importantes de toda Hispânia, foi dotada com todas as comodidades de uma grande urbe romana e foi capital da província romana da Lusitânia desde a sua fundação. Posteriormente, no virar do século III para o século IV, foi capital da Diocese romana da Hispânia. Após as invasões bárbaras, a partir do século IV, Mérida continuou a ser uma cidade importante do Reino Visigótico, do qual foi a capital até que Toledo tomou o seu lugar. No ano 713, a cidade foi conquistada pelos invasores muçulmanos, que a converteram na capital da Cora de Mérida. Os moçárabes emeritenses rebelaram-se várias vezes contra o Califado no século IX, quando a a cidade entrou num lento declínio. Mérida foi reconquistada pelas tropas cristãs de Afonso IX de Leão em 1230. Em reconhecimento ao seu passado esplendoroso, em 1983 foi designada capital da comunidade autónoma de Estremadura.
Mérida encontra-se praticamente no centro da região atravessada pelos rios Guadiana e Albarregas [es], a uma altitude de 217 metros. O Conjunto Arqueológico de Mérida foi incrito na lista do Património Mundial em 1993 devido à sua importância histórica e monumental. Eclesiasticamente é, juntamente com Badajoz, a sé da Arquidiocese de Mérida-Badajoz. Economicamente, Mérida é uma cidade baseada no setor de serviços, embora o setor industrial tenha vindo a crescer em importância; o setor primário é praticamente inexistente. A cidade ostenta o título de “Muito Nobre, Antiga, Grande e Leal cidade de Mérida”.

## Toponímia e símbolos
O nome da cidade deriva do latim Emerita, que significa jubilada ou veterana. É a segunda parte do nome dado pelo imperador romano Augusto em 25 a.C. à colónia onde se instalaram soldados veteranos ou eméritos: Augusta Emerita.
Os símbolos da cidade são a bandeira e o escudo, descritos da seguinte forma:
| “ | No campo de gules, porta romana da cidade, de ouro: muralha com ameias em forma de T, com duas portas arqueadas e abertas, entre duas torres altas e redondas, ameiadas e com ambas as janelas abertas; atrás das torres, assenta um arco coroado com sete ameias em forma de T. Sobre as portas tem, em duas linhas, as letras AUGUSTA EMERITA. No timbre, coroa real aberta. | ” |

## História

### Pré-história
O espaço natural em que a cidade de Mérida se situa, entre as colinas do Calvário e San Albín, flanqueado pelos leitos dos Guadiana e do Albarregas [es], foi um lugar adequado para o estabelecimento de grupos humanos que subsistiram graças à recoleção de frutos, à caça à pesca. Os restos materiais encontrados na bacia do Guadiana  evidenciam a existência de ocupações humanas nesse espaço desde o Paleolítico Inferior e Paleolítico Médio, o que pode ser constatado pela aparição de vestígios das indústrias líticas [es] caraterísticas desses períodos na área arqueológica de Morerías e nos atuais bairros de Bodegones e Abadías.
Os vestígios seguintes de assentamentos humanos são do final do Neolítico e do Calcolítico, nomeadamente os descobertos no local próximo de Araya e a existência de numerosos exemplos de pinturas rupestres esquemáticas na área do município.

### Época romana
Segundo a opinião mais difundida e apoiada, a cidade foi fundada em 25 a.C. com o nome de Colonia Iulia Augusta Emerita pelo legado Públio Carísio por ordem de Augusto, para os soldados eméritos aposentados do exército romano, de duas legiões veteranas das Guerras Cantábricas: a V Alaudae e a X Gemina. Emeritus significa "aposentado" em latim, e referia-se aos soldados aposentados com honra. Esses militares ter-se-iam instalado num povoado pré-romano ou romano já existente, com população mista de nativos e romanos, pois Estrabão menciona explicitamente Mérida entre as cidades "sinoicísticas", isto é, de população mista. Os cidadãos romanos emeritenses foram adscrito à gens Papíria.
A cidade foi capital da província romana da Lusitânia e a fundação marcou o início dum um período de grande esplendor, atestado pelo seus magníficos edifícios, como o teatro, o anfiteatro, o circo, os templos, as pontes e aquedutos. Durante vários séculos, até à queda do Império Romano do Ocidente no século V, Mérida foi um importante centro jurídico, económico, militar e cultural e uma das cidades mais florescentes do mundo romano, que Ausónio (c. 310–395) catalogou em nono lugar entre as mais destacadas do Império Romano, à frente de Atenas. No final do século IV passou a ser a capital da Diocesis Hispaniarum (Diocese da Hispânia). Em 412, o rei alano Átax conquistou a cidade estabeleceu nela a sua corte durante seis anos, até à sua morte em 418 numa batalha contra o rei visigodo Vália. A morte deste levou a que os alanos ocidentais entregassem a coroa do seu reino ao vândalo asdingo Gunderico.

### Idade Média

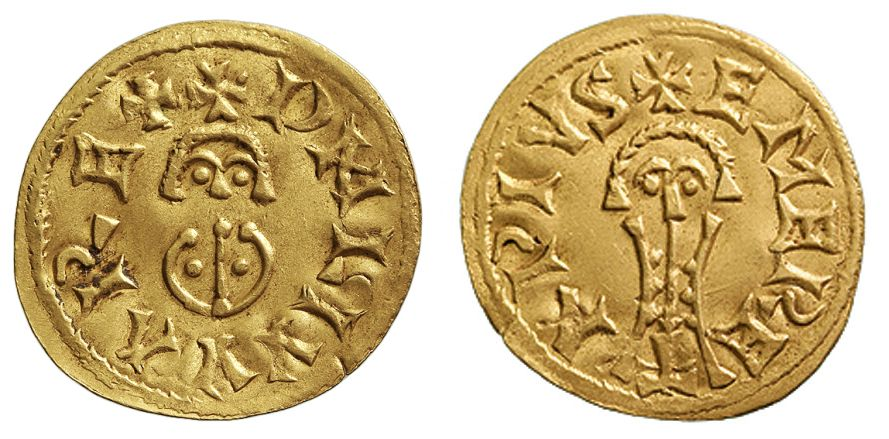
Imitação de um tremisse visigodo cunhado em Mérida durante o reinado de r.

Nos anos seguintes, Mérida sofreu incursões de povos germânicos até a chegada dos suevos, que fizeram da cidade a capital do Reino Suevo no século V, durante o reinado de Réquila (r. 441–448). Posteriormente Mérida foi a capital do Reino Visigótico e consequentemente da maior parte da Hispânia, durante o reinado de Ágila I (r. 549–554). Durante o período vigótico destacaram-se vários bispos emeritenses, os chamados Santos Padres de Mérida [es] e o cristianismo arreigou-se fortemente.[carece de fontes?] A fé popular é demonstrada pela figura da mártir emeritense Santa Eulália (292–304), padroeira e alcaide perpétua da cidade. Mérida tem a maior coleção de escultura visigótica da Península Ibérica, conservada na Igreja de Santa Clara [es].
Em 713, o comandante árabe Muça ibne Noçáir conquistou a cidade após 14 meses de resistência dos seus habitantes. Mérida tornou-se então a capital da Cora de Mérida, uma das províncias mais extensas e poderosas do Al-Andalus (Hispânia muçulmana). No início do século IX os moçárabes da cidade rebelaram-se várias vezes contra o poder central do Emirado de Córdova, o qual precisou de empreender sucessivas campanhas militares para submeter os rebeldes, entre 805 e 835, até que o emir Abderramão II (r. 722–852) ordenou a construção da alcáçova e a demolição das muralhas romno-visigóticas que defendiam a cidade, o que fez com que o poder da cidade fosse gravemente debilitado e que a população diminuisse significativamente. Apesar disso, durante a maior parte do período muçulmano foi a capital do que é atualmente a Estremadura espanhola, até à queda do Califado de Córdova, em 1031. Até ser transladada para Santiago de Compostela em 1119, a sé metropolitana da Hispânia foi Mérida.

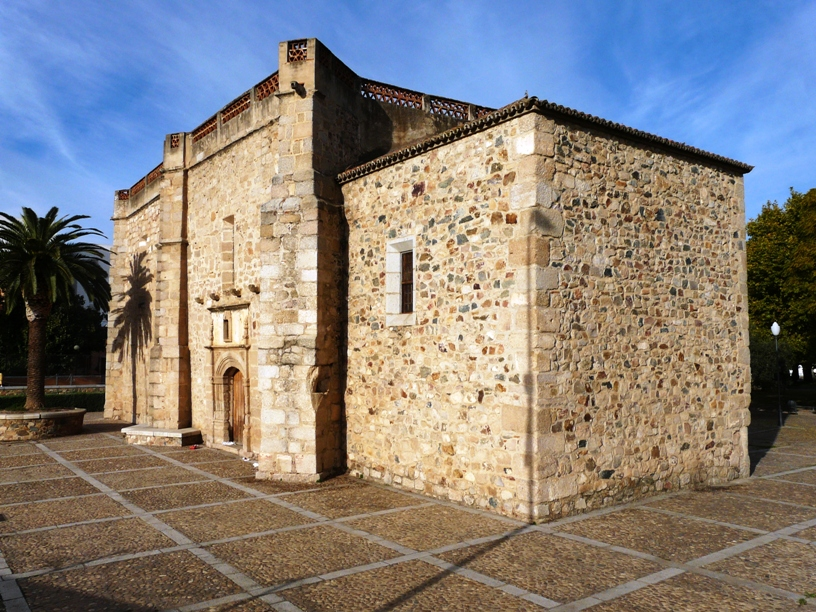
, um exemplo do gótico tardio estremenho

Em 1230, as tropas cristãs do rei  Afonso IX de Leão conquistaram Mérida e converteram-na na sede do Priorado de São Marcos de Leão [es] e da Ordem de Santiago. A Encomienda de Mérida, também chamada Casas Buenas de Mérida, era constituída pela cidade, pela vila de Arroyo e parte do que é atualmente o município de Puebla de la Calzada; foi vendida aos condes do Montijo [es], juntamente com as aldeias nas vizinhanças da cidade, como Mirandilla, Aljucén, Carrascalejo, La Garrovilla, Calamonte, Trujillanos e San Pedro de Mérida. Almendral de Mérida foi fundada como aldeia da cidade, tendo-se autonomizado em 1536 com o nome de Almendralejo. Uma vez reconquistada Mérida, a sé episcopal mais antiga das Península Ibérica deveria ter sido reposta, mas apesar de ter havido uma ordem papal nesse sentido, a oposição dos bispos de Santiago de Compostela impediu que tal acontecesse.

### Idades Moderna e Contemporânea

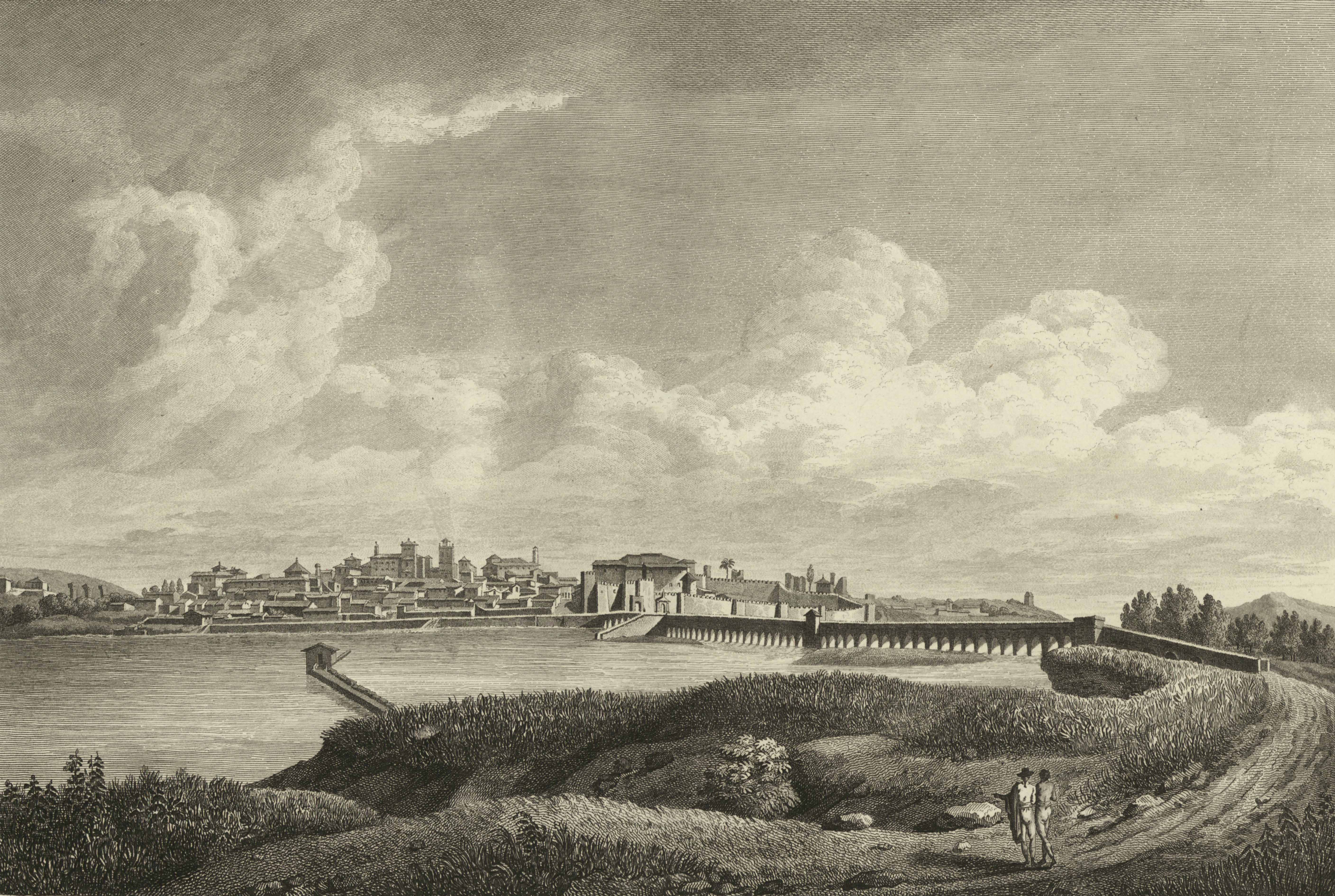
Gravura de 1806–1820 de Mérida

A cidade iniciou uma recuperação política durante o reinado dos Reis Católicos (r. 1474–1504), para o que muito contribuiu o apoio do mestre da Ordem de Santiago Alonso de Cárdenas à causa de Isabel, a Católica na Guerra de Sucessão de Castela. A contribuiçaõ da cidade na conquista e colonização da América foi muito significativa. Segundo Navarro de Castillo, houve cerca de 210 emeritenses envolvidos, entre os quais se destacam Juan Rodríguez Suárez e Garci González de Silva, capitães de renome na conquista do que é hoje a Venezuela. As cidades de Mérida da Venezuela e a homónima do México, entre outras, foram fundadas por emeritenses. Com a reorganização territorial da Espanha, feita por Filipe V em 1720, a cidade tornou-se a capital da Intendência de Mérida.
Com a queda do Antigo Regime [es], a cidade passou a ser um município constitucional na região da Estremadura. Desde 1834 que é a cabeceira e sede do partido judicial de Mérida. No censo de 1842 tinha com 986 casas e 3 780 habitantes.
A chegada da ferrovia transformou a cidade num centro industrial e comercial em ascensão, devido a ter-se tornado um nó ferroviário. Durante as décadas de 1950 e 1970 registou-se um grande desenvolvimento devido à industrialização, que atraiu muita população, fazendo com que o núemro de habitantes duplicasse, até alcançar cerca de 45 000 residentes.
A designação de Mérida como capital da comunidade autónoma de Estremadura em 1983, a cidade continuou a crescer, apesar de mais lentamente. A par da importância política e industrial, Mérida despertou e continua despertar um grande interesse por parte de arqueólogos e instituições nacionais, regionais e locais que querem explorar e mostrar a imensa riqueza arqueológica que continua a ser descoberta no seu subsolo. Essas circunstâncias motivaram que o conjunto arqueológico emeritense fosse declarado Património Mundial pela UNESCO em dezembro de 1993. Antes disso a cidade já contava com vinte monumentos nacionais classificados e mais alguns em espera para obter o mesmo título. A 8 de fevereiro de 1973, na véspera de comemorar seu bimilenário, Mérida foi declarada "Conjunto Histórico-Arqueológico", a única cidade que detém essa denominação em toda Espanha.
Em 1994 foi criada a Arquidiocese de Mérida-Badajoz, recuperando-se desse modo a antiquíssima sede metropolitana emeritense e restaurando a dignidade da catedral à Igreja de Santa Maria a Maior, herdeira da Catedral Metropolitana de Augusta Emerita [es]. As origens deste arcebispado remontam à época romana, durante a qual teve doze bispos sufragâneos, de acordo com o Édito de Milão.

### Capital ao longo da história

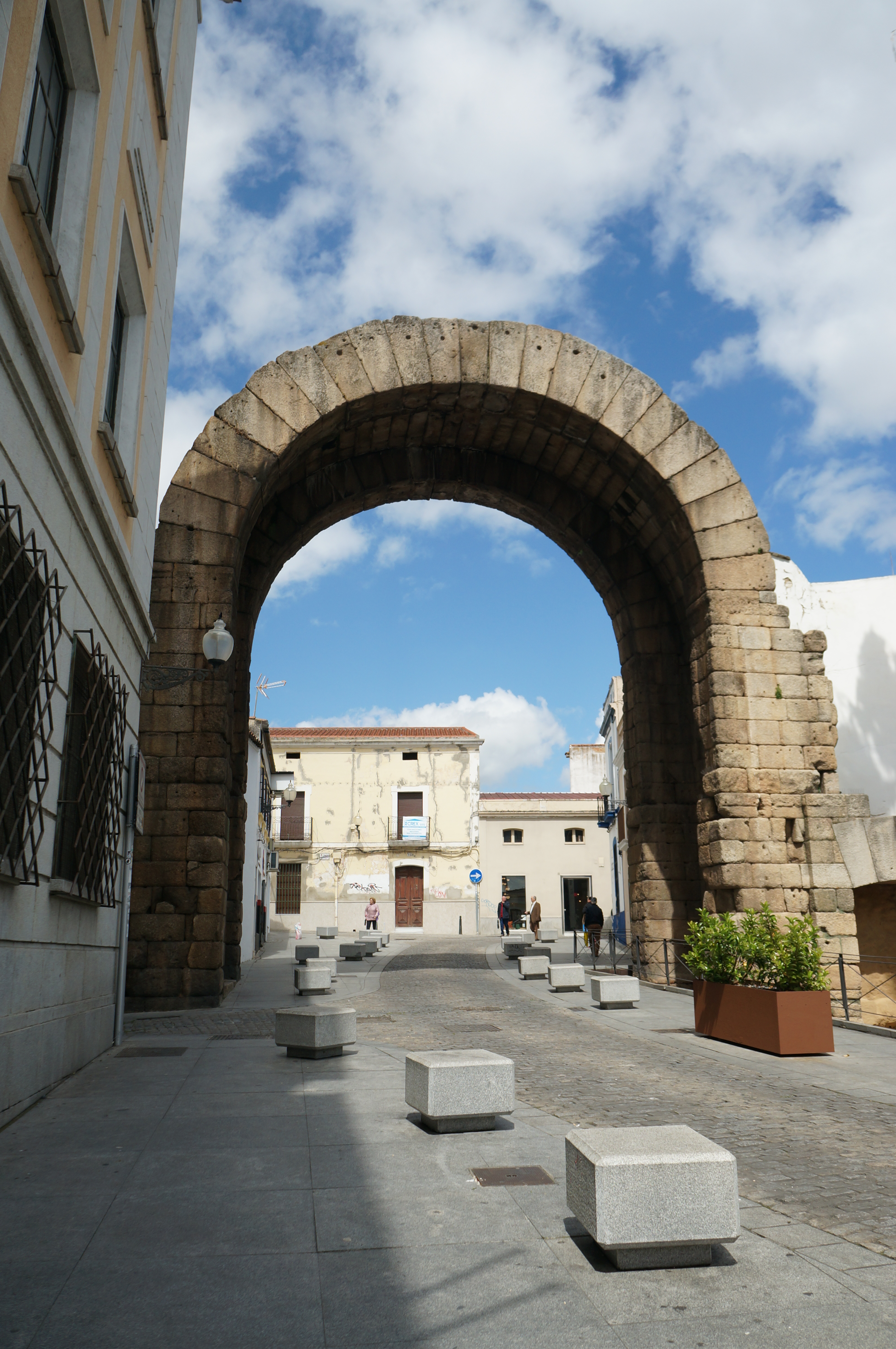
Arco monumental romano dito "de Trajano"

Desde sua fundação e durante a maior parte da sua história Mérida foi capital de amplos territórios, tendo sido um importante centro político, administrativo, jurídico, económico, militar, religioso e cultural.
Durante o período romano foi capital da província da Lusitânia desde 15 a.C. Nos anos finais do domínio romano, entre 298 e 409, foi capital da Diocese da Hispânia. Entre 412 e 418 foi a capital do rei alano Átax. No mesmo século foi brevemente capital do Reino Suevo. Entre 531 e 554 foi capital do Reino Visigótico de 531 a 554. Desde os primeiros anos do Al-Andalus (período muçulmano), na segunda década do século VIII, até à , até à queda do Califado de Córdova, em 1031, foi capital da Cora (província) de Mérida.
Após a Reconquista cristã, passou a ser sede de partido e de encomienda da província de Leão, priorado e vicariato do Convento de São Marcos de Leão da Ordem de Santiago. Em finais do século XVII representou a Estremadura como cidade com votos nas cortes castelhanas. A partir de 1720 foi a capital de uma das intendências criadas pelo rei Filipe V. Se a reforma administrativa de 1810 tivesse chegado a ser levada a cabo, teria sido a capital de uma das 42 prefeituras em que José Bonaparte pretendia dividir a Espanha. Desde 1984 que é a capital da comunidade autónoma da Estremadura.
Em termos religiosos, foi sé episcopal desde os primeiros anos do cristianismo na Península Ibérica. Foi a sé metropolitana mais antiga e mais poderosa da Hispânia até 1120, quando essa função foi atribuída a Santiago de Compostela. Desde 1994 que partilha com Badajoz o estatuto de sé da então criada Arquidiocese de Mérida-Badajoz.

## Geografia
| Municípios limítrofes de Mérida                              |                                                                                         |                                                    |
| Badajoz • La Roca de la Sierra                               | Cáceres • Cordobilla de Lácara • Carmonita • Montánchez (exclave) • Alcuéscar (exclave) | Arroyomolinos • Santa Amalia                       |
| Esparragalejo • La Garrovilla • Torremayor • Montijo • Lobón |                                                                                         | Guareña • San Pedro de Mérida • Valverde de Mérida |
| Badajoz • Solana de los Barros • Calamonte                   | Almendralejo • Torremejía                                                               | Don Álvaro • La Zarza • Villagonzalo (exclave)     |

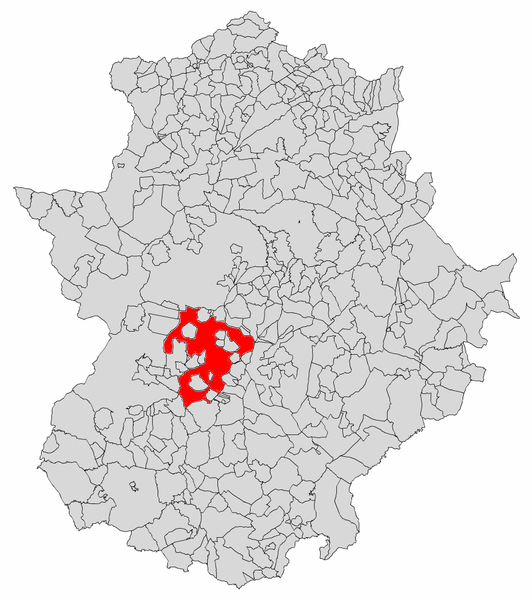
Mapa de localização do município de Mérida na província de Badajoz

Mérida é a capital da comarca de Tierra de Mérida-Vegas Bajas e situa-se  pouco menos de 70 km a leste de Badajoz, 73 km a sul de Cáceres, 340 km a sudoeste de Madrid, 72 km a leste da fronteira portuguesa de (Caia/Elvas) e 290 km a leste de Lisboa (distâncias por estrada). Por ela passam dois importantes eixos rodoviários da Espanha, as autovias do Sudoeste (A-5) e da Rota da Prata (A-66). A primeira liga Madrid à fronteira do Caia, tendo continuidade do lado português até Lisboa, pela A6. A A-66 liga Gijón, na costa do mar Cantábrico, a Sevilha; a norte segue o percurso da milenar Via da Prata, que no período romana ligava Augusta Emerita a Asturica Augusta, atual Astorga, outra importante capital regional da Hispânia romana. Tal como acontece atualmente com a A-66, durante o período romano a Via da Prata tinha continuidade para sul, pois havia uma estrada que ligava Augusta Emerita a Hispalis (Sevilha).
O extenso território municipal é predominantemente plano, marcado pela depressão do rio Guadiana. Trata-se duma planície que só é alterada pela presença de algumas serras de pouca altitude, distantes das várzeas do rio, como a Serra Bermeja (perto de Mirandilla, com 546 metros de altitude), a Serra do Machal (perto de La Nava de Santiago, com 520 m) ou a Serra de San Serván (perto de Arroyo de San Serván, com 608 m).[carece de fontes?] A altitude mínima do município é 185 m e a máxima 608 m; a altitude média do núcleo urbano é 224 metros. O rio Guadiana é o principal eixo do território, no qual desaguam os rios Albarregas [es] e Aljucén, além de pequenos ribeiros que atravessam os montados (dehesas).[carece de fontes?] Na parte nordeste do município encontra-se o parque natural de Cornalvo.
No interior do território do município de Mérida há vários municípios que são enclaves: La Nava de Santiago, Aljucén, El Carrascalejo, Mirandilla, Trujillanos, Calamonte e Arroyo de San Serván.

### Clima
| Dados climatológicos para Mérida | Dados climatológicos para Mérida | Dados climatológicos para Mérida | Dados climatológicos para Mérida | Dados climatológicos para Mérida | Dados climatológicos para Mérida | Dados climatológicos para Mérida | Dados climatológicos para Mérida | Dados climatológicos para Mérida | Dados climatológicos para Mérida | Dados climatológicos para Mérida | Dados climatológicos para Mérida | Dados climatológicos para Mérida | Dados climatológicos para Mérida |
| Mês                              | Jan                              | Fev                              | Mar                              | Abr                              | Mai                              | Jun                              | Jul                              | Ago                              | Set                              | Out                              | Nov                              | Dez                              | Ano                              |
| -------------------------------- | -------------------------------- | -------------------------------- | -------------------------------- | -------------------------------- | -------------------------------- | -------------------------------- | -------------------------------- | -------------------------------- | -------------------------------- | -------------------------------- | -------------------------------- | -------------------------------- | -------------------------------- |
| Temperatura máxima média (°C)    | 13,0                             | 14,9                             | 18,6                             | 20,5                             | 24,7                             | 30,7                             | 34,9                             | 34,5                             | 30,4                             | 23,5                             | 17,5                             | 13,7                             | 23,1                             |
| Temperatura média (°C)           | 8,1                              | 9,7                              | 12,1                             | 14,1                             | 17,8                             | 22,7                             | 26,1                             | 25,8                             | 22,7                             | 17,3                             | 12,2                             | 9,2                              | 16,5                             |
| Temperatura mínima média (°C)    | 3,2                              | 4,4                              | 5,7                              | 7,7                              | 10,8                             | 14,8                             | 17,4                             | 17,0                             | 15,1                             | 11,1                             | 6,8                              | 4,6                              | 9,9                              |
| Precipitação (mm)                | 64                               | 50                               | 35                               | 57                               | 47                               | 23                               | 5                                | 4                                | 27                               | 56                               | 75                               | 83                               | 532                              |

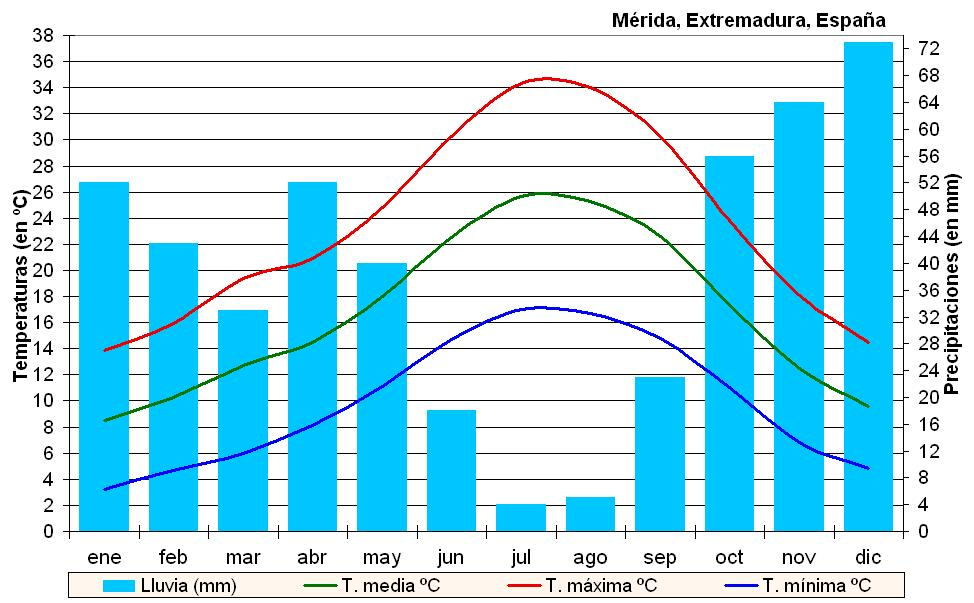
Gráfico climático de Mérida

De acordo com a classificação climática de Köppen-Geiger, o clima de Mérida é do tipo mediterrânico. Os invernos são suaves, com mínimas que raramente descem abaixo de 0 °C, e os verões são quentes, com máximas que ultrapassam os 40 °C. A precipitação anual média é 532 mm. Os meses mais chuvosos novembro e dezembro; em julho e agosto praticamente quase não chove. Como na generalidade do sul da Espanha, são frequentes os ciclos de seca, os quais duram habitualmente entre dois a cinco anos. No outono o clima é mais instável, registando-se com a ocorrência de tempestades e secas. A humidade e vento são reduzidos, mas é frequente a ocorrência de nevoeiro, sobretudo no outono e inverno.

### Demografia
Segundo os dados oficiais, do Instituto Nacional de Estatística, em 2020 o município tinha 59 548 habitantes, o que corresponde a uma densidade populacional de 68,8 hab./km². Desde 2000 que se regista um crescimento demográfico sustentado. A cidade ganhou 6 649 habitantes entre 2000 e 2010, correspondente a 13,1 % e a uma média de quase 800 pessoas por ano. Boa parte deste incremento populacional deveu-se ao aumento da natalidade, especialmente notável entre 2006 e 2010. Após ter-se registado uma descida quase imperceptível da população entre 2013 e 2015, o crescimento foi retomado, mas a uma taxa muito mais baixa.
Apesar de ser a terceira cidade com mais habitantes de Estremadura, tem uma densidade populacional baixa devido à sua grande extensão — com 865,2 km², é um dos maiores municípios espanhóis em área.[carece de fontes?] Por sexo, em 2020 residiam em Mérida 29 000 homens (48,7%) e 30 548 mulheres (51,3%). Nesse mesmo ano, os residentes estrangeiros representavam no mesmo ano 3,3% da população e no ano anterior foram registados 474 nascimento, o que corresponde a uma taxa de natalidade de 8,14 por mil habitantes. Esta taxa tem apresentado uma tendência de descida desde 2009, ano em se registaram mais 60% nascimentos do que em 2019, ano em que o número de filhos por mulher era 1,27.
| \| Variação da população de Mérida entre 1842 e 2020 \| \| \| |
| Variação da população de Mérida entre 1842 e 2020             |
|                                                               |

#### Religião

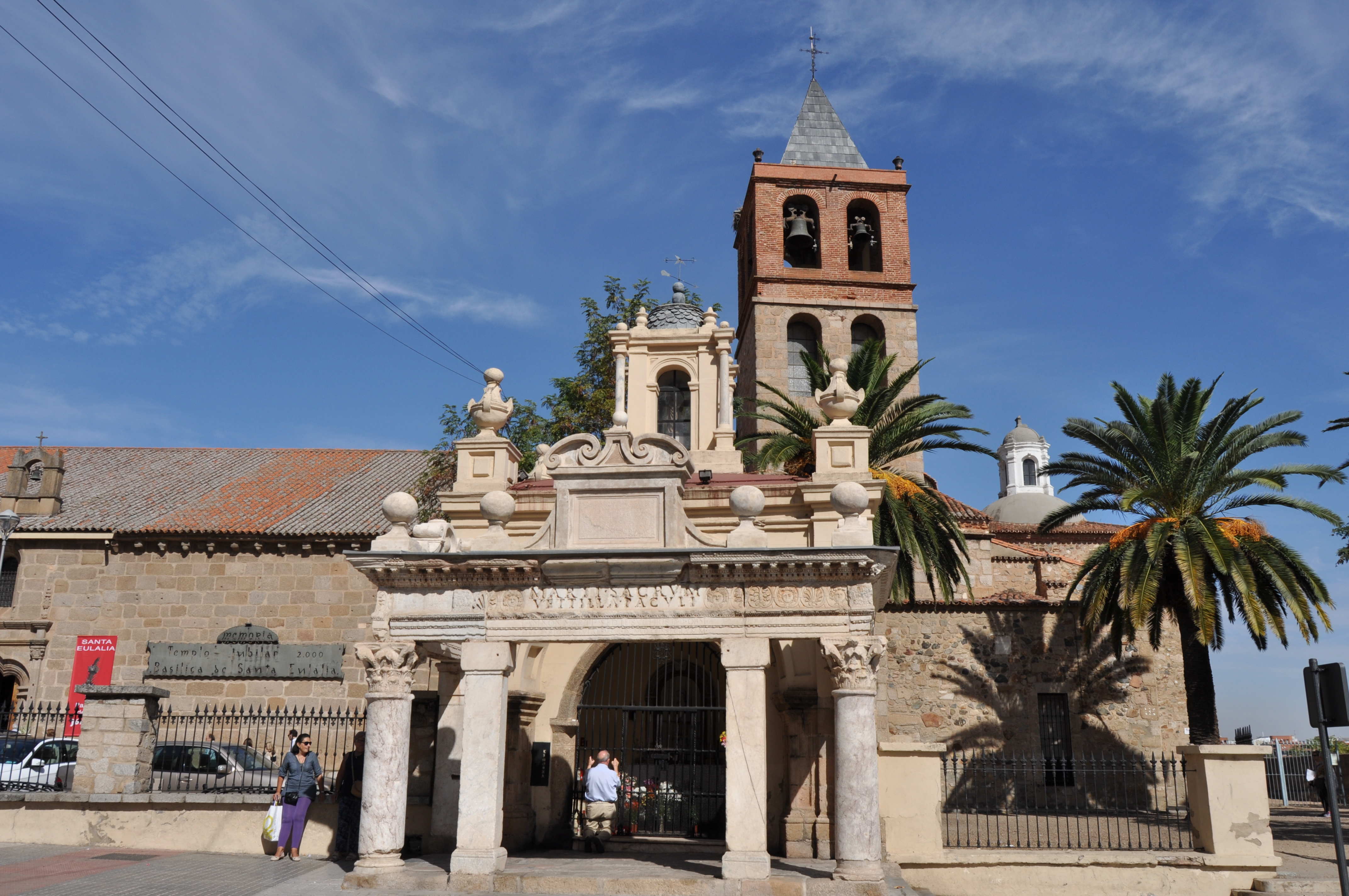
, dedicada à padroeira da cidade; o edifício origibnal, datado do século IV, é apontada por alguns estudoisos foi a primeira igreja da Hispânia.

A maior parte da população é católica. Juntamente com Badajoz, a cidade é a sé da Arquidiocese de Mérida-Badajoz. Pertence ao Vicariato de Mérida "Santa Eulália" e ao Arciprestado de Mérida. O padroeiros da cidade são Servando e Germano [es] e a padroeira Eulália de Mérida, todos eles mártires naturais de Emerita Augusta. O templo mais importante da cidade é a Concatedral Metropolitana de Santa Maria Maior [es], herdeira da Catedral de Santa Maria de Jerusalém do período romano.
A cidade está dividida em dez paróquias: Santa Maria a Maior (onde se situa a catedral), Santa Eulália, São José, Cristo Rei (onde fica a a Igreja do Carmo), Nossa Senhora do Perpétuo Socorro, São João Batista e Maria Auxiliadora (onde se situa a Igreja de Nossa Senhora da Antiga [es]), Santos Servando e Germano (onde fica a Igreja de Santo André), São Francisco de Sales (onde se encontra a Igreja de Nossa Senhora do Rosário), Santo António e Nossa Senhora dos Milagres.
As ordens e institutos católicos que têm a sua sede na cidade são a Congregação do Santíssimo Redentor, Salesianos, Esculápias [es], Servas de São José [es], Irmãzinhas dos Anciãos Desamparados [es] e Irmãs Hospitalárias de Jesus Nazareno.
Segundo os dados do Observatório do Pluralismo Religioso da Fundação Pluralismo e Convivência na Espanha, dependente do governo espanhol, em 2021 havia em Mérida dez templos não católicos, nove evangélicos e um das Testemunhas de Jeová.

## Política e administração pública

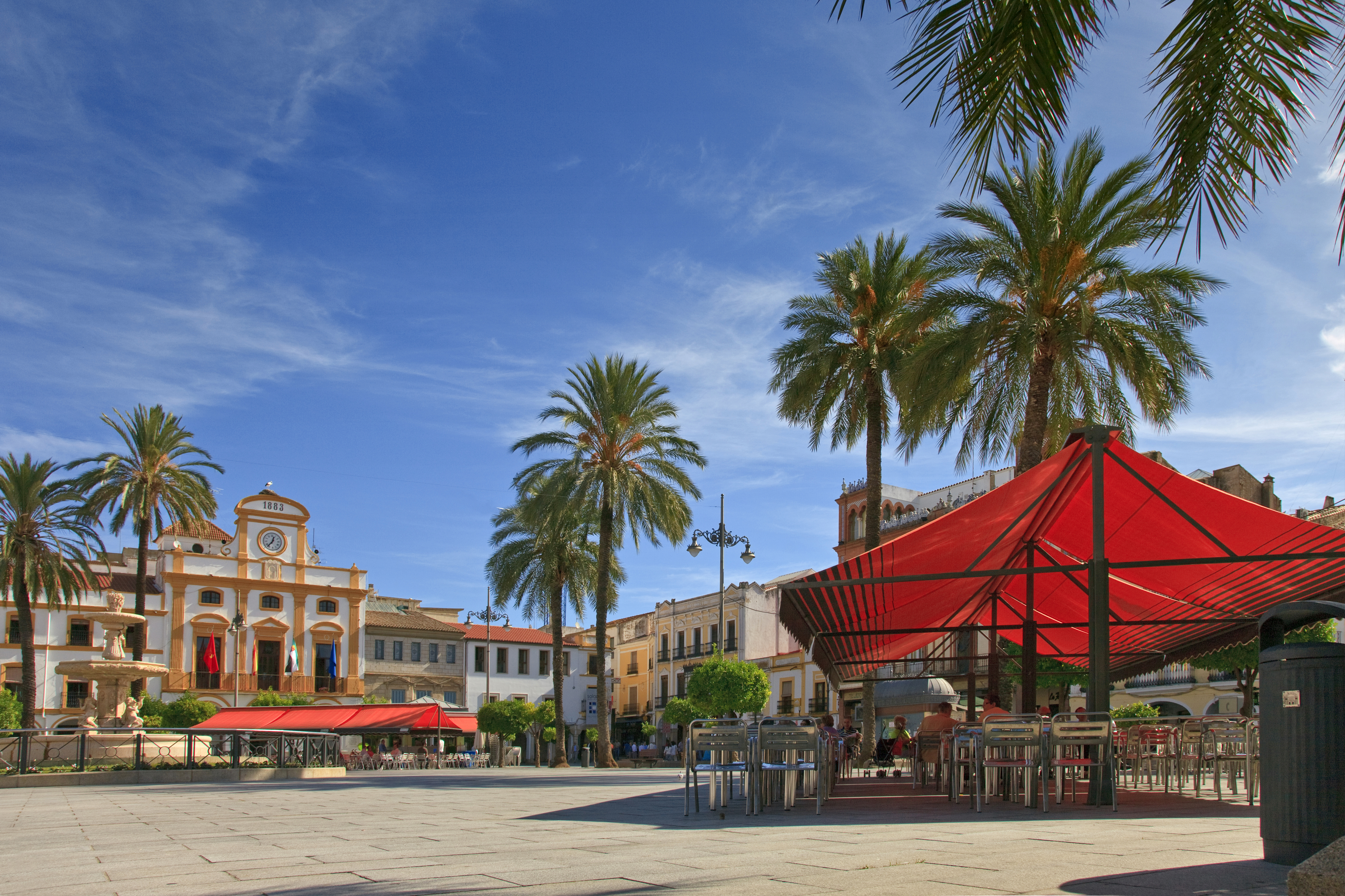
Praça de Espanha, com o ayuntamiento ao fundo

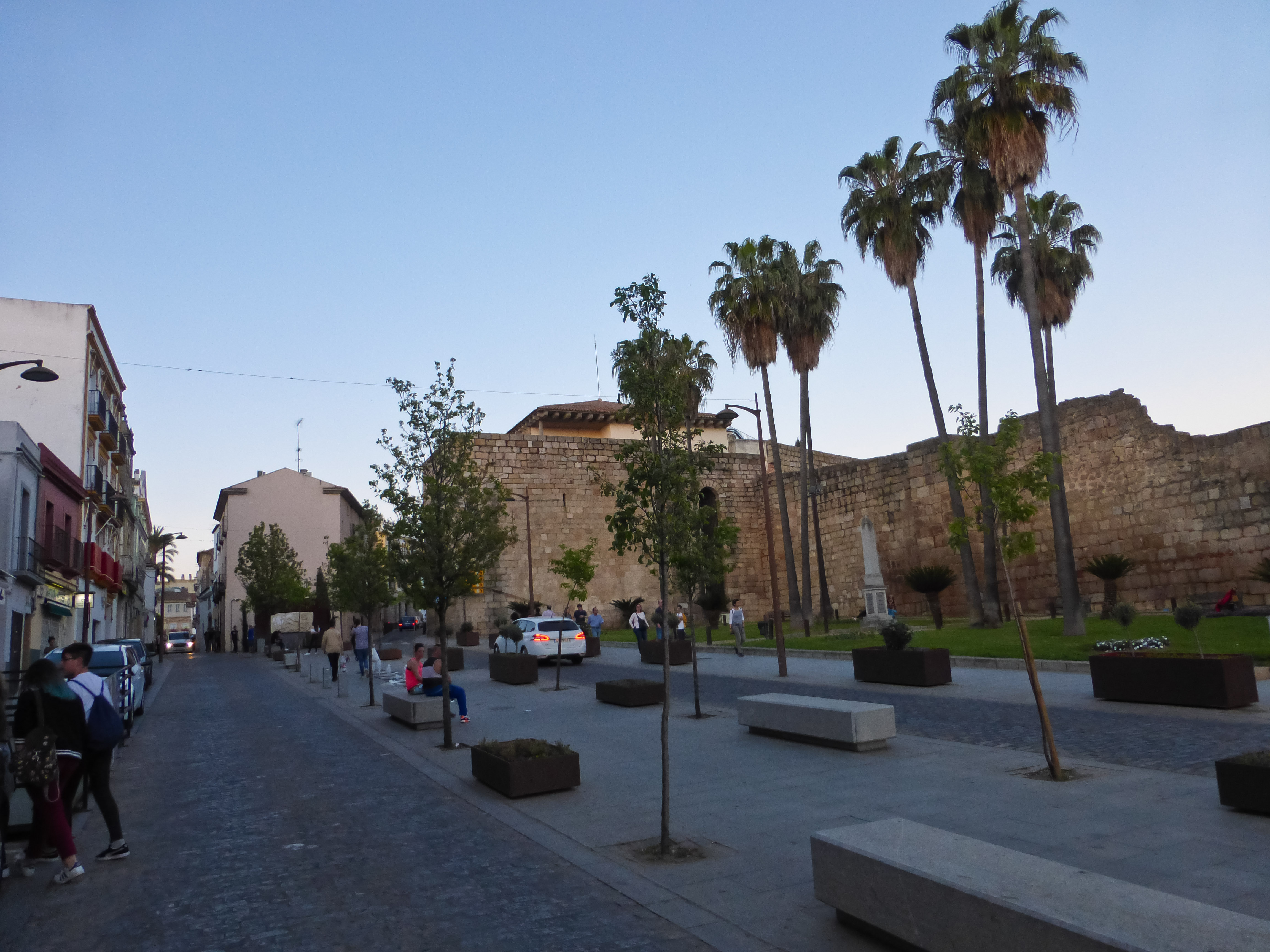
Rua com trecho da muralha romana

Por ser capital da Estremadura, os principais órgãos dessa comunidade autónoma — a Junta da Estremadura (o executivo) e Assembleia da Estremadura (o órgão legislativo) — têm a sua sede em Mérida, o mesmo acontecendo com os principais organismos e empresas públicas regionais, como o Serviço Estremenho de Saúde (SES), Serviço Estremenho Público de Emprego (SEXPE), Serviço Estremenho de Promoção da Autonomia e Atenção à Dependncia (SEPAD), Turismo da Estremadura, Hospedarias da Estremadura, 112 Emergências Estremadura, Corporação Estremenha de Meios Audiovisuais (CEXMA), Instituto da Juventude da Estremadura, Conselho da Juventude da Estremadura e o Centro Regional de Professores e Recursos, entre outros.
O centro regional da Estremadura da RTVE também é em Mérida.
Justiça
A cidade é sede do Partido Judicial de Mérida, número 4 da província de Badajoz. No moderno Palácio da Justiça funcionam cinco julgados de primeira instância, dois julgados penais, dois de contencioso-administrativos, um de comercial, a Terceira Secção da Audiencia Provincial de Badajoz e a Fiscalía de Área de Mérida, além de outros serviços, como medicina legal, registo civil e sala de matrimónios.
Administração municipal
O ayuntamiento (executivo municipal) tem 25 vereadores. Nas eleições municipais de 2019 foi reeleito alcaide Antonio Rodríguez Osuna, do Partido Socialista Operário Espanhol (PSOE), partido que elegeu 13 vereadores; o Partido Popular elegeu 5, o Cidadãos 3, o grupo independente Unidos por Mérida 2 e o Vox 2.
Subdivisões urbanas
Conforme a Lei das Grandes Cidades [es], a cidade está dividida em cinco distritos, que por sua vez se dividem em bairros:
- Distrito 1 — É delimitado pelos bairros da margem esquerda do Guadiana: Nova cidade, Santo António, Cruzcampo, Miralrío, La Heredad, Prado Viejo, Bellavista e El Prado.
- Distrito 2 — Compreende todo o centro histórico, El Barrio, San Albín e República Argentina.
- Distrito 3 — Situado na parte ocidental, compreende os bairros de San Luis, Santa Catalina, Nuestra Señora de la Antigua, Maria Auxiliadora, San Lázaro, Santa Isabel e San Juan.
- Distrito 4 — Situado na parte norte, compreende os bairros de Los Milagros, Santa Eulália, Las Abadías, San Bartolomé, Jardin de Mérida, Juan Canet, Proserpina, Montealto, La Corchera, San Agustín, Tierno Galván, Vía de La Plata e La Calzada.
- Distrito 5 — Situado na parte sul, compreende os bairros de Zona Sur, Los Bodegones, Nuevo Bodegones, Plantonal de Vera, San Andrés, Reina Sofía e Salesianos.

### Acordos de cooperação com outras cidades
A cidade é a sede da plataforma "Méridas do Mundo", criada em 2013 e formada pela cidade espanhola, a Mérida venezuelana e a Mérida mexicana, ambas fundadas por conquistadores provenientes da Mérida espanhola e com as quais está também geminada. A plataforma tem como objetivo fomentar a cooperação económica e cultural entre as três cidades.
Outra cidade geminada com Mérida é a cidade espanhola de Totana, na Região de Múrcia, a qual, como Mérida, tem Santa Eulália como padroeira.

## Economia

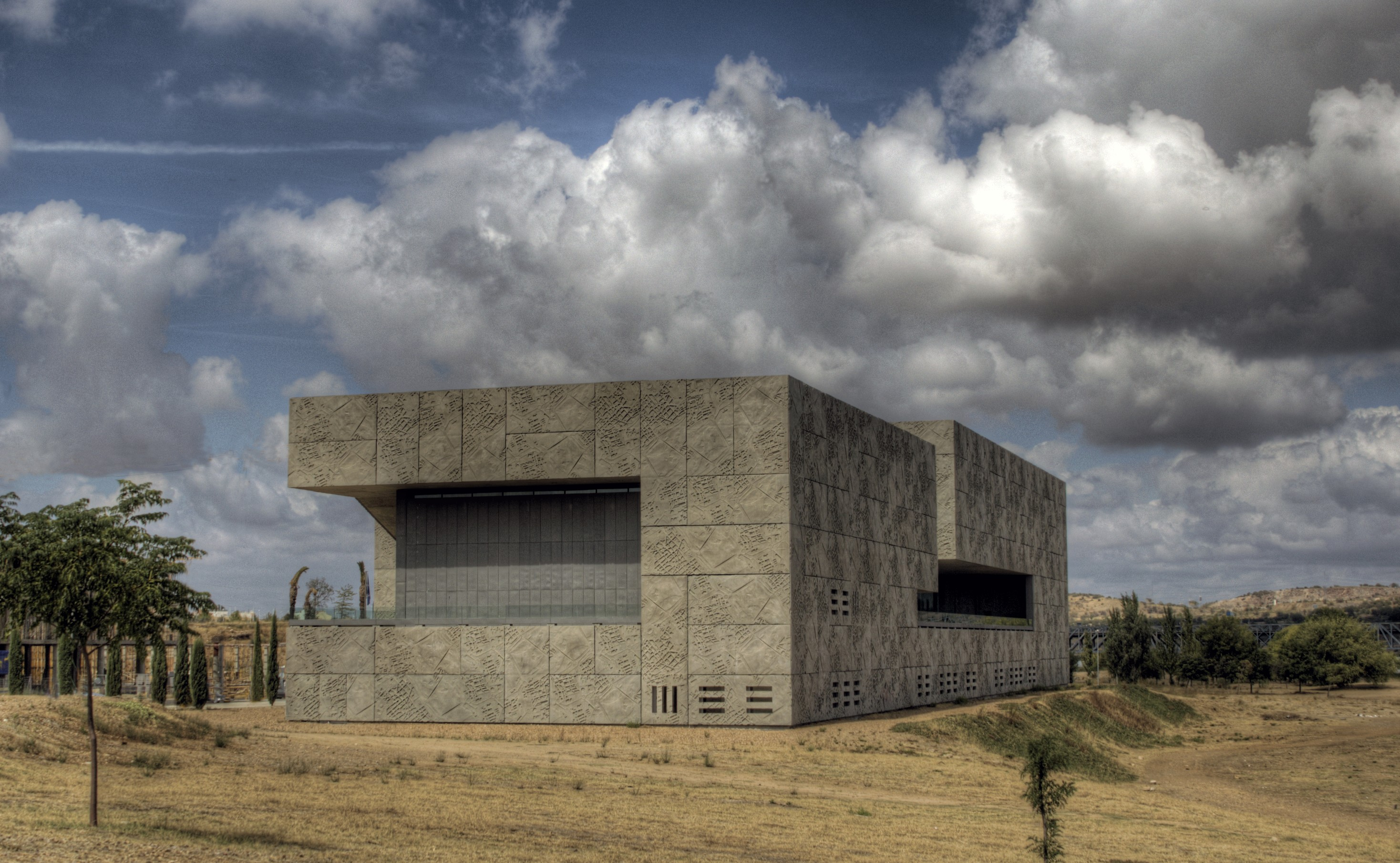
Palácio de Congressos e Exposições, inaugurado em 2004, projetado por Fuensanta Nieto e Enrique Sobejano

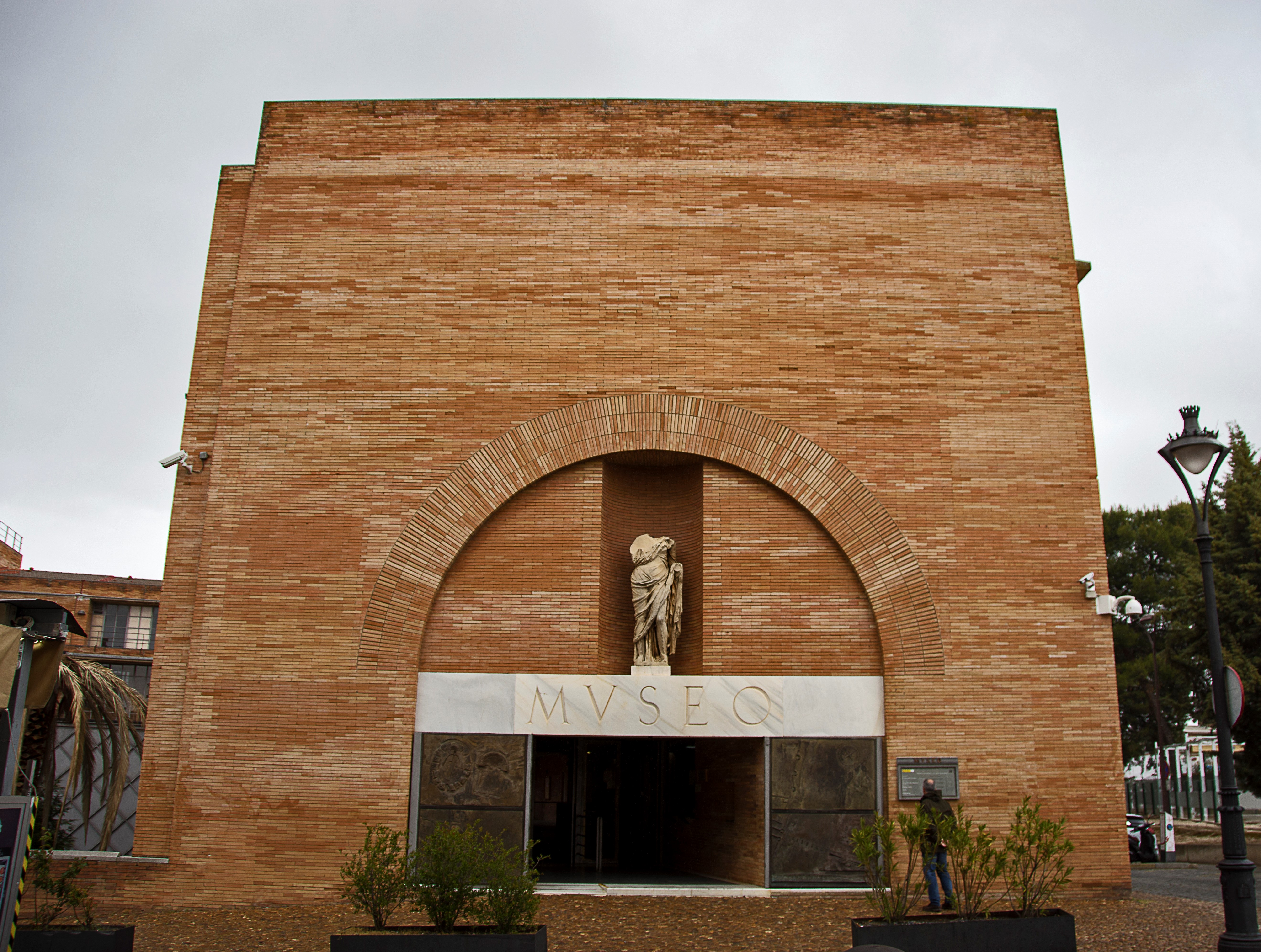
Entrada do Museu Nacional de Arte Romana

O setor de serviços é o dominante na cidade, em especial o turismo e a administração governamental. A indústria também foi sempre muito importante e até há algumas décadas foi o principal motor da economia local. O comércio vive sobretudo dos clientes da comarca e das suas zonas limítrofes. Devido à sua situação central na região e às boas infraestruturas de transporte, a cidade é facilmente acessível a todos os estremenhos. Mérida é o nó de transportes mais importante do oeste peninsular espanhol, o que a torna um local ideal para a distribuição. Em 2004 foi inaugurado o Palácio de Congressos e Exposições e em 2008 a Instituição Ferial de Mérida, o que permite a realização de congressos, feiras comerciais e encontros empresariais.
Turismo
Em 2008 Mérida recebeu mais de 400 000 turistas nos seus monumentos e teve a ocupação hoteleira de 56%. Segundo o anuário económico de La Caixa o setor turístico emeritense é o que tem mais peso nas atividades da região. No que diz respeito à infraestrutura hoteleira, a cidade encabeça a comunidade autónoma. Além dos hotéis, a oferta é complementada com um parque de campismo, um albergue de peregrinos e uma pousada da juventude.
O Museu Nacional de Arte Romana é o museu mais visitado da Estremadura[carece de fontes?] (em 2016 teve mais de 226 500 vistantes) e em 2016 o Teatro Romano era um dos dez monumentos mais visitados da Espanha.
Indústria
No período 2004-2010, as atividades industriais aumentaram 15,8%. A maior parte da indústria concentra-se no parque (polígono) industrial de El Prado, onde trabalham mais 7 000 pessoas numa área industrial de 200 hectares. Também existem outras áreas industriais menores nos acessos da cidade, como os parques industriais Rainha Sofia, Carrión e Cepansa, ou o parque empresarial e logístico Expacio Mérida, situado fora da cidade, que tem 207 ha de área.
Dívida pública
A dívida do ayuntamiento relativa apenas a dívidas a instituições financeiras, créditos financeiros, valores de renda fixa e empréstimos ou créditos transferidos para terceiros, ou seja, excluindo a dívida comercial, ascendia a 55,661 milhões de euros em 2014, o que correspondia a 943,65 € por habitantes.

## Infraestruturas
Além dos numerosos monumentos clássicos existentes na cidade, destacam-se como elementos de modernidade a cidade desportiva, o Instituição Ferial de Mérida [es] (IFEME), o Palácio de Congressos e Exposições, a sede da Confederação Hidrográfica do Guadiana (da autoria de Rafael Moneo), a Biblioteca Jesús Delgado Valhondo, a Ponte Lusitânia sobre o rio Guadiana (da autoria de Santiago Calatrava), o Edifício Administrativo de Morerías (da autoria de Juan Navarro Baldeweg), o Centro Cultural "Alcazaba", o Arquivo Geral da Estremadura, a Fábrica de Lazer e Criação Jovem (da autoria de José Selgas e Lucía Cano) e a Escola da Administração Pública (da autoria de Saénz de Oiza).[carece de fontes?] A "Torre de Mérida", com 16 andares, é o edifício residencial mais alto da Estremadura.
No complexo administrativo "Mérida III Milenio", situado no bairro de San Lázaro, encontra-se o Palácio da Justiça, o edifício dos ministérios (consejerías) da Junta da Estremadura, a sede do Centro de Atenção de Urgências da Estremadura 112, a sede da Agência Estatal de Administração Tributária e o quartel do Corpo Nacional de Polícia. A Escola de Trânsito de Mérida é um centro de formação de especialistas em trânsito da Guarda Civil.

### Transportes
Ferrovia
A ferrovia chegou a Mérida em 18 de julho de 1864, com a linha que liga Badajoz a Madrid. A Estação de Mérida situa-se no limite do centro histórico e é gerida pela ADIF. A cidade é servida pelas seguintes linhas:
- 52 — liga Madrid a Badajoz, via Cáceres e Mérida
- 74 — liga Sevilha a Cáceres
- 516 — também designada Linha  Mérida-Los Rosales [es], passa por Zafra e vai até Tocina, no centro da província de Sevilha
- 520 — também designada Linha Cidade Real-Badajoz

A linha de alta velocidade que ligará Madrid a Lisboa vai passar e parar em Mérida. Em 2008 foi noticiado que as obras da linha da Alta Velocidade Espanhola irão libertar 24 ha de terrenos e entre 8 e 10 km de linha férrea na cidade. A área que é ocupada pela atual estação, que será desativada, e pela linha que passa por áreas urbanas e tem dificultado o desenvolvimento da cidade, dividindo várias zonas da cidade, será aproveitada para a construção duma ampla alameda e de espaços verdes. Está também prevista uma estação multimodal de passageiros.

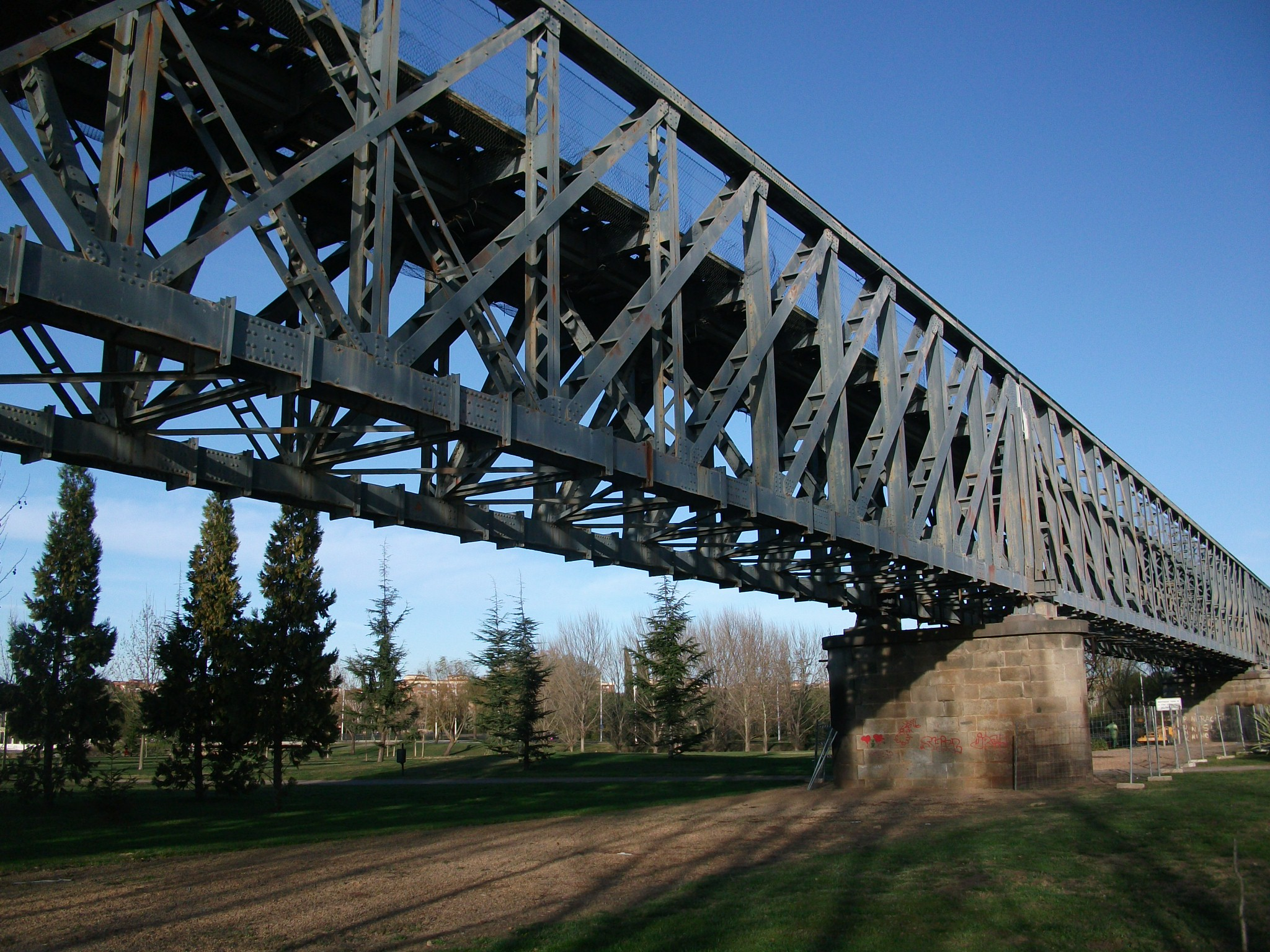
Ponte ferroviária sobre o rio Guadiana, inaugurada em 1883
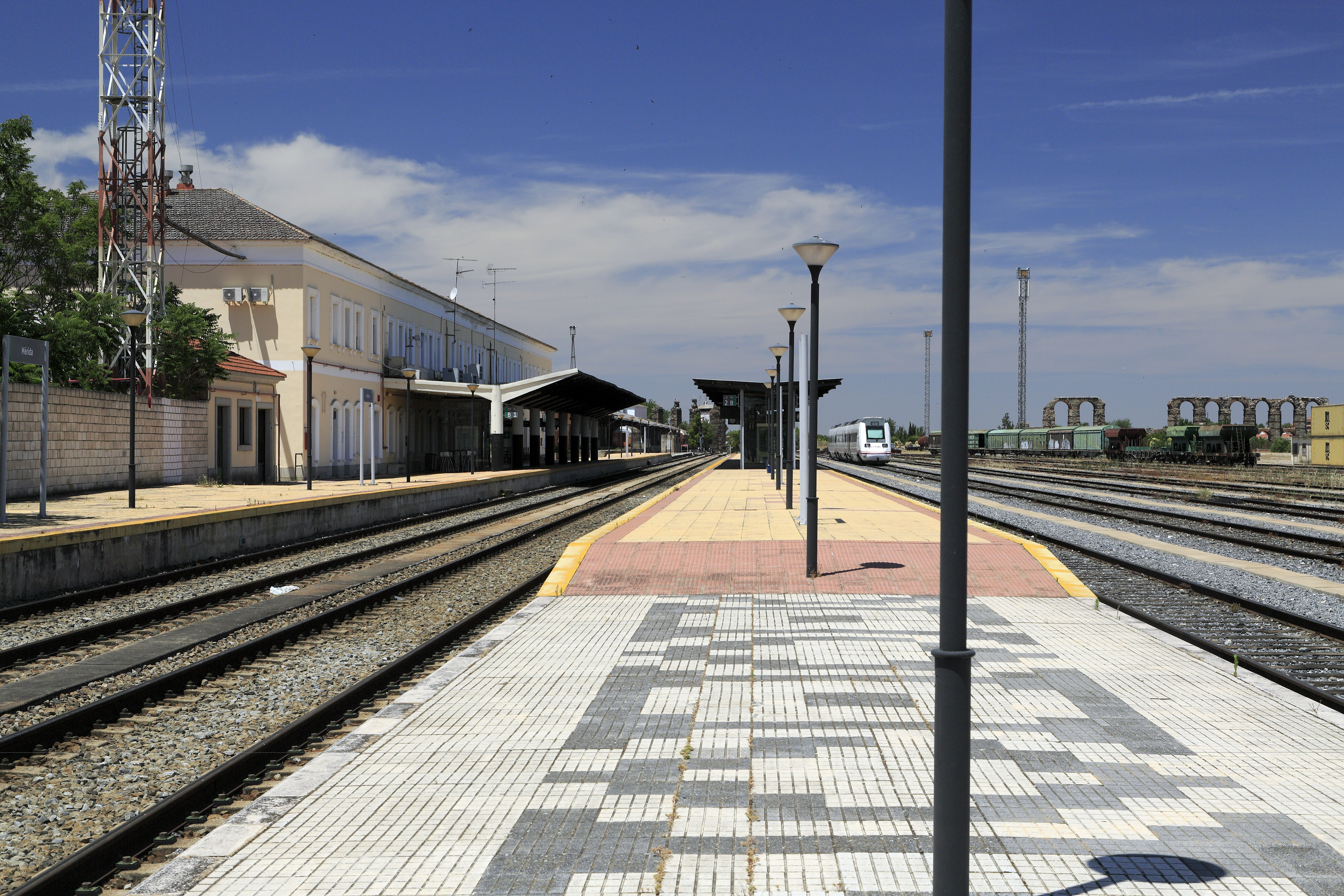
Estação ferroviária, com o aqueduto romano dos Milagres ao fundo
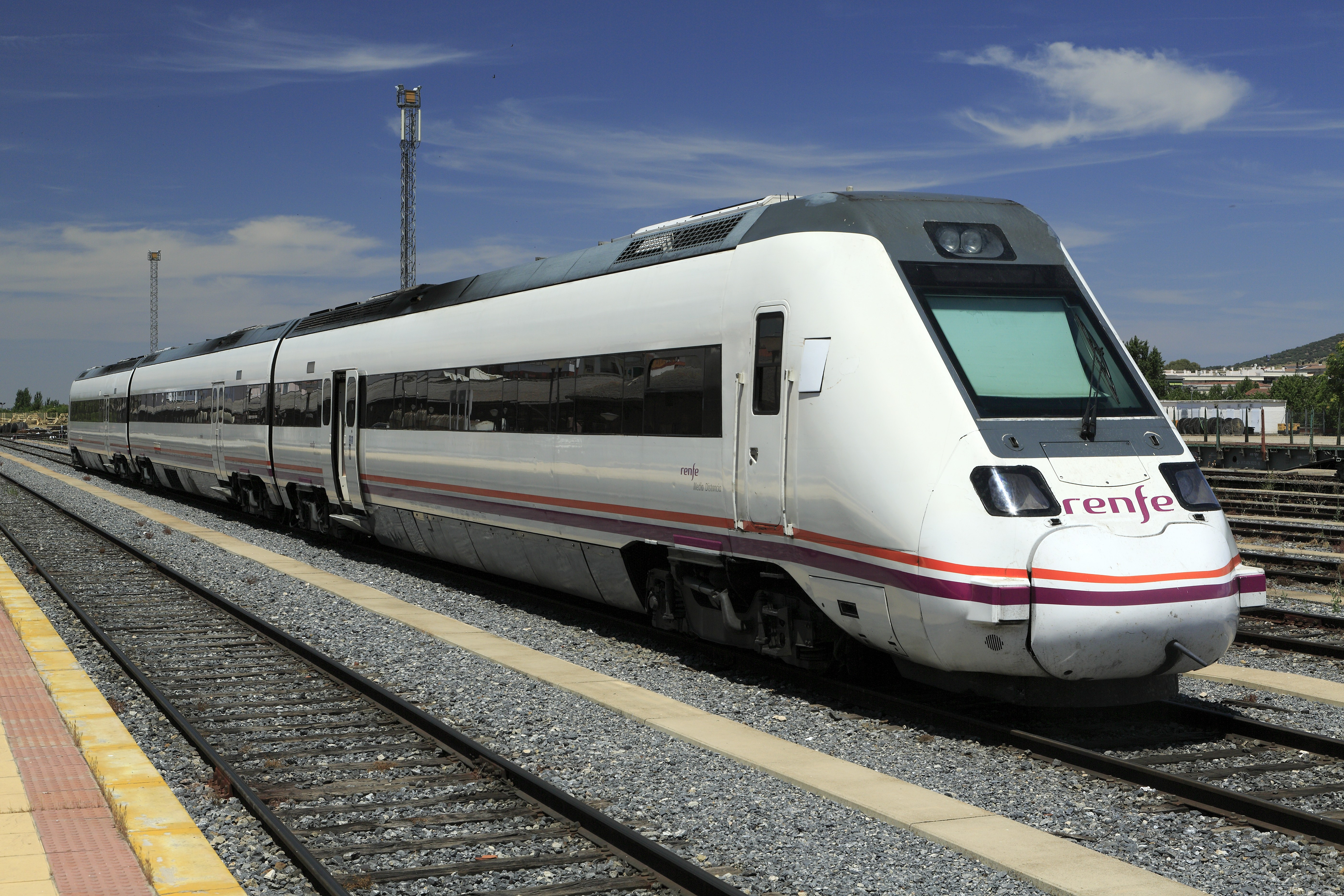
Comboio da série 598 da Renfe na estação de Mérida
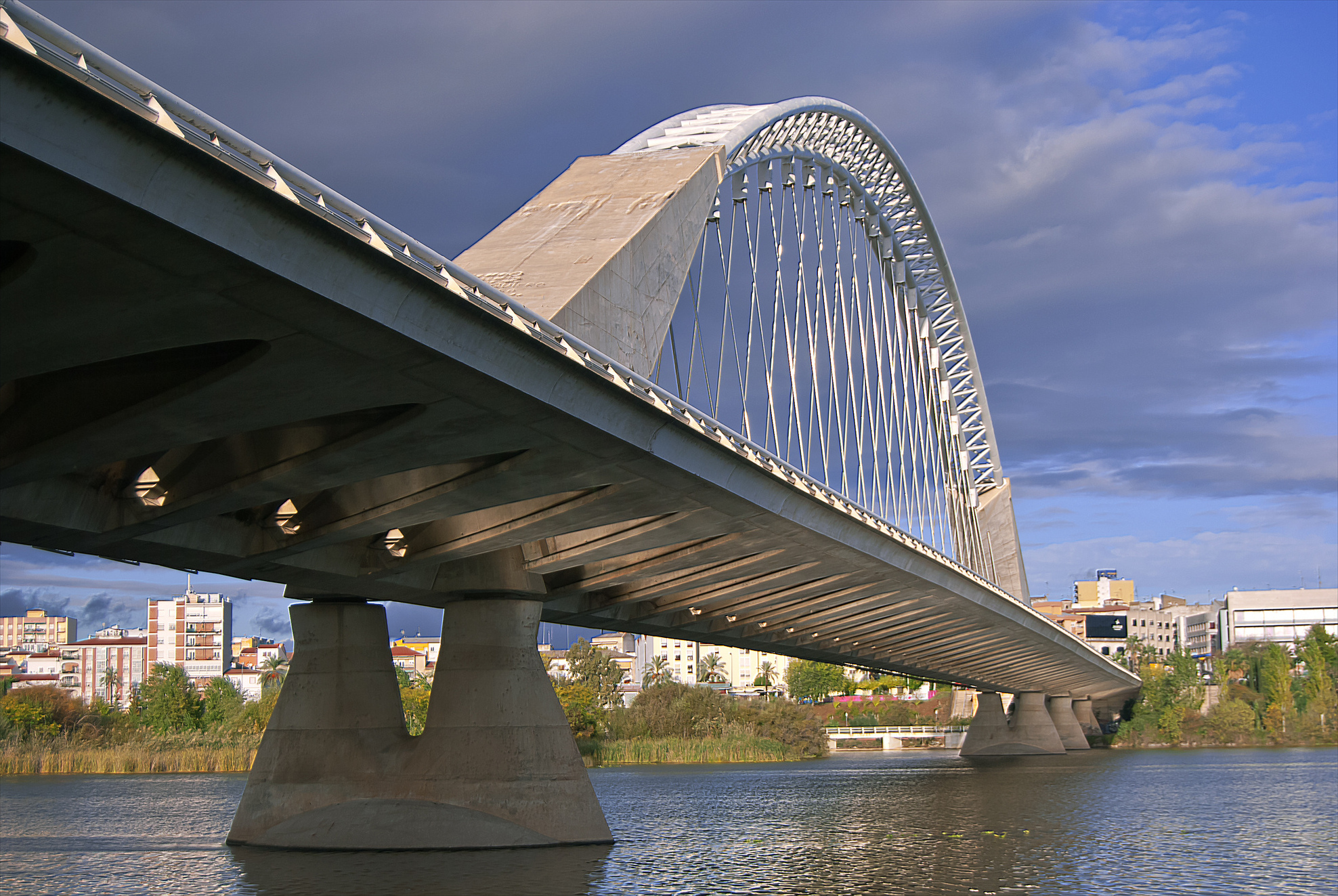
Ponte Lusitânia, sobre o rio Guadiana, projetada por Santiago Calatrava e construída entre 1988 e 1992]]

Estradas
Mérida é o principal nó rodoviário da Estremadura, onde se cruzam dois importantes eixos rodoviários da Espanha: as autoestradas A-5 (na direção nordeste-sudoeste) e A-66 (na direção norte-sul).
- A-5 — Também chamada Autovia do Sudoeste, vai até Madrid na direção nordeste e até Badajoz na direção oeste, contornando a cidade pelo norte, onde partilha parte do traçado com a A-66.
- A-66 — Também chamada Autovia Rota da Prata, vai até Gijón na direção norte e até Sevilha na direção sul; liga Mérida a Cáceres, Plasencia, Salamanca, Zamora, Leão e Oviedo.
- N-430 — Vai até Badajoz a oeste e até Valência a leste. Na maior parte do ser percurso oriental foi transformada, na autoestrada A-43. A oeste, entre Badajoz e Torrefresneda (no município de Guareña), foi substituída pela A-5.
- EX-209 — Vai de Badajoz até Mérida, passando por Montijo.
- EX-307 — Vai de Mérida até Guareña.
- BA-058 — Vai de Mérida até Don Álvaro.
- BA-089 — Vai de Mérida até Alange.
- ME-11 — é uma via rápida de apenas 500 m no acesso norte de Mérida.

Autocarros interurbanos

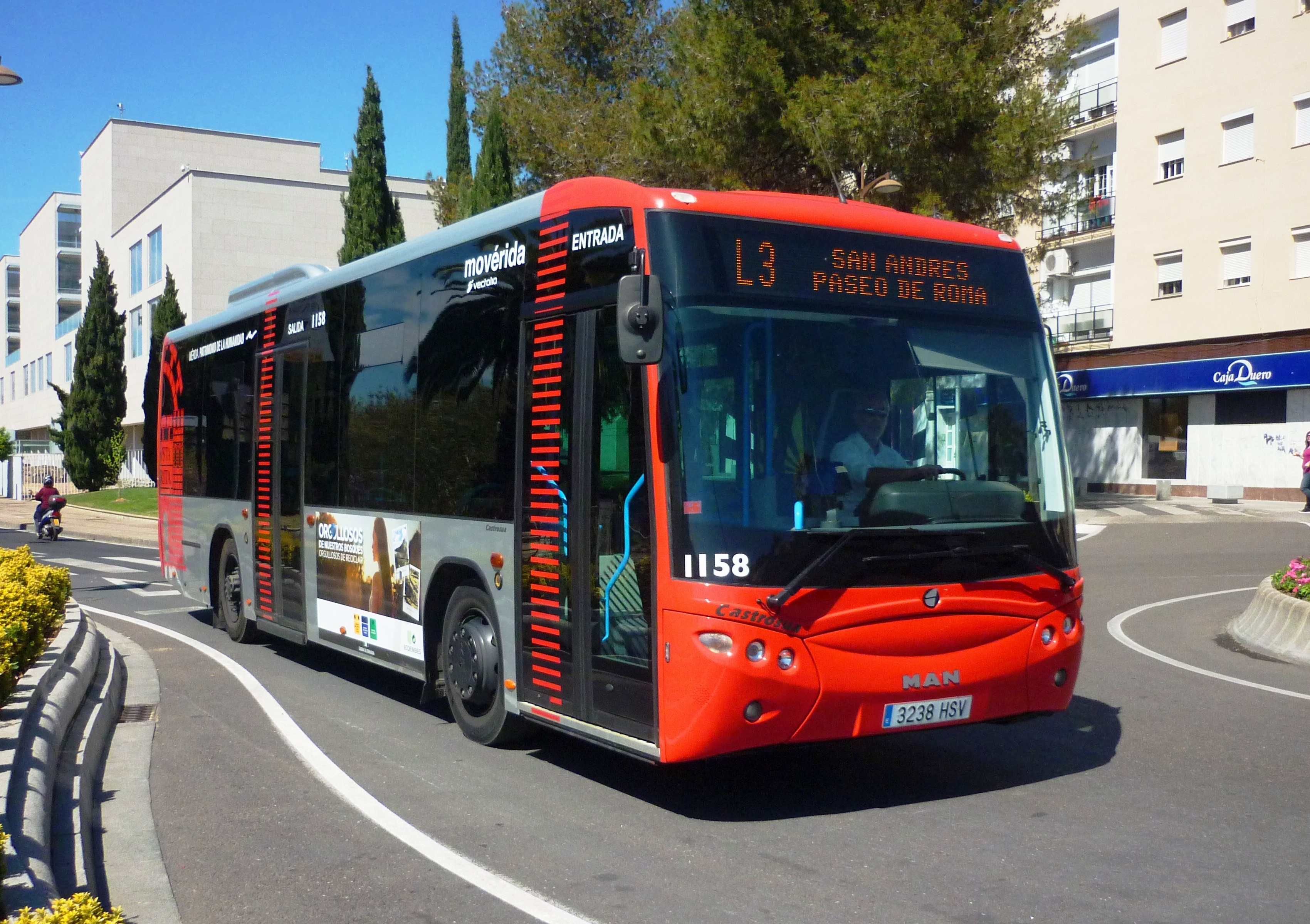
Autocarro da Vectalia em Mérida

A cidade tem um terminal rodoviário que é propriedade da Junta da Estremadura, com serviços de autocarros regionais, nacionais e internacionais. Nela operam, entre outras, as empresas rodoviárias Alsa, Avanzabús, Leda e Unionbús.
Autocarros urbanos
O serviço de autocarros urbanos é gerido pela empresa Vectalia, que opera cinco linhas diurnas e uma noturna, que funciona nas noites de sextas-feiras e sábados.
Transporte aéreo
O aeroporto mais próximo é o de Badajoz (IATA: BJZ, ICAO: LEBZ). Situa-se a 45 km da cidade pela autoestrada A-5 e tem voos regulares para Madrid e Barcelona e voos sazonais para Maiorca, Canárias e Valência. Para voos privados a cidade dispõe do aeródromo de Mérida, situado a 7 km da cidade pela A-66, o qual tem um pico de atividade durante o Festival Internacional de Teatro Clássico de Mérida [es], que se realiza todos os anos em julho e agosto.

### Saúde
O principal hospital da cidade é o Hospital de Mérida. É de propriedade pública e é administrado pelo Serviço Estremenho de Saúde, um organismo que integra o Serviço Nacional de Saúde espanhol e está adscrito à Consejería (uma espécie de ministério) de Saúde e Política Social da Junta da Estremadura. Segundo o índice de excelência hospitalar do Instituto Coordenadas de Governança e Economia Aplicada, em 2015 era o terceiro melhor hospital da Estremadura.
Além desse hospital, a cidade tem quatro centros de saúde, quatro clínicas privadas e outros cinco centros sanitários especializados (o Centro Sociosanitário "Adolfo Díaz Ambrona", o Centro Regional de Neurorrehabilitação da Estremadura "Casaverde", o Centro Regional de Parkinson da Estremadura, o Centro de Doentes de Alzheimer de Mérida e Comarca e a Comunidade Terapêutica de Dependências "La Garrovilla").

## Desporto
Instalações desportivas

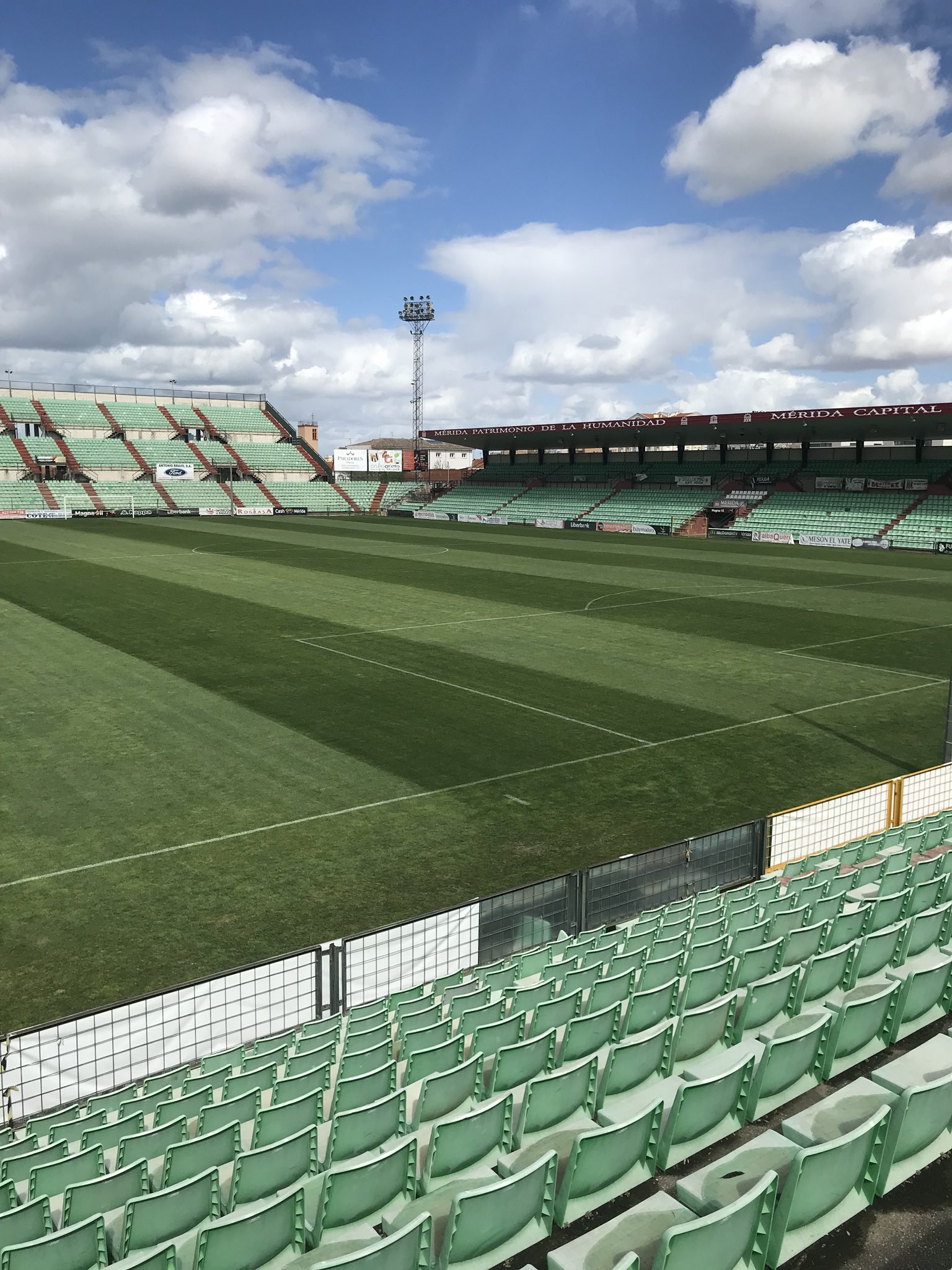
Estádio Romano, o principal estádio de futebol da cidade

- Campos de futebol: Estádio Romano, María Auxiliadora, Miguel Patón, El Prado
- Complexos polidesportivos: Diocles, Guadiana, La Paz, Las Abadías e pavilhão La Antigua
- Pistas polidesportivas: Cementerio, Cruzcampo, Montealto, Albarregas e La Isla
- Outras infraestruturas: piscinas La Argentina, velódromo José María Lozano, circuito de rally El Prado, circuito de motocross Vía de la Plata, complexo de bocha El Águila, centro de pádel El Prado, centro de ténis La Corchera e centro de caiaque Iuxtanam

Entidades desportivas
Em Mérida são praticados diversos desportos; os mais importantes são o futebol, basquete, andebol, râguebi, ginástica artística e rítmica, caiaquismo, natação, ciclismo e atletismo. Estes podem ser praticados através das Escolas Municipais Desportivas ou de clubes federados como o AD Mérida [es], Imperio CP [es], E.F. Emerita Augusta, C.D. Nueva Ciudad, Gladiadores Mérida Rugby, Club de Piragüismo Iuxtanam, Escuela de Ciclismo de Mérida, Club Deportivo Josefinas Mérida ou Formación Deportiva Mérida.
No que respeita a desporto profissional, o clube de futebol mais famoso é a AD Mérida. O clube de xadrez Magic Estremadura conta com alguns dos melhores jogadores do mundo e são campeões da Espanha e da Europa por clubes; o clube de caiaque Iuxtanam,  de que faz ou fez parte o treinador nacional e vários desportistas da seleção nacional. Há também alguns nadadores, atletas e ginastas que participam em competições nacionais e internacionais.
Eventos desportivos
No mês de junho decorre o Campeonato da Estremadura de Natacão e em julho o Campeonato de Estremadura de Triátlon Sprint. No final de agosto decorre o Torneio de Ténis Feria de Mérida [es].

## Educação

### Ensino superior

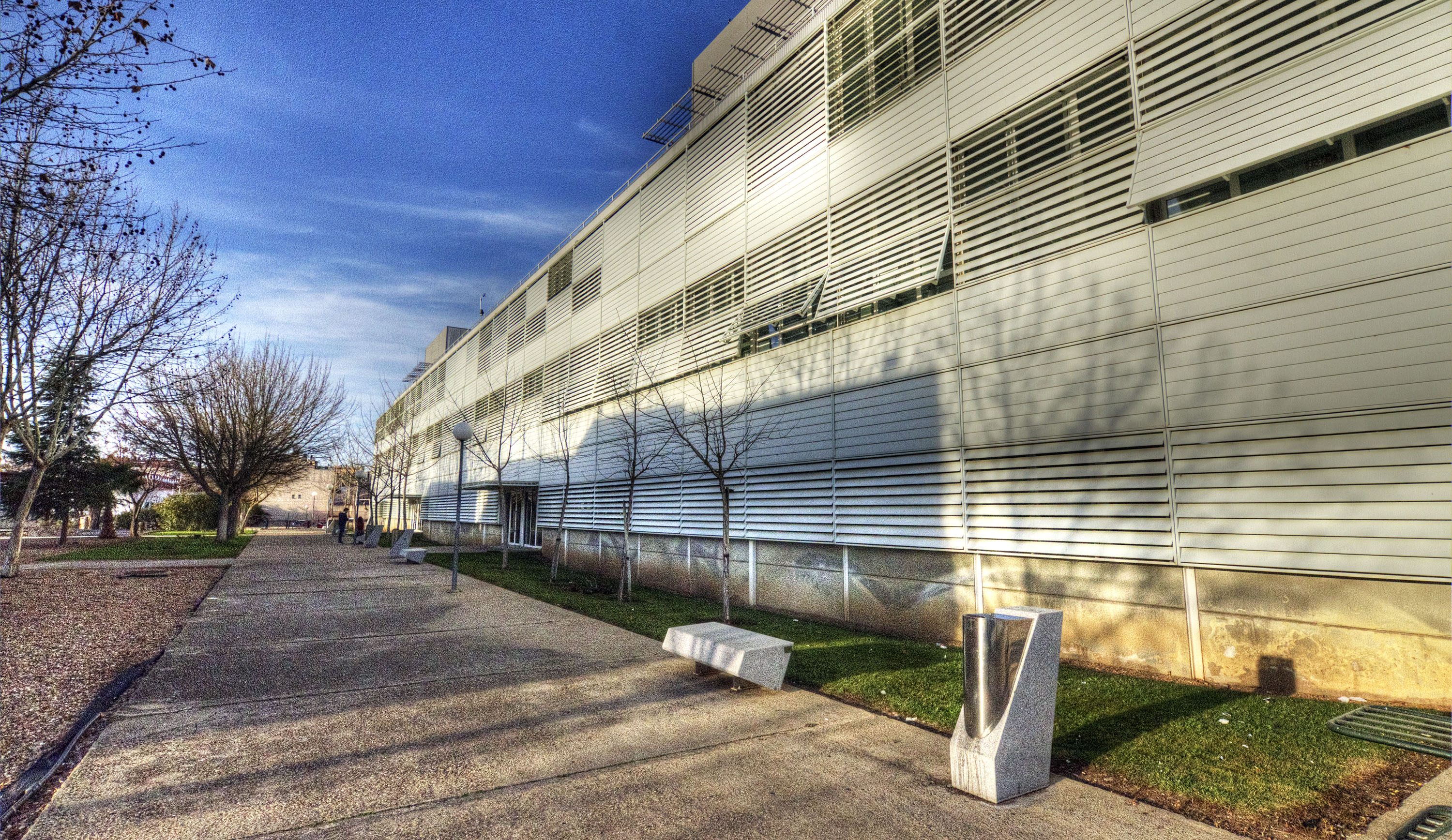
Centro Universitário de Mérida

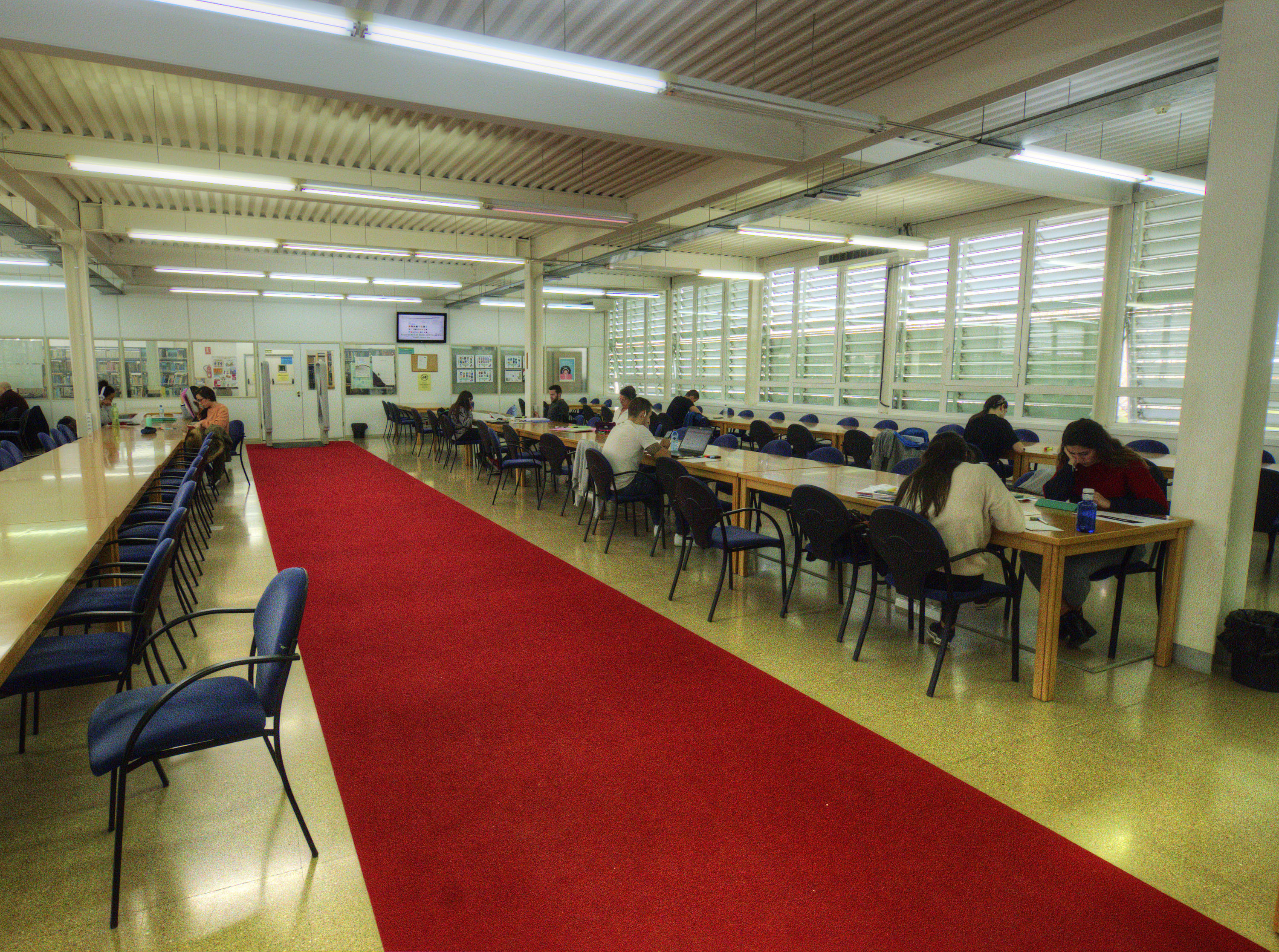
Biblioteca do Centro Universitário de Mérida

A principal instituição de ensino superior da cidade é o Centro Universitário de Mérida [es], uma unidade da Universidade da Estremadura, que leciona cursos de graduação e pós-graduação, principalmente em ciências da saúde e engenharia.
Em termos de educação artística, a principal instituição educacional da cidade é a Escola de Arte e Superior de Desenho de Mérida, que oferece diplomas legalmente equivalentes a diplomas universitários.
O Instituto de Arqueologia de Mérida oferece um curso de pós-graduação em tecnologias da informação e comunicação em arqueologia. A Universidade Nacional de Educação à Distância (UNED), que leciona vários cursos de graduação e pós-graduação, tem o seu Centro Regional da Estremadura sediado em Mérida. Na educação profissional, destaca-se a Escola Superior de Hotelaria e Agroturismo da Estremadura, que oferece um mestrado em economia verde e circular.

### Educação linguística e musical
A Escola Oficial de Idiomas de Mérida leciona cursos de inglês, alemão, francês, português e italiano desde o nível A1 ao nível B2 do Quadro Europeu Comum de Referência para as Línguas.
A principal instituição de educação musical na cidade é o Conservatório Ofical de Música de Mérida "Esteban Sánchez", onde são lecionadas aulas de acordeão, clarinete, flauta transversal, saxofone, oboé, trombone, trompete, tuba, guitarra clássica, guitarra flamenca, violino, viola e violoncelo e piano, desde o nível elementar até ao profissional.

### Outras ofertas educacionais
Em Mérida existem três centros de educação especial: Plena Inclusión, Emerita Augusta, Casa de la Madre. A primeira situa-se no centro, é de propriedade privada, mas em tem acordos com a administração pública. As restantes situam-se na parte sul da cidade e são públicas. O Museu Nacional de Arte Romana realiza diversas atividades educacionais relacionadas à história antiga, como cursos, conferências e exibição de documentários, destinados tanto a crianças e jovens como ao público em geral. A Escola de Trânsito da Guarda Civil, onde são formados os especialistas em trânsito daquele corpo de polícia, está sediada em Mérida.

## Cultura

### Museus

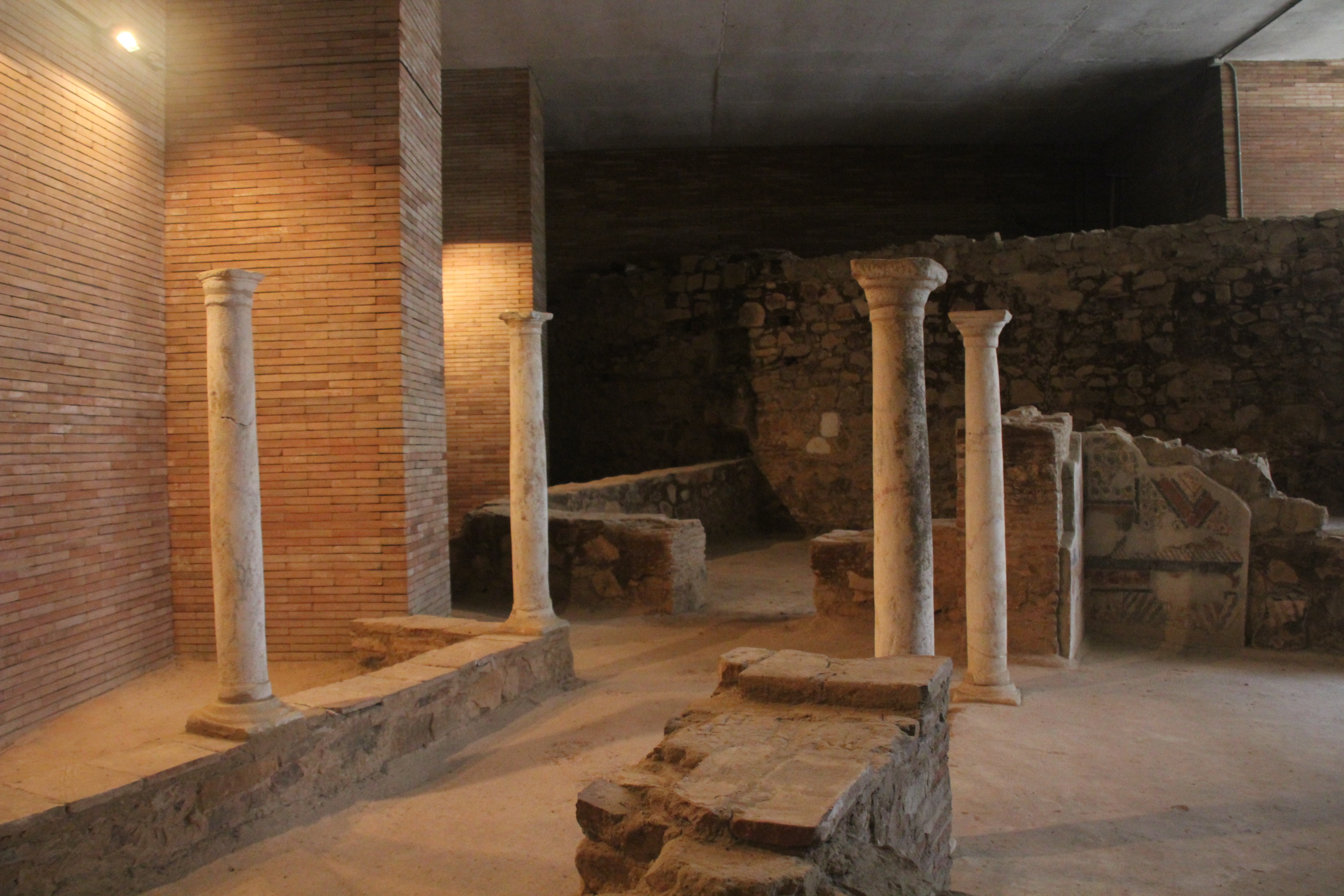
Columbários na cripta do Museu Nacional de Arte Romana

O museu mais visitado da cidade é o Museu Nacional de Arte Romana (MNAR), cuja sede e polo principal se encontra num edifício construído para o alojar, da autoria do arquiteto Rafael Moneo, inaugurado em 1986, cujo aspeto geral e alguns detalhes remetem para a arquitetura romana. O museu é o sucessor do antigo Museu Arqueológico de Mérida, fundado em 1838, que funcionou no antigo Convento de Santa Clara [es], onde atualmente está instalada a Coleção Visigoda do MNAR, também conhecida como Museu de Arte Visigoda. A exposição permanente da sede do MNAR é composta por uma extensa e rica coleção de objetos da época romana (não apenas de arte) provenientes, quase todos, das escavações no sítio arqueológico daquilo que foi a colónia de Augusta Emerita.

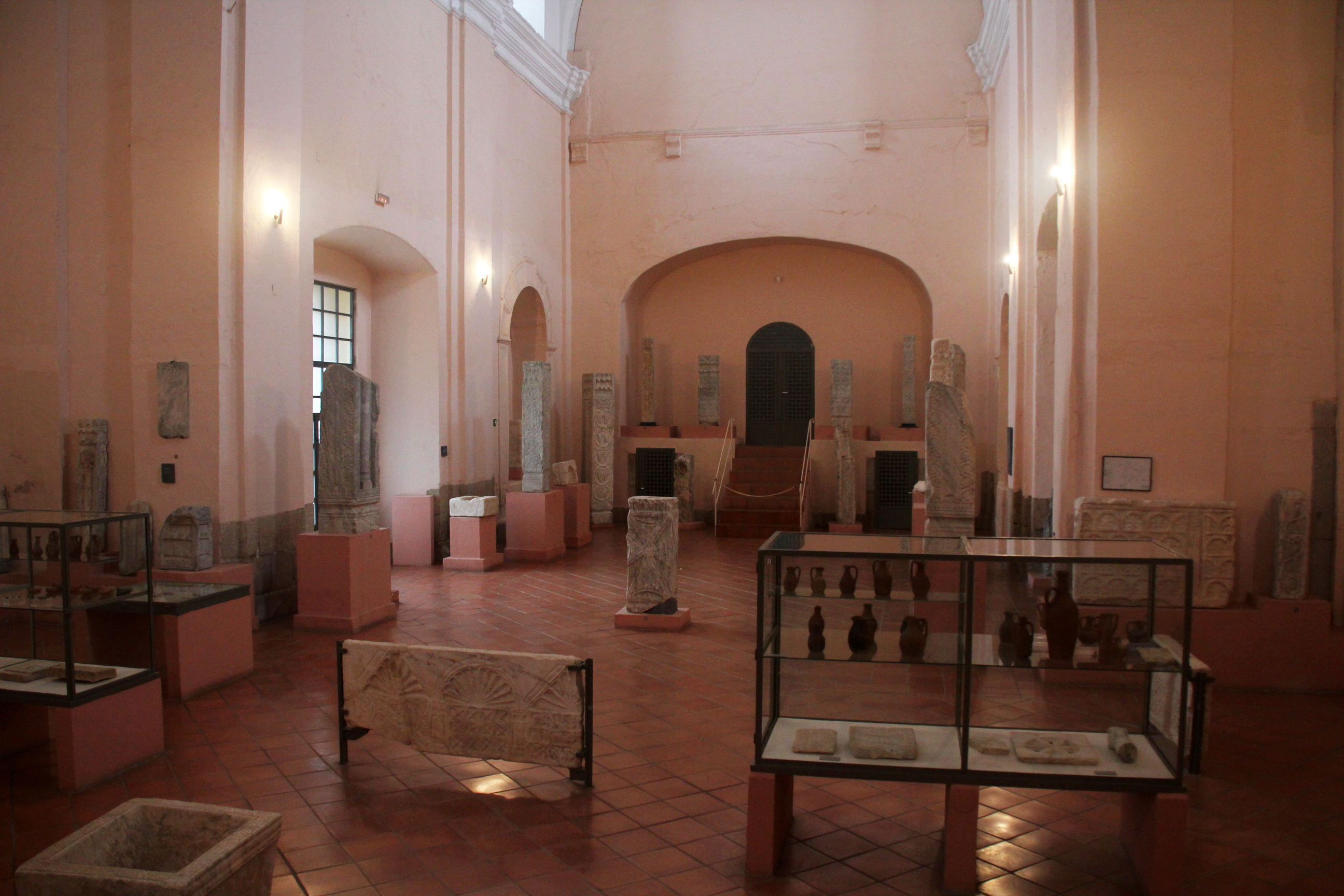
Coleção Visigoda

A Coleção Visigoda é apontada como a coleção de escultura visigótica mais importante da Península Ibérica. Há décadas que há intenção de construir um museu visigodo em Mérida e em 2009 chegou a ser anunciado que as obras iriam começar brevemente e o museu abriria em 2013. Porém, em 2017 as obras ainda tinham começado e nada havia de concreto e o alcaide de Mérida disse que «ainda nada se sabe do Visigodo […]». Está previsto que o novo museu ocupe um lote de terreno de quase 3 700 m² situado entre o teatro romano e o Estádio Romano, onde se erguia o antigo quartel da Guarda Civil, cujos trabalhos de demolição foram iniciadas em 2000.
O Museu Aberto de Mérida tem três secções distintas: a Geoemérita, a Praemérita e uma sala de exposições temporárias. A Geoemérita ou Coleção de Geologia Fernández López–Sos Baynat, é a sucessora do Museu de Geologia da Estremadura, que foi criado em 1991 para conservar e expor a coleção de amostras geológicas (que inclui peças de paleontologia,  petrologia e minerais da Estremadura) do geólogo Vicent Sos Baynat [es] (1895–1992). Na Praemérita estão expostos numerosas peças provenientes de sítio arqueológicos da região de Mérida, que vão do Paleolítico até à Proto-história, passando pelo Neolítico, Calcolítico e Idade do Bronze. A sala de exposições temporárias é usada sobretudo para expor obras de arte.
O Museu do Caminho de Ferro, alojado na sede da UNED de Mérida, dispõe de uma coleção de objetos relacionados com caminhos de ferro, fotografias, vídeos e uma maquete de grandes dimensões com comboios em movimento. Em 2019 estava encerrado ao público.
O El Costurero é um museu de escultura e etnografia, que deve o seu nome ("O Costureiro") ao edifício histórico onde está instalado. Tem duas coleções. A coleção Juan de Ávalos é um conjunto de obras representativas do escultor emeritense Juan de Ávalos doada à cidade pelo artista, que inclui originais em bronze e maderia, esboços e desenhos de vários temas, obras monumentais e ornamentais, retratos e esculturas religiosas, e oferece uma visão da extensa obra do artista. A coleção Ramón Carreto é constituída por diversas coleções reunidas pelo pintor Ramón Carreto, natural de Badajoz e residente em La Nava de Santiago, nomeadamente peças etnográficas e jogos e bonecas provenientes de várias fábricas europeias e americanas, datadas do final do século XIX e século XX.

### Centros de interpretação e de investigação

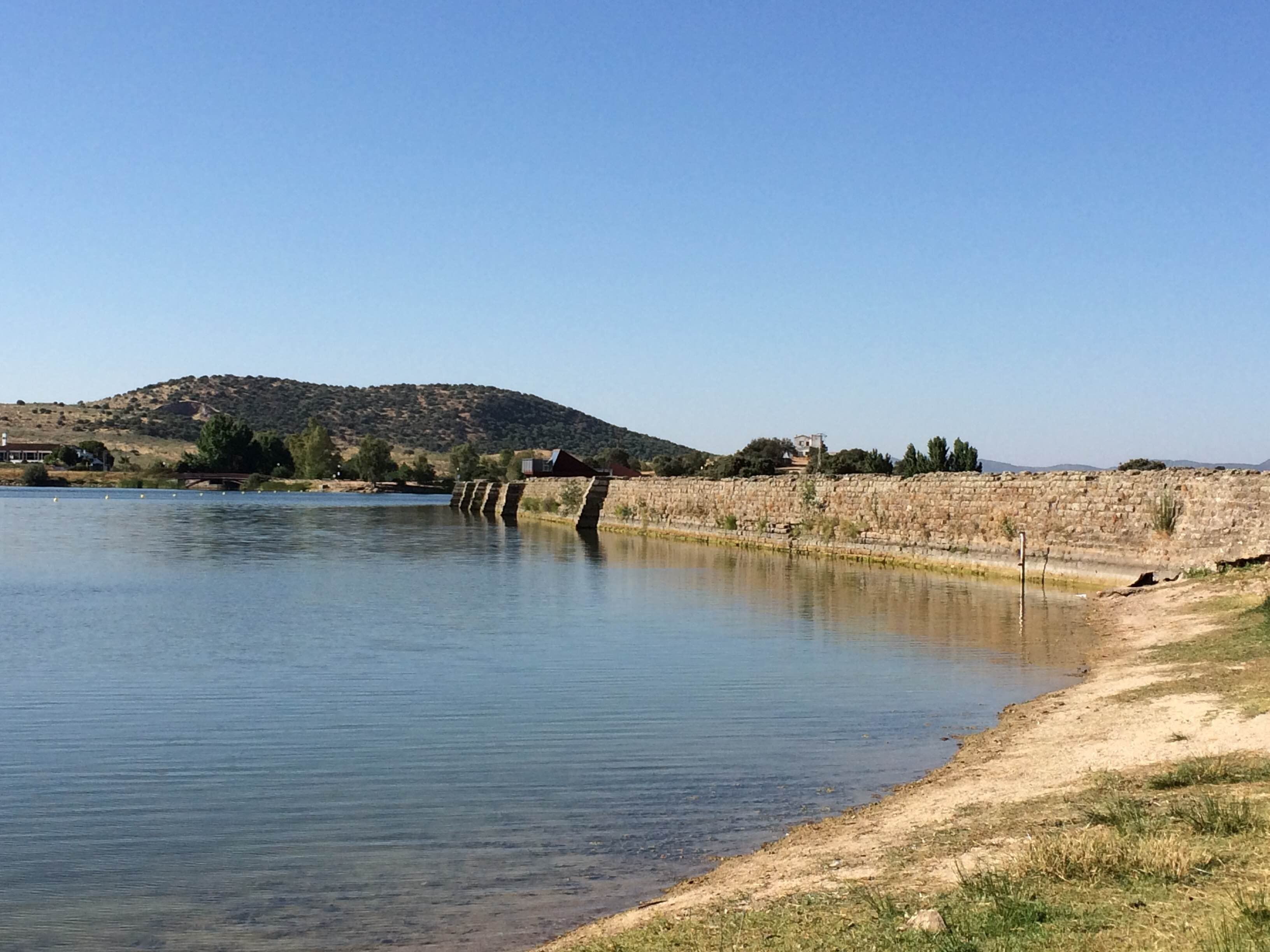
Barragem romana de Proserpina

Vários monumentos da cidade têm um centro de interpretação, nomeadamente a Basílica de Santa Eulália [es], o circo romano, o fórum romano, o teatro romano e os columbários junto à Casa do Mitreu [es] (sobre o mundo funerário romano). De referir também os centros de interpretação da pintura mural romana, do comércio e indústria romanas,[carece de fontes?] da Via da Prata e a "Exposição Permanente do Campo na Estremadura".[carece de fontes?]
Junto à barragem romana de Proserpina, cuja albufeira abastecia de água a urbe romana, a cerca de 5 km da centro de Mérida, encontra-se o Centro de Interpretação da Água, onde é mostrado aos visitantes como era feita a distribuição de água nos tempos romanos, nomeadamente como eram construídos os aquedutos e como funcionavam os sistemas usados para fazer chegar a água a fontanários, lavadouros, banhos e latrinas públicas, indústrias e casas particulares.
O Instituto de Arqueologia de Mérida (IAM) é um centro de investigação associado ao Conselho Superior de Investigações Científicas espanhol, que tem como objetivos principais participar na investigação do património arqueológico da Estremadura e da generalidade do território espanhol, a formação de pessoal investigador e a promoção da interação com a sociedade.

### Eventos culturais

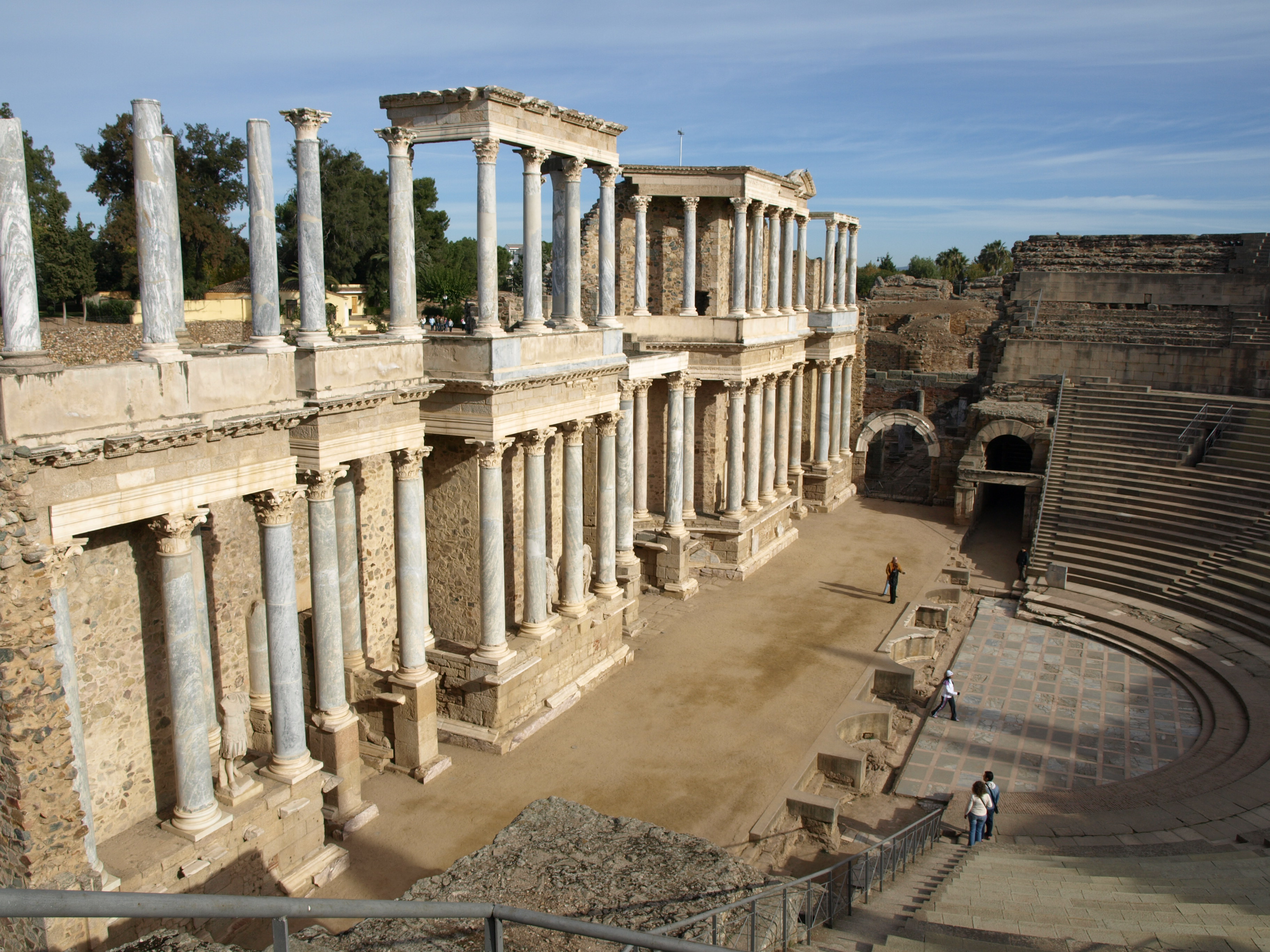
Palco do teatro romano, onde decorrem os espetáculos do Festival Internacional de Teatro Clássico de Mérida

O evento cultural com maior destaque da cidade na cidade é Festival Internacional de Teatro Clássico de Mérida [es], realizado todos os anos em julho e agosto no teatro romano. Embora o foco principal sejam representações de peças greco-romanas, inclui também outras representações cénicas, musicais e um ciclo de cinema. Foi realizado pela primeira vez em julho de 1933, sob o impulso de Margarita Xirgu, Rivas Cherif [es] e Miguel de Unamuno e após um interregno de mais de 21 anos, voltou a ser realizado em 1954.
O teatro romano é também o palco do Festival Juvenil de Teatro Greco-Latino, realizado em abril e maio desde 1997, no qual atuam sobretudo alunos no ensino secundário, e o Stone&Music Festival, realizado em setembro, que inclui música de vários géneros. Em junho ocorre o festival Emerita Ludica, no qual se recria o passado romano da cidade nas ruas e monumentos, com desfiles, teatro, dança, recriações históricas e outras atividades culturais. No âmbito deste festival decorre a Rota da Tapa Romana Sentia Amarantis, um festival gastronómico.
O FanCineGay, Festival Internacional de Cinema LGBT da Estremadura, realizado em várias cidades estremenhas em novembro, tem uma das suas sedes em Mérida; em 2021 realiza-se a sua 24.ª edição. O Festival de Cine Inédito de Mérida, realizado anualmente em finais de novembro ou no início de dezembro, é dedicado à projeção de filmes que  ainda não foram estreados comercialmente na Espanha; em 2021 realiza-se a sua 16.ª edição. O Festival Bollywood da Estremadura Beneshwar teve pelo menos quatro edições, entre 2015 e 2018; realizado na primavera, é dedicado às artes cénicas da Índia, especialmente a dança e o cinema, com projeção de filmes, cursos de dança, desfiles e festas holi com a presença de vedetas indianas.
Em 2017 Mérida foi galardoada com a Medalha de Ouro do Festival Internacional de Cante Flamenco de Lo Ferro pelas suas atividades de promoção e difusão da cultura e da música flamenca.

### Festas

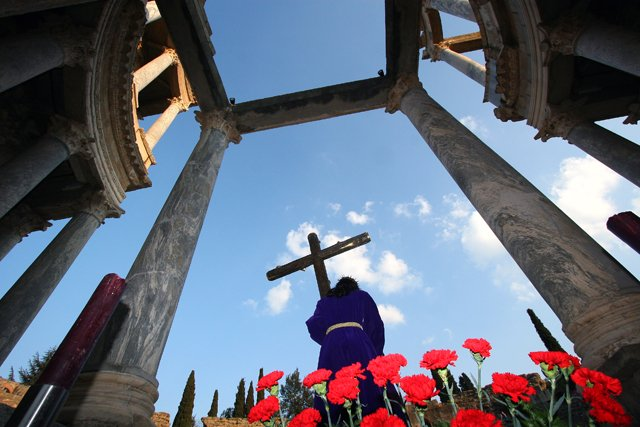
Cristo da Humildade no Teatro Romano, durante as celebrações da Semana Santa

O Carnaval Romano de Mérida, comemorado em fevereiro ou março, na época do Carnaval, inclui desfiles de comparsas, de bandas de música e coros, dois concursos de agremiações carnavalescas (um para as de adultos outro para as infantis), um concurso de poesia popular e o Concurso Nacional de Drag Queens Tomás Bravo. Durante os festejos decorre a Rota da Tapa Carnavalesca, um festival gastronómico, e o "Domingo das `Adas´", durante o qual diversas agremiações oferecem degustações gastronómicas com nomes como chocolatadas, canapetadas, salsichadas, paelladas, gazpachadas, jamonADAs, etc. A festa termina com o tradicional "Enterro da Sardinha".
A Feira de Setembro é a festa mais importante da cidade. É a sucessora da feira da Assunção, que ocorria em 15 de agosto e que, além dos atos religiosos relacionados com o dia da Assunção da Virgem Maria que se realizavam na catedral e das atividades comerciais, incluía touradas. Durante o século XVIII, a feira foi sendo atrasada, até se converter, primeiro na Feira de São Bartolomeu (24 de agosto) e finalmente se fixar na data em que é realizada atualmente, no início de setembro, sendo comum que comece nos últimos dias de agosto. No passado era sobretudo uma feira de gado, principalmente, mas não só, de gado muar, onde acorriam criadores e negociantes de gado de toda a Espanha. Atualmente é de caráter principalmente lúdico.
O Dia de Estremadura é 8 de setembro, mas é celebrado em Mérida na véspera com uma cerimónia institucional, de caráter mais político, e com a cerimónia de entrega das Medalhas da Estremadura, o mais alto galardão concedido pela Comunidade Autónoma. Até 2019, ambas as cerimónias ocorreram no teatro romano. Em 2019 não houve comemorações devido à pandemia de COVID-19. Em 2021 a cerimónias institucional foi realizada na Assembleia da Estremadura e a entrega de medalhas decorreu no claustro da Presidência da Junta da Estremadura.
A Semana Santa de Mérida [es] está classificada como uma Festa de Interesse Turístico Internacional. Como é comum na Espanha, há diversas confraria (pelo menos oito), que organizam várias procissões em cada um dos dias da semana (no total 19, 5 delas noturnas).[carece de fontes?] Embora haja registo de procissões realizadas no século VI, durante o período visigodo, a origem das procissões atuais data aproximadamente dos séculos XIV a XVIII. A confraria mais antiga foi fundada no século XVI.
A Feria Chica é uma importante festa cigana que é celebrada a 12 de outubro e à qual acorrem ciganos vindos de várias partes da Espanha, na qual as principais atrações são os cantos e as danças. É a festa mais antiga do seu género na Europa, que se realiza há mais de 500 anos, com caráter oficial desde a década de 1900.
A festa de Santa Eulália de Mérida, comemora o martírio da padroeira da cidade. Decorre a 12 de dezembro e dias anteriores, durante os quais há duas procissões e outros atos religiosos, além de atividades musicais, desportivas, concursos e fogo de artifício.

### Património arqueológico e histórico-arquitetónico
Mérida tem um importante património arqueológico, principalmente da época romana, durante a qual a cidade teve maior esplendor. O aparecimento de vestígios arqueológicos é constante e aind há muito terreno por escavar. O Consórcio da Cidade Monumental de Mérida dispõe de um serviço gratuito de escavações a realizar quando um imóvel é demolido, para que os cidadãos que decidam reformar imóveis não tenham que assumir qualquer custo devido à recuperação de património arqueológico que possa existir nos seus terrenos.

#### Legado pré-romano
- Pinturas rupestres — Na comarca de Mérida há pelo menos 50 locais com pinturas rupestres, situados na serra de San Serván,[102] Cerro de la Moneda e Serra Grajera,[103] as quais datam principalmente do Calcolítico e Idade do Bronze.[104]
- Kérnos (cerno) da alcáçova — Vaso ritual cerâmico com o prótomo dum veado e faixas de pintura vermelha, supostamente encontrado na alcáçova ou nas suas imediações. A sua datação é tema de debate devido à sua originalidade, apesar de pelo menos um autor tenha proposto ser de origem grega, mais concretamente sâmia. Dado nem sequer haver certeza sobre onde foi encontrado, não é possível recorrer a estratigrafia para fazer a datação.[105]

#### Legado romano

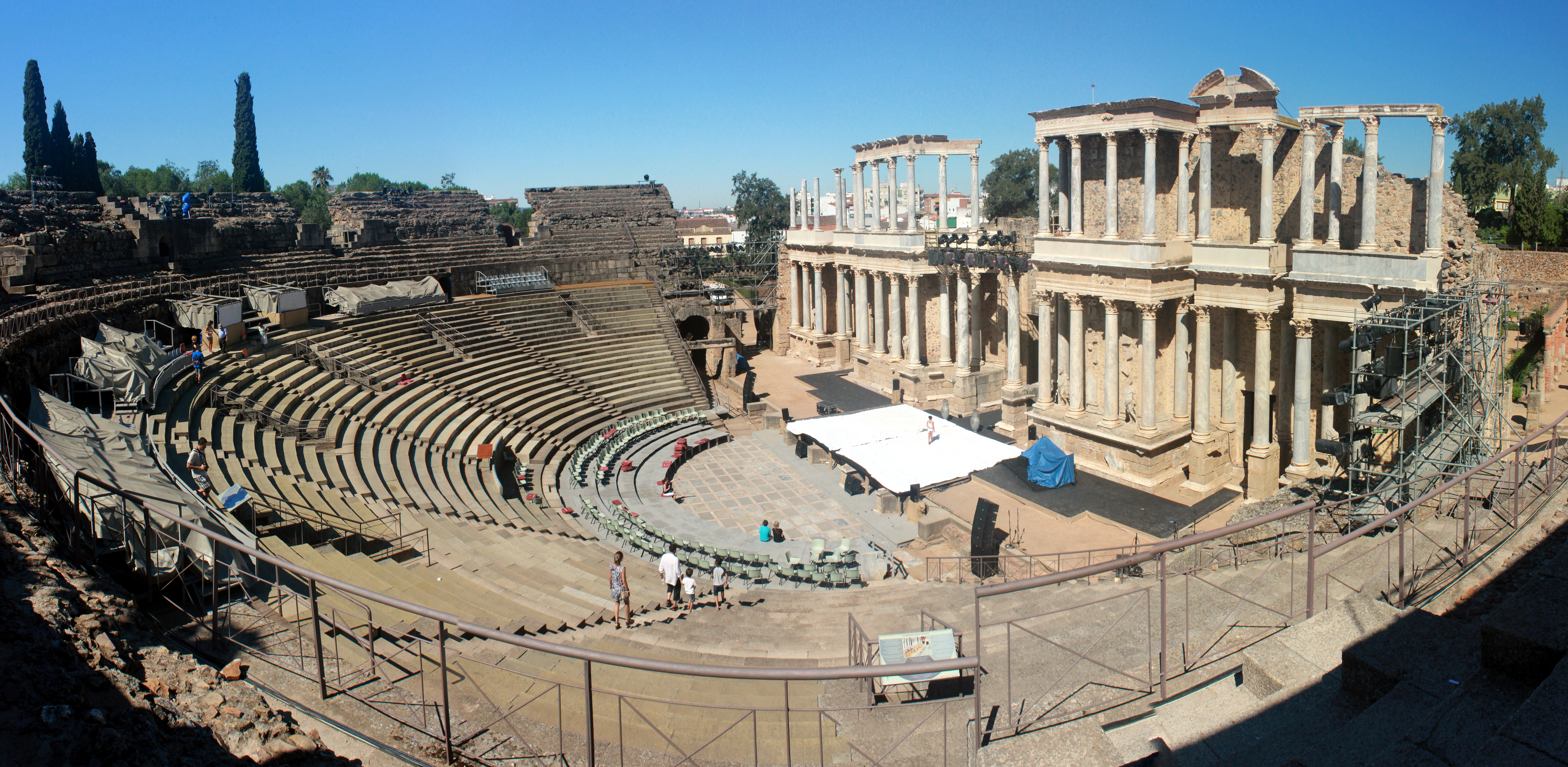
Teatro romano

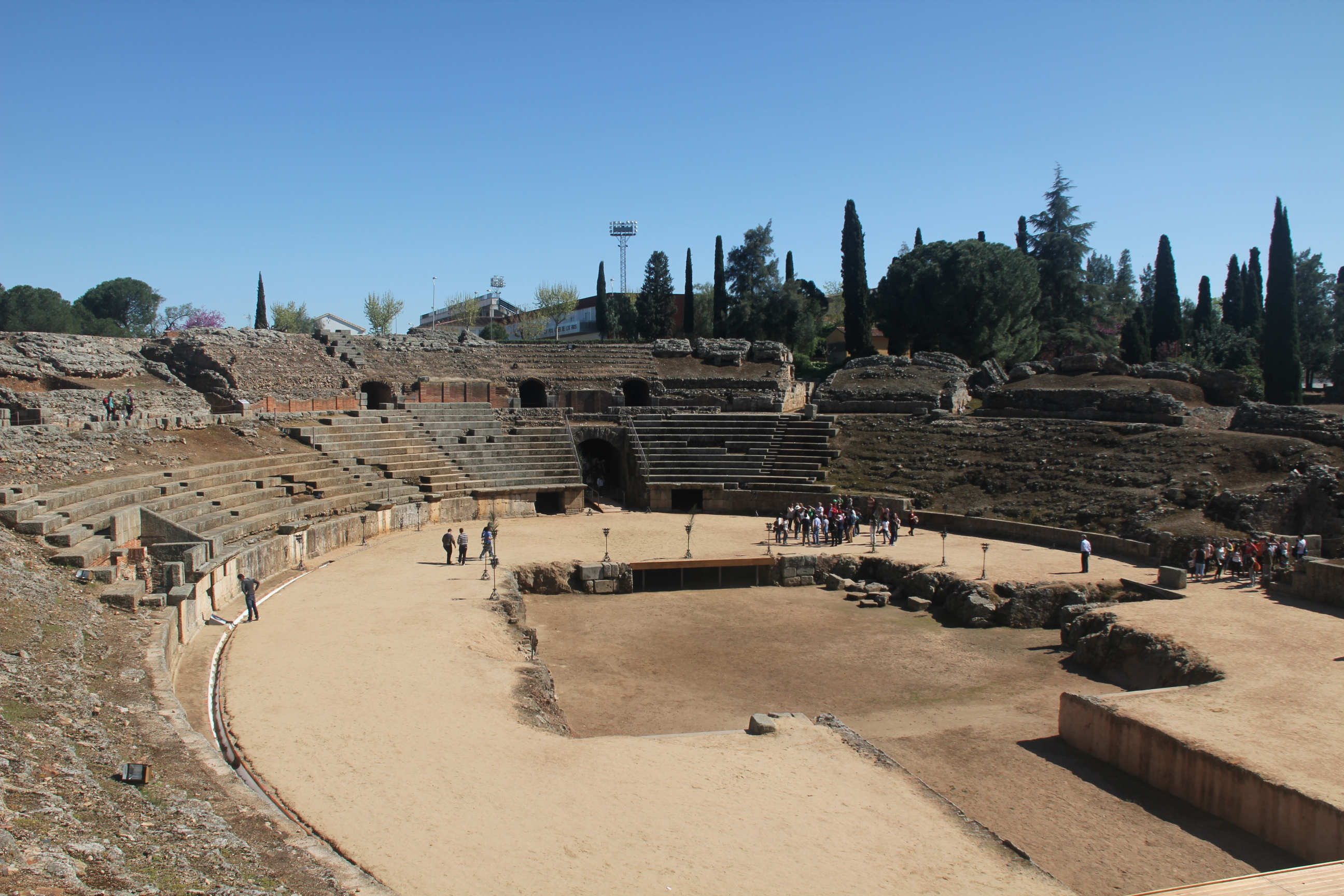
Anfiteatro romano

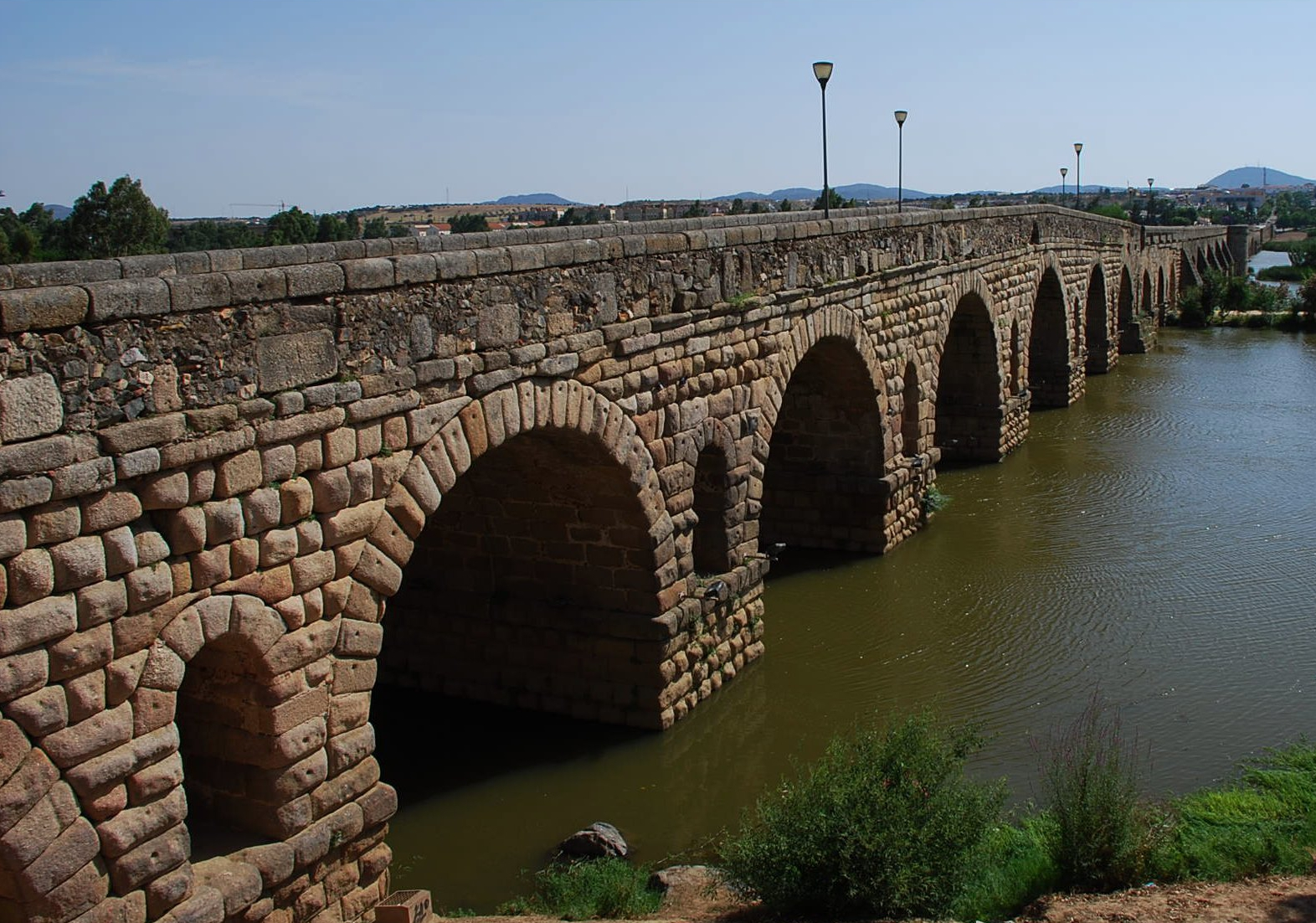
Ponte romana sobre o Guadiana

- Teatro — Construído possivelmente entre 15 e 16 d.C., tem capacidade para cerca de 6 000 espectadores. Passou por várias remodelações, as mais importantes delas no século I e entre 330 e 340.
- Anfiteatro — Inaugurado em 8 a.C., destinava-se a lutas de gladiadores e corridas. Tem forma oval e tinha capacidade para 14 000 espectadores.
- Circo — É o maior edifício romano de espetáculos da cidade e um dos mais importantes do Império Romano, a seguir ao Circo Máximo de Roma. Foi construído no início do século I d.C. e pensa-se que foi usado até ao século VI. De forma ovalada alongada, tem 440 metros de comprimento por 115 m de largura e tinha capacidade para 30 000 espectadores, ou seja, praticamente toda a população da cidade romana.
- Ponte sobre o rio Guadiana — Construída no final do século I a.C., é apontada como a ponte mais comprida da Antiguidade. Tem 792 metros de comprimento e 12 m de altura. Foi usada durante praticamente toda a sua história e só foi encerrada ao trânsito automóvel em 1991.
- Ponte sobre o rio Albarregas [es] — Construída na mesma altura da do rio Guadiana, marcava a saída da cidade a norte, no prolongamento do Cardo Máximo (Cardus Maximus), um dos eixos principais da cidade, e o início da Via da Prata, a estrada romana que ia até Asturica Augusta, atual Astorga. Tem 145 m de comprimento, 7,9 m de 6,5 m de altura.
- Aquedutos de Cornalvo, de São Lázaro e dos Milagres [es] — Abasteciam de água a urbe romana a partir de três barragens. O de Cornalvo é o mais antigo; tal como o de São Lázaro, foi construído provavelmente no século I d.C. A data de construção do Aqueduto dos Milagres tem sido objeto de alguma controvérsia, mas possivelmente também é do século I.
- Barragem de Proserpina [es] — Começou a ser construída no século I a.C., para garantir o abastecimento de água à colónia romana. O dique tem 428 m de comprimento e 21 m de altura máxima; a albufeira tem 72 hectares de área e 4 hm³ (4 000 000 hm³) de capacidade.
- Barragem de Cornalvo [es] — É outra das três barragens usada para abastecimento de água, construída em 130 d.C. O dique tem 220 m de comprimento e 18 m de altura. Estima-se que tenha capacidade para 11 hm³. Desde 2004 que a área onde se encontra está classificada como parque natural.
- Pórtico do fórum — Do pórtico que rodeava a praça do fórum municipal romano[106] só resta uma esquina, com grandes colunas coroadas por capitéis coríntios e alguns medalhões [es] e estátuas que o decoravam. Os medalhões e estátuas que estão atualmente nas ruínas do pórtico são réplicas,[107] pois os originais estão no Museu Nacional de Arte Romana.[108]
- Templo de Diana — Situado no fórum municipal romano, foi construído em data incerta do século I d.C., durante o reinado de Augusto (m. 14 d.C.) ou de Tibério (r. 14–37). É o único edifício religioso romano de Mérida que chegou à atualidade em estado de conservação razoável e deve ter sido um dos principais templos da cidade. Ao contrário do que sugere o nome pelo qual é conhecido, não era dedicado à deusa Diana mas sim ao culto imperial.
- Fórum provincial — Além do fórum municipal, Emerita Augusta tinha um fórum provincial, do qual há muito poucos vestígios. Estes sugerem a existência dum templo dedicado ao culto imperial, o Templo da Concórdia de Augusto, um dos mais grandiosos que a cidade teve. Além desse templo, os vestígios mais importantes são os restos duma abóbada monumental, que possivelmente faria parte dum dos acessos à praça e os restos do que pode ter sido outra das entradas.[109][110][111][112]
- Arco de Trajano [es] — É um arco de volta perfeita de aspeto monumental, com 15 m de altura e 13 m de largura, cuja função é incerta. Algumas das hipóteses avançadas são ter sido um arco do Cardo Máximo, uma porta monumental de entrada no perímetro mais antigo da cidade ou um arco do triunfo. Apesar do nome pelo qual é conhecido, não tem qualquer relação com o imperador Trajano.
- Casa do Anfiteatro — O local conhecido por este nome tem na realidade duas casas (a Casa da Torre da Água e a Casa do Anfiteatro propriamente dita) junto às quais há um mausoléu (ver abaixo), um trecho de muralha, um trecho do aqueduto de São Lázaro e uma torre de decantação do mesmo. Após as casas terem sido abandonadas, sobre elas foi construída sobre elas uma extensa necrópole. As casas tinham cerca de 700 m² mosaicos, com representações de peixes e cenas de vindima.[113] Segundo algumas fontes, as casas são do final do século I d.C. e foram abandonadas no início do século IV;[114] segundo outras fontes, a Casa da Torre da Água é do século I a.C. e a Casa do Anfiteatro de finais do século III, tendo esta última perdurado até ao início do século V.[115]
- Casa do Mitreu [es] — É uma antiga residência romana, datada do final do século I d.C. ou início do século II, que foi remodelada várias vezes e abandonada no fim do século IV. Apesar dos seus limites não estarem bem definidos, está organizada em volta de dois peristilos e um átrio.[116] Situa-se no canto sudoeste da antiga cidade, fora do antigo recinto muralhado, perto do antigo santuário mitraísta que terá existido onde agora se situa a  praça de touros, ao qual a casa deve o seu nome.[117]
- Área Funerária dos Columbários — Também conhecida como Mausoléu(s) dos Vocónios e dos Júlios (duas famílias patrícias importantes), situa-se na necrópole romana do sudeste da cidade,[118] junto à Casa do Mitreu. O conjunto é constituído por dois pequenos edifícios, originalmente sem teto, e dois pequenos mausoléus semisubterrâneos com abóbadas de canhão, construídos em cimento romano (opus caementicium). Todos esses edifícios datam do século I d.C. e eram usados para conservar as urnas com as cinzas dos defuntos.[119]
- Mausoléu do Dintel de los Ríos — monumento funerário, datado possivelmente da segunda metade do século IV d.C., situado no recinto da Casa do Anfiteatro[120][121]

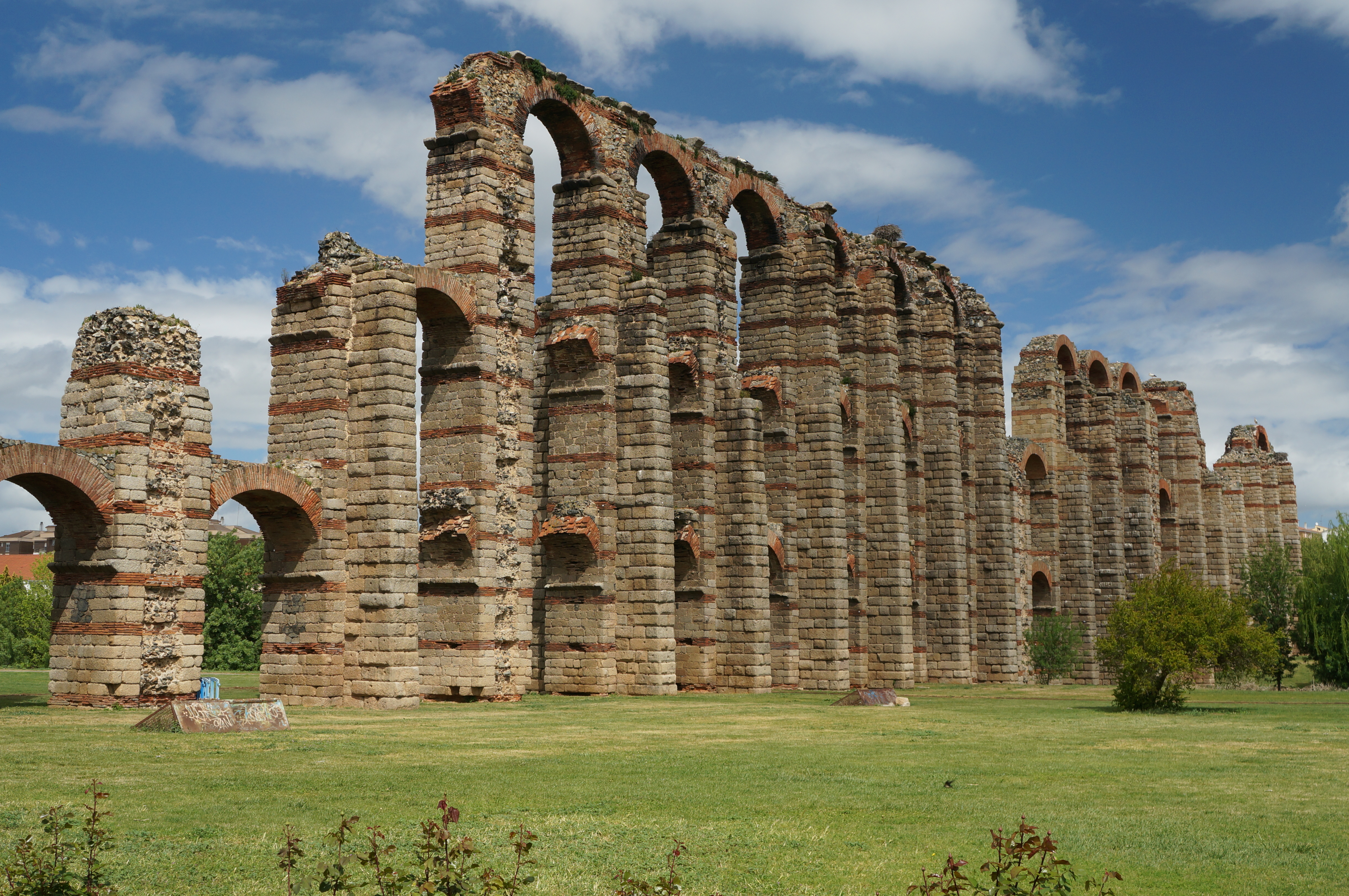
Aqueduto dos Milagres
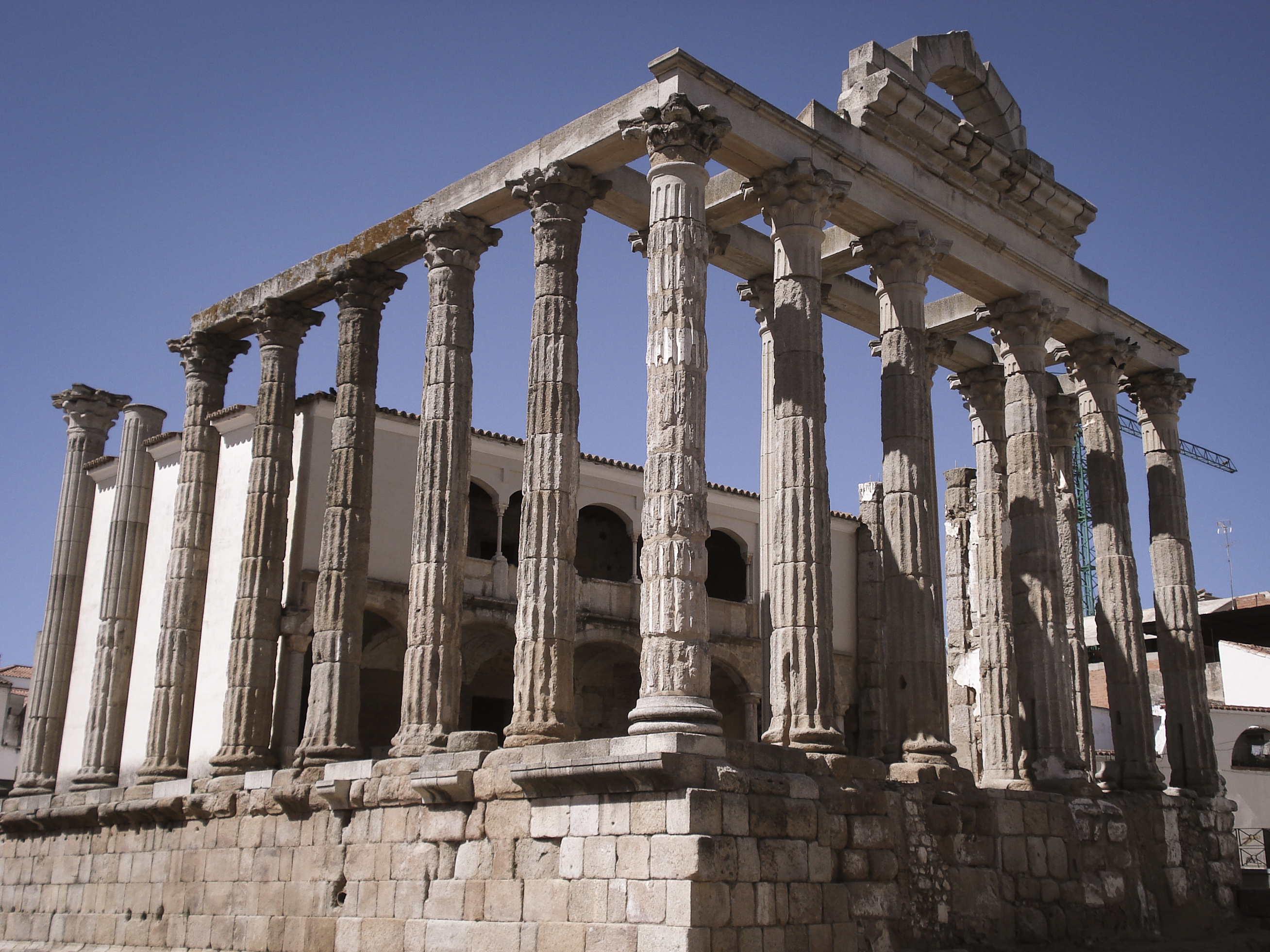
Templo de Diana
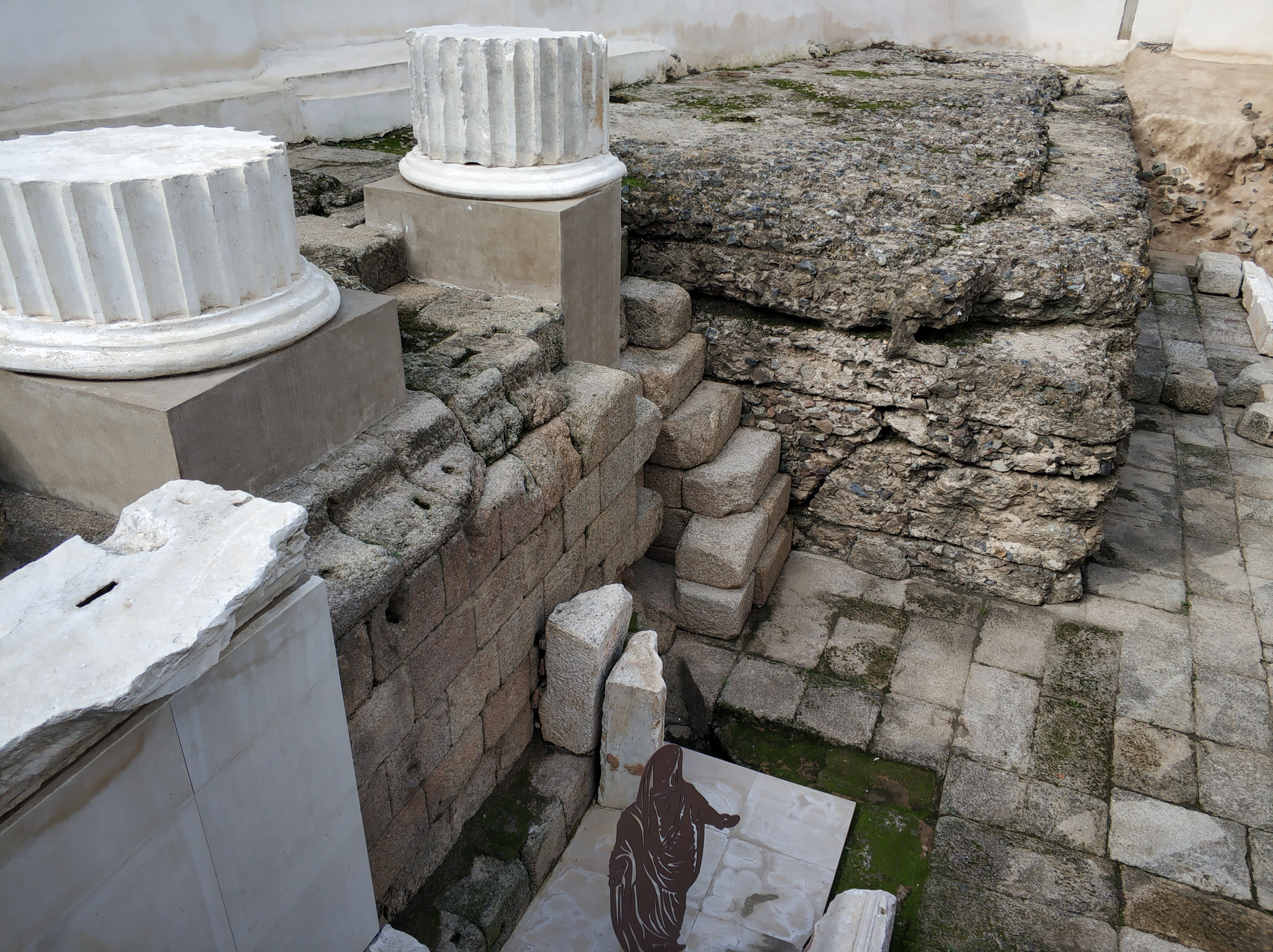
Esquina do Templo Imperial situado no fórum provincial
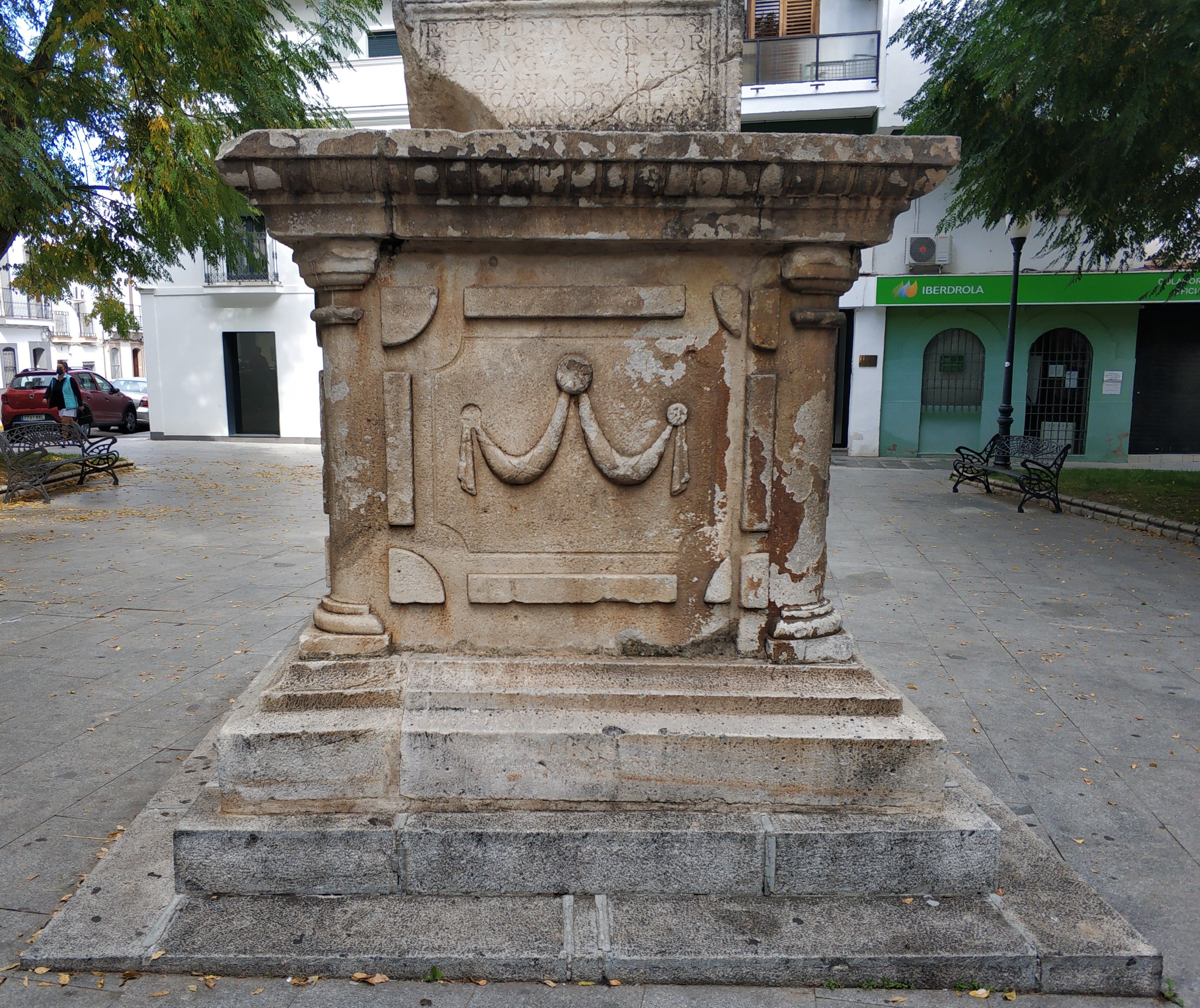
Altar do Templo Imperial que desde 1633 serve de pedestal ao obelisco dedicado a Santa Eulália

- Conjunto arqueológico de Morerías — É de um dos maiores sítios arqueológicos da Península Ibérica,[122] com 12 000 m² de área, que até à década de 1990 era ocupada pelo bairro humilde que lhe deu o nome. Além de ali se situar a parte mais extensa da muralha romana que foi descoberta, permite uma visão muito completa da evolução do urbanismo na cidade, desde o século I[123] até à época contemporânea, passando pelos períodos visigótico, islâmico, medieval cristão e Idade Moderna.[124]
- Conjunto arqueológico de Huerta Otero — É um síto arqueológico situado na parte ocidental da cidade, onde foi descoberta uma domus do século I d.C. e uma parte da muralha romana.[125][126][127]

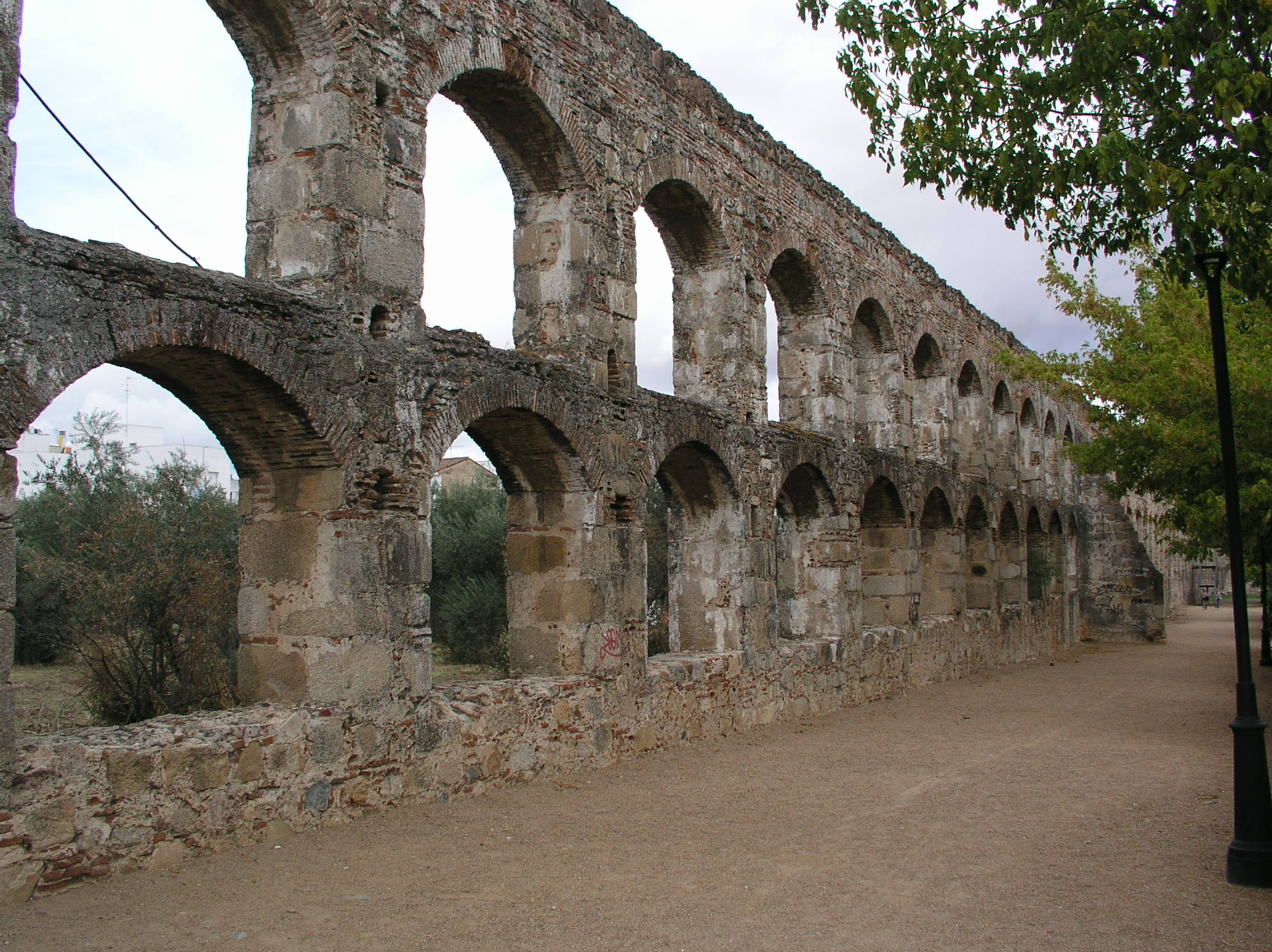
Aqueduto de São Lázaro

- Termas — A cidade romana teve pelo menos 21 termas, 6 públicas e 15 privadas; dez delas podem ser visitadas atualmente. Entre as públicas destacam-se as de São Lázaro e as da atual rua Reyes Huertas, que são também as mais antigas. Encontram-se ruínas de outras termas públicas em Huerta de Otero, na rua Constantino e na rua Baños. As termas privadas situam-se nas ruas Calvario, Cardero, Francisco de Almaraz, Morerías, Arquitas e Sagasta, na avenida de Los Milagros, em Las Abadías, no antigo quartel Hernán Cortés, no Centro Cultural Alcazaba, no conjunto arqueológico de Morerías, na alcáçova árabe, no Convento de Santo André, na sala de cultura da Caja Badajoz e na Casa do Mitreu.[128]
  - Termas de São Lázaro — Construídas no início de século II, foram usadas até ao século seguinte. Dispunha de duas piscinas interiores de água quente e uma de água fria interior e outra ao ar livre, um grande vestuário com acesso a uma sala de vapor, um espaço aberto para a prática de desportos (palestra).[129]
  - Termas da rua Reyes Huertas ou "Poço da neve" — Desde que estas ruínas foram escavadas em 1920 que têm sido avançadas várias hipóteses sobre a sua função: termas romanas públicas, batistério, santuário duma religião desconhecida, fábrica de vidro e até uma estrutura para armazenamento e distribuição de água. Os estudos mais  aceites atualmente é que no local houve um poço de neve, para conservação de neve e produção e conservação de gelo, no período romano final, enquanto que a parte superior pode ter tido uso termal. Na época visigótica foram ali construídas casas residenciais e na época islâmica foi local de enterros. Na época moderna voltou a ser utilizado como poço de neve, havendo registos desse uso entre os séculos XVII e XIX.[130][131]

#### Legadovisigodoemuçulmano
- Xenodóquio (ou Xenodochium) — Ruínas do xenodóquio (albergue de peregrinos e hospital) mandado construir por Masona [es] (m. 606), bispo visigodo de Mérida no final do século VI, destinado a pobres e, principalmente, aos peregrinos do túmulo próximo da mártir local Santa Eulália.[132][133]

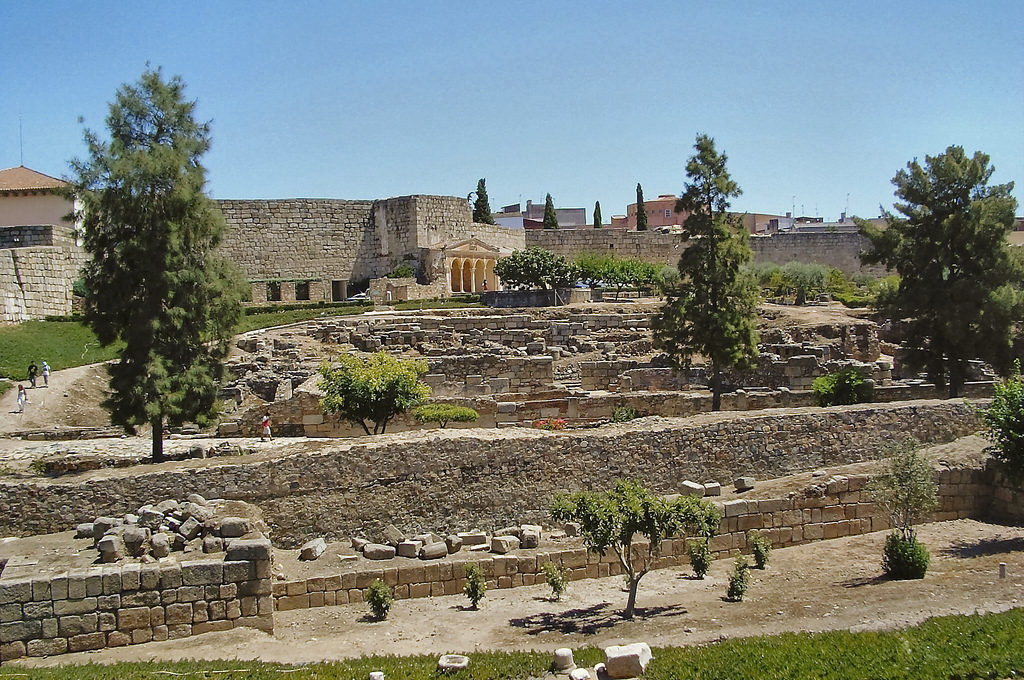
Interior da alcáçova islâmica

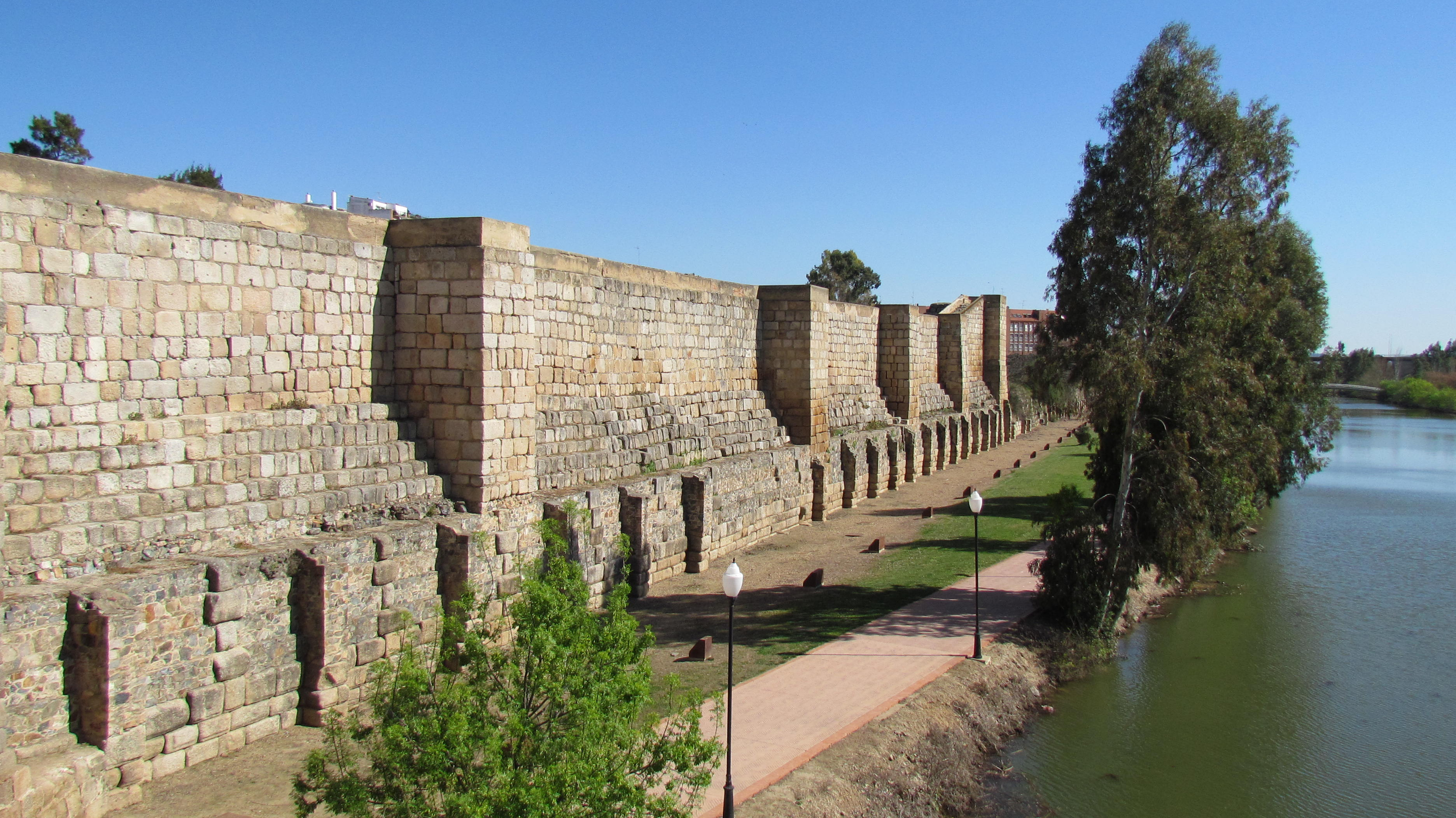
Muralha da alcáçova na margem do Guadiana

- Basílica paleocristã de Casa Herrera — Ruínas duma basílica visigótica do final do século V ou início do século VI, situadas a cerca 7 km a norte da cidade. É um exemplo de edificação cristã em zonas rurais,[134] com dimensões consideráveis. Tinha duas absides opostas, situadas nas extremidades longitudinais, cada uma delas com um altar.[135] A entrada era feita pelas paredes laterais.[134] No interior tinha duas naves, separadas por colunas.[135] Um dos seus elementos mais peculiares é a pia batismal, que consiste numa pequena piscina estreita, caraterística dos primeiros tempos do cristianismo.[136] Nela foram encontradas sepulturas, relevos, cruzes funerárias e uma placa de mármore com inscrições.[135] A riqueza da decoração e as suas dimensões levam a pensar que deve ter sido um centro relgioso importante, que servia uma população numerosa disseminada pelo campo.[134]
- Catedral de Santa Maria de Jerusalém [es] — Já desaparecida, dela apenas chegaram aos nossos dias algums elementos arquitetónicos descobertos em escavações levadas a cabo na Praça de Espanha, que foram integrados na Coleção Visigoda do Museu Nacional de Arte Romana.[carece de fontes?] A catedral fazia parte dum conjunto que incluía uma basílica dedicada a São João, que teria servido como batistério, e o paço episcopal (residência dos bispos).[c] Quando o bispo Paulo [es] se tornou bispo de Mérida, em 530, já existia no local uma igreja, que Paulo mandou reconstruir, convertendo-a na Basílica de Santa Jerusalém. O bispo seguinte, São Fidel, dedicou essa basílica a Santa Maria e mandou reconstrui-la, passando a ser a catedral da cidade, numa época em que Mérida se tornou o principal polo irradiador da arte hispano-visigótica.[137] [c] Na década de 1230 foi construída uma capela sobre as ruínas da antiga catedral visigoda, que no final do século XV daria lugar à atual concatedral.[d]
- Mosteiro visigodo de Cauliana [es] (ou Cubillana) — Já desaparecido, sobre ele foi construída, no século XV, a atual ermida de Cubillana.[138][139] Segundo a lenda, foi ali que Rodrigo, o último rei visigodo, se refugiou temporariamente após ter sido derrotado pelos invasores muçulmanos batalha de Guadalete, e quando se pôs novamente em fuga, levou consigo a imagem de Santa Maria que atualmente está no Santuário de Nossa Senhora da Nazaré, em Portugal.[140] Segundo pelo menos um autor, terá sido um dos centros religiosos mais famosos da região, senão mesmo de toda a Hispânia, no período visigótico, situado numa área que no período romano parece ter sido uma exploração de pecuária.[141]
- Alcáçova — Construída em 835, durante o reinado do emir de Córdova Abderramão II, é apontada como a fortificação islâmica mais antiga da Península Ibérica. O perímetro, praticamente quadrado, tem cerca de 550 metros. As muralhas têm cerca de 2,7 m de espessura e 10 de altura; a maior parte delas foram construídas com silhares de granito reaproveitados de edificações romanas e visigóticas, com enchimento de terra, pedras e argamassa. Originalmente tinha uma grande torre quadrada em cada esquina e ao longo dos lados havia 22 pequenas torres, a intervalos regulares e flanqueando as portas, algumas delas datadas da época cristã. Após a reconquista cristão em 1230, a Ordem de Santiago estabeleceu as suas instalações na esquina norte da alcáçova. Estas instalações foram reabilitadas no fim do século XX para ali instalar a sede da Presidência da Junta da Estremadura.[142][143][144]

#### Arquitetura religiosa

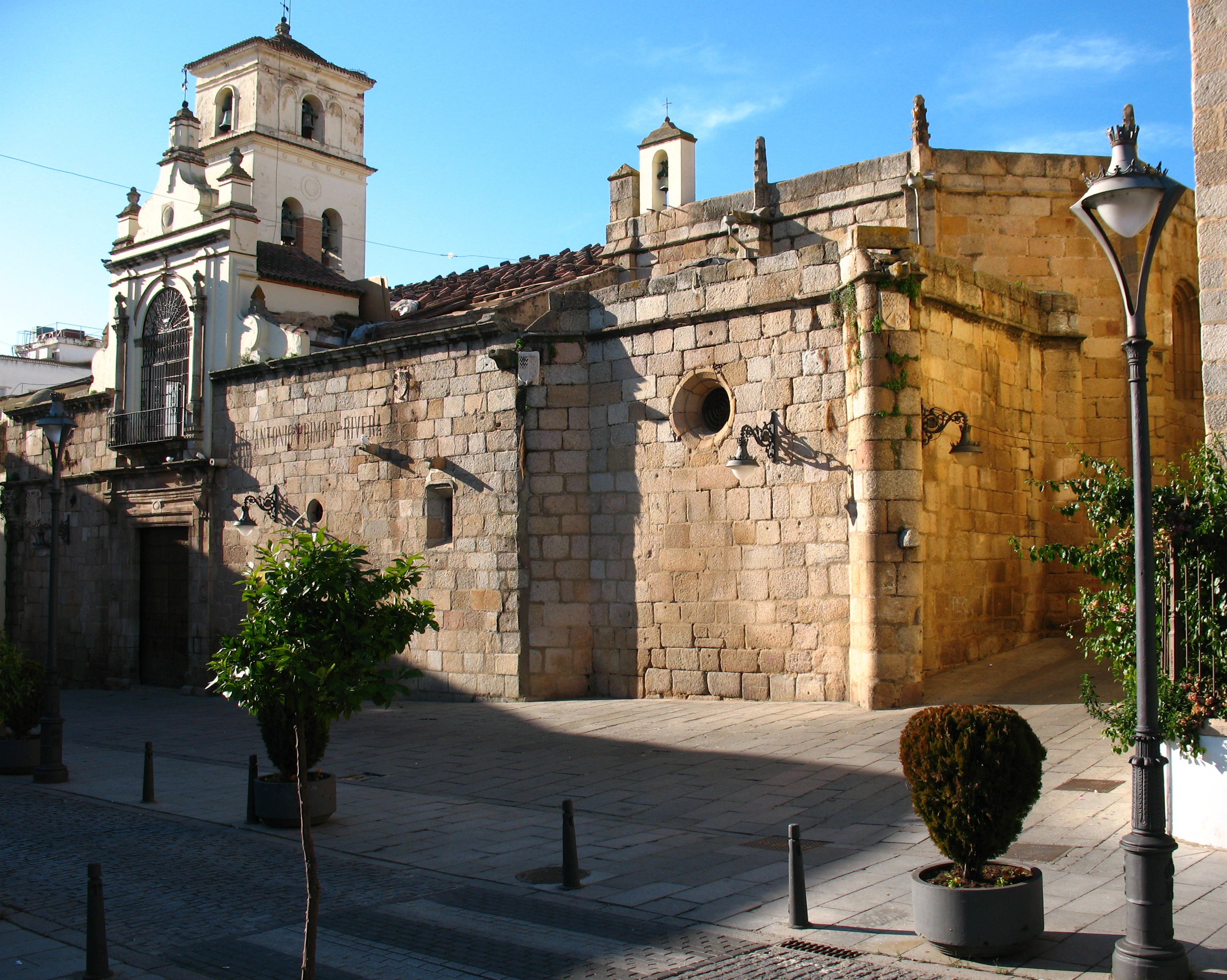
Concatedral de Santa Maria Maior

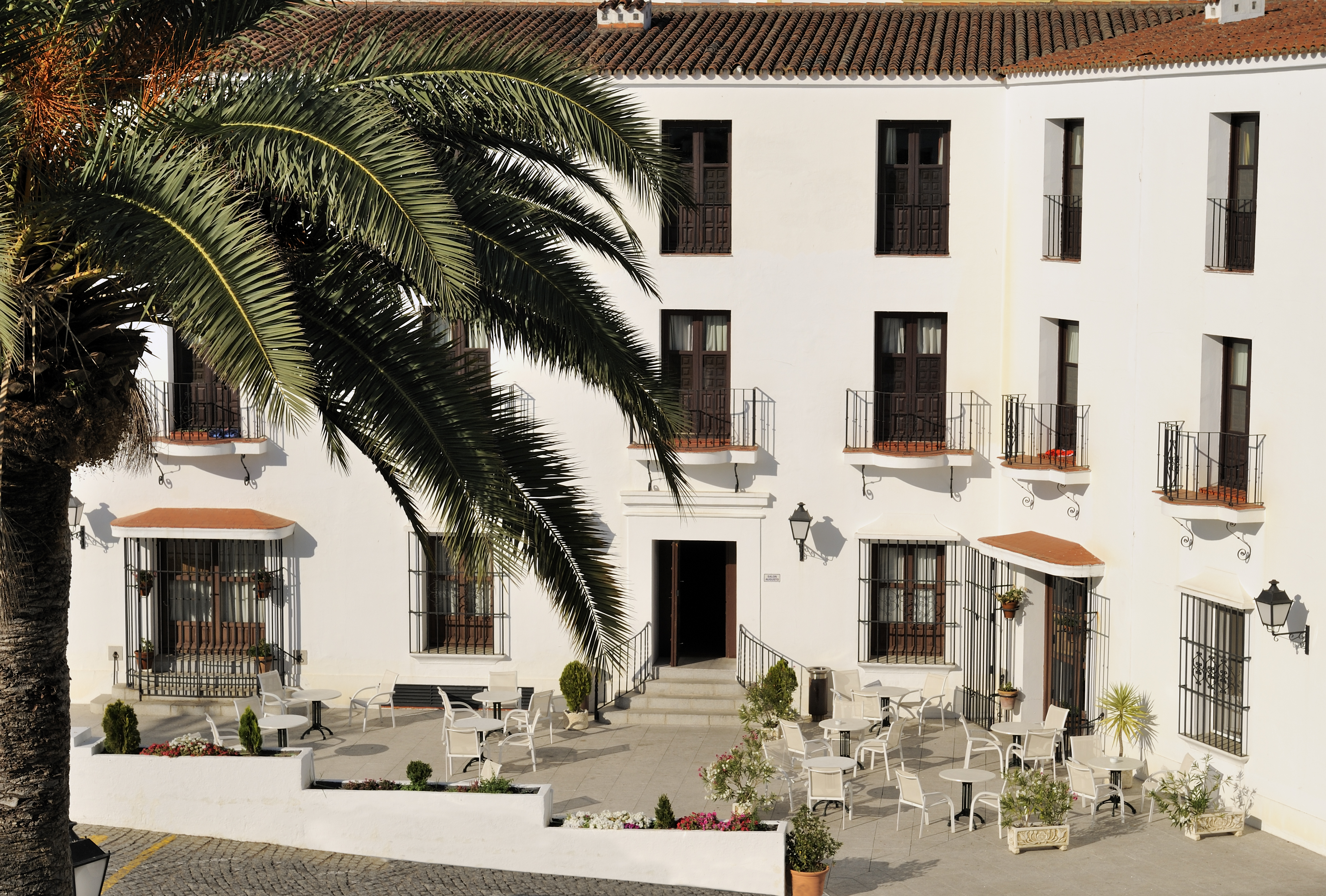
Interior do Convento de Jesus Nazareno

- Concatedral de Santa Maria Maior [es]
- Basílica de Santa Eulália [es]
- Igreja de Santa Clara [es]
- Igreja de Nossa Senhora da Antiga [es]
- Igreja do Carmo [es]
- Convento das Concepcionistas [es]
- Convento de Jesus Nazareno [es] — antigo convento da Ordem Hospitalária de Jesus Nazareno (já extinta), atualmente é um hotel, o Parador Nacional de Turismo Via da Prata.
- Convento de Santo André [es]
- Conventual de Santiago — Edifício construído no século XVI, no espaço da alcáçova onde se erguia a Casa da Encomienda, para alojar a sede do Priorado da Ordem de Santiago.[145] Este priorado tinha formalmente a sua sede em Mérida desde 1230, mas os seus dirigentes continuaram a residir na sede original, o Convento de São Marcos em Leão. Porém, o Concílio de Trento (1563) determinou que os dirigentes eclesiásticos deveriam residir nos territórios da sua jurisdição, o que levou à construção do Conventual de Santiago em Mérida. Atualmente é a sede da Junta da Estremadura.[146]
- Convento de Santa Eulália [es] — construído no século XIV, inclui uma ermida, dedicada a Santa Eulália de Mérida, construída em 1708.
- Hospital de São João de Deus [es] — Originalmente chamado Hospital de Santa Maria, foi um hospital para pobres da Ordem Hospitaleira de São João de Deus, construído no século XVII. No início do século XX foi convertido num hospital municipal, que funcionou até 1981. No início do século XXI foi remodelado e ampliado para alojar a Assembleia da Estremadura.
- Mosteiro de Santo Isidro de Loriana — É um antigo mosteiro franciscano do século XVI, que apesar de pertencer ao município de Mérida, está mais perto de La Roca de la Sierra e Puebla de Obando do que da cidade.[147]
- Ermida de Santa Catarina — Foi uma das ermidas mais antigas de Mérida, que foi demolida em 1977 e da qual só restam ruínas do altar-mor, onde estava uma imagem de Santa Catarina. Foi uma sinagoga até à expulsão dos judeus de Espanha (1492) e em 1494 já aparecia registada como ermida.[148][149]

#### Arquitetura civil
- Palácio dos Vera-Mendoza — Data do século XV, mas passou por várias reformas, nomeadamente no século XVII, pelo que apresenta vários estilos arquitetónicos, desde o gótico final e renascentista[150] até ao barroco-classicista. É construído em silhares de granito, alguns deles romanos.[151] No interior tem um pátio com uma galeria de arcos rebaixados, decorada com  azulejos de Talavera com cenas da Reconquista.[152] Atualmente é um hotel, do qual também faz parte o Palácio dos Pacheco, situado ao lado.[153][154]

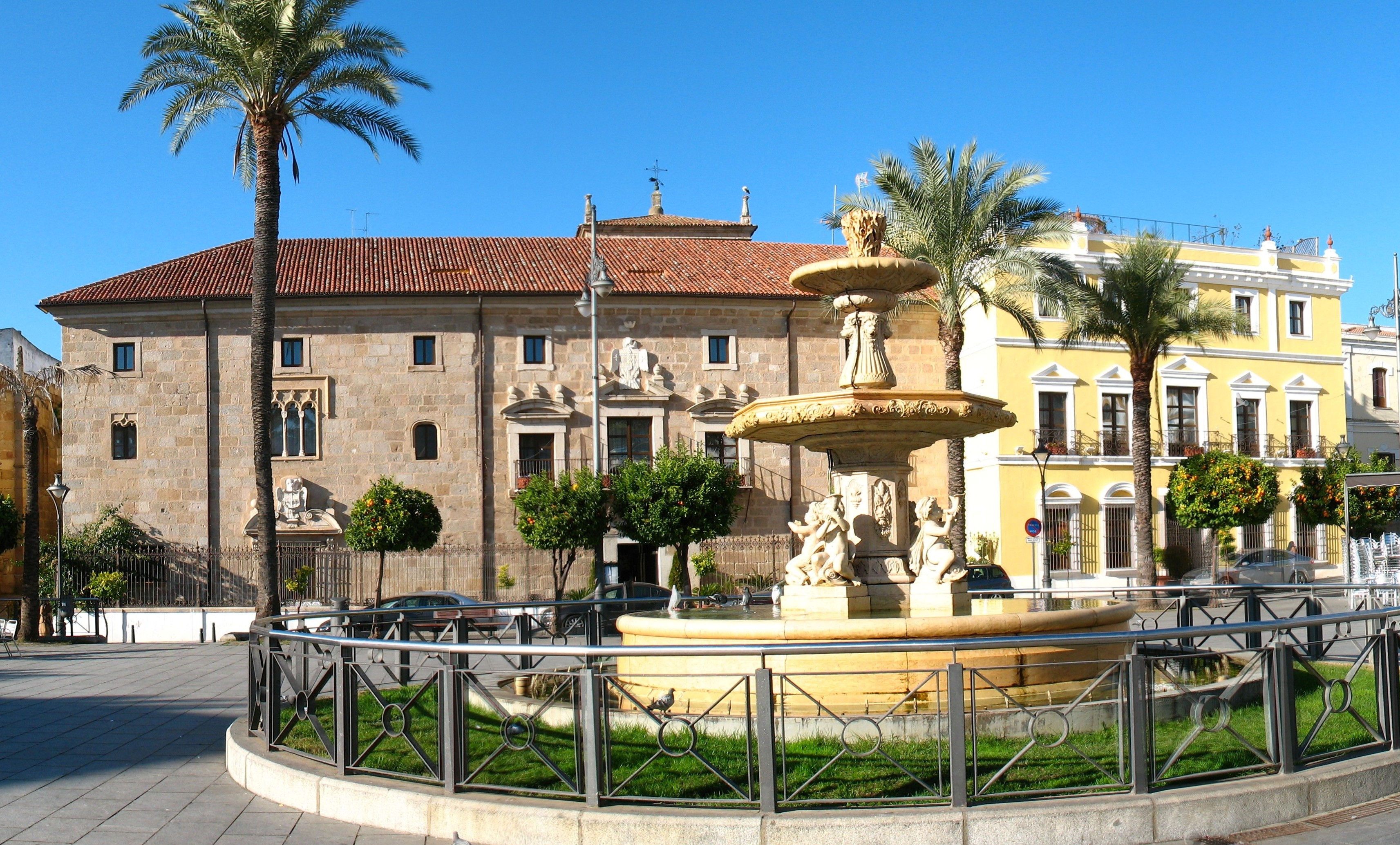
Palácio dos Vera-Mendoza, na Praça de Espanha

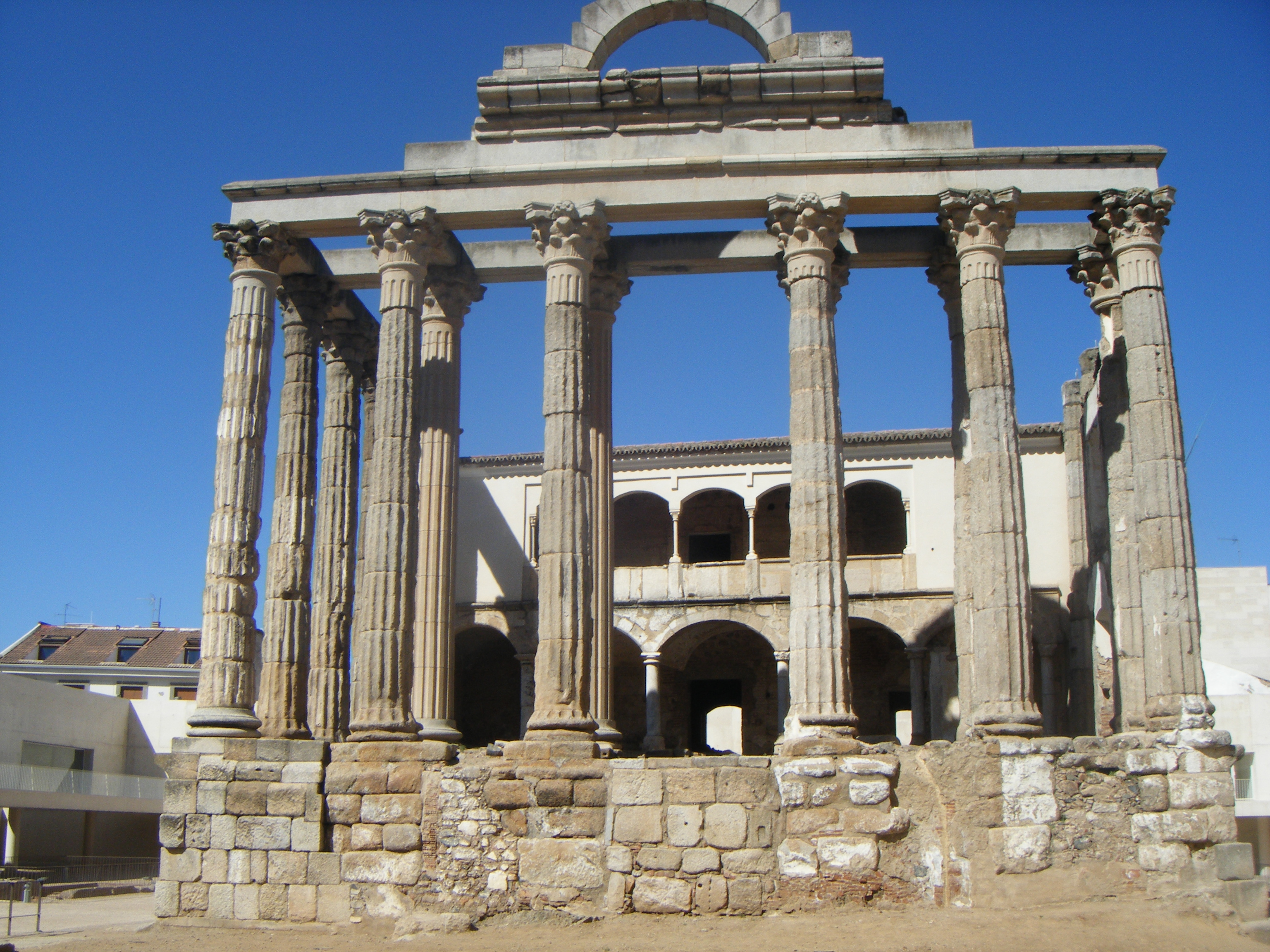
Parte não demolida do Palácio dos Corbo, atrás do Templo de Diana

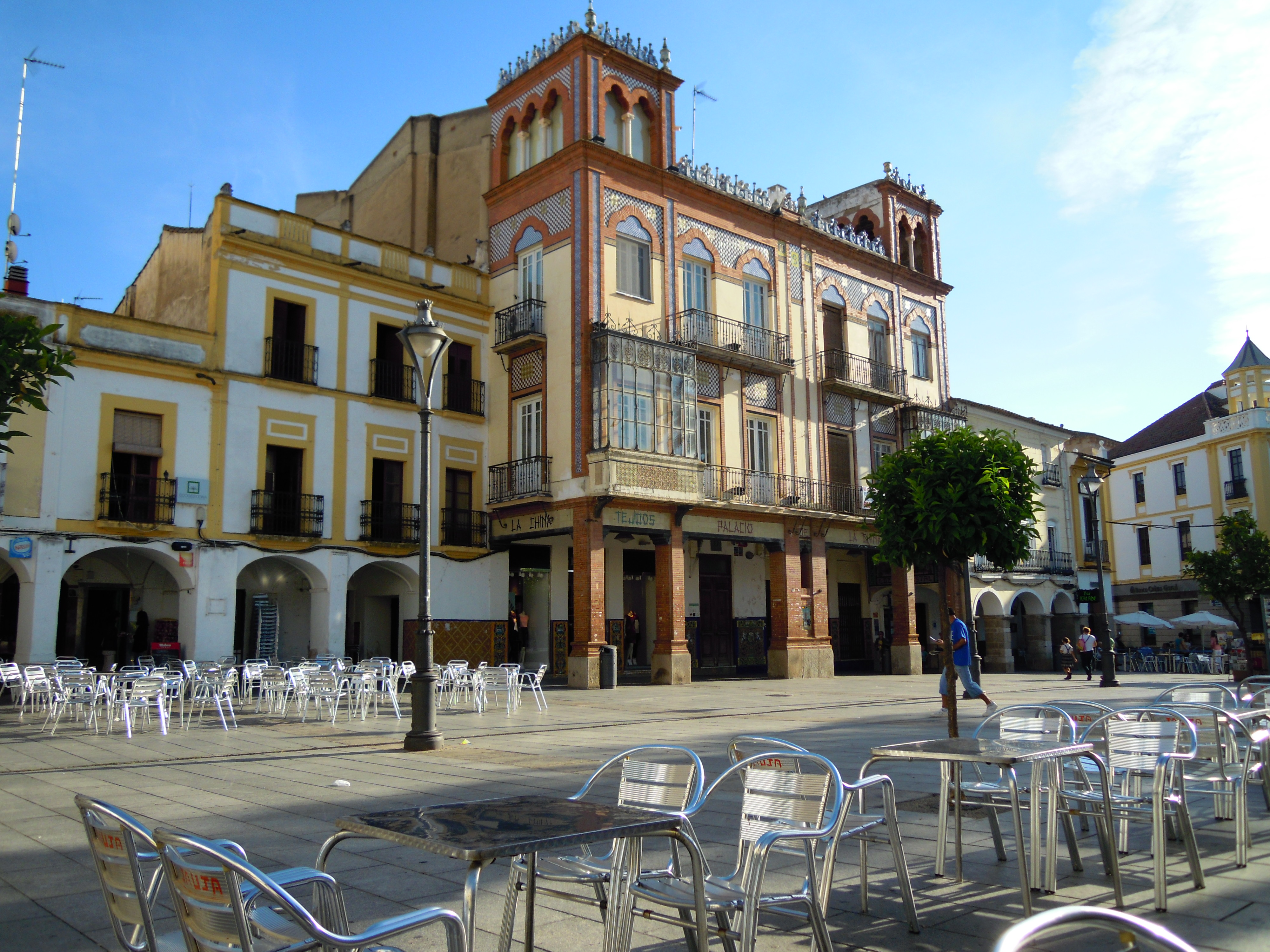
Palácio da China

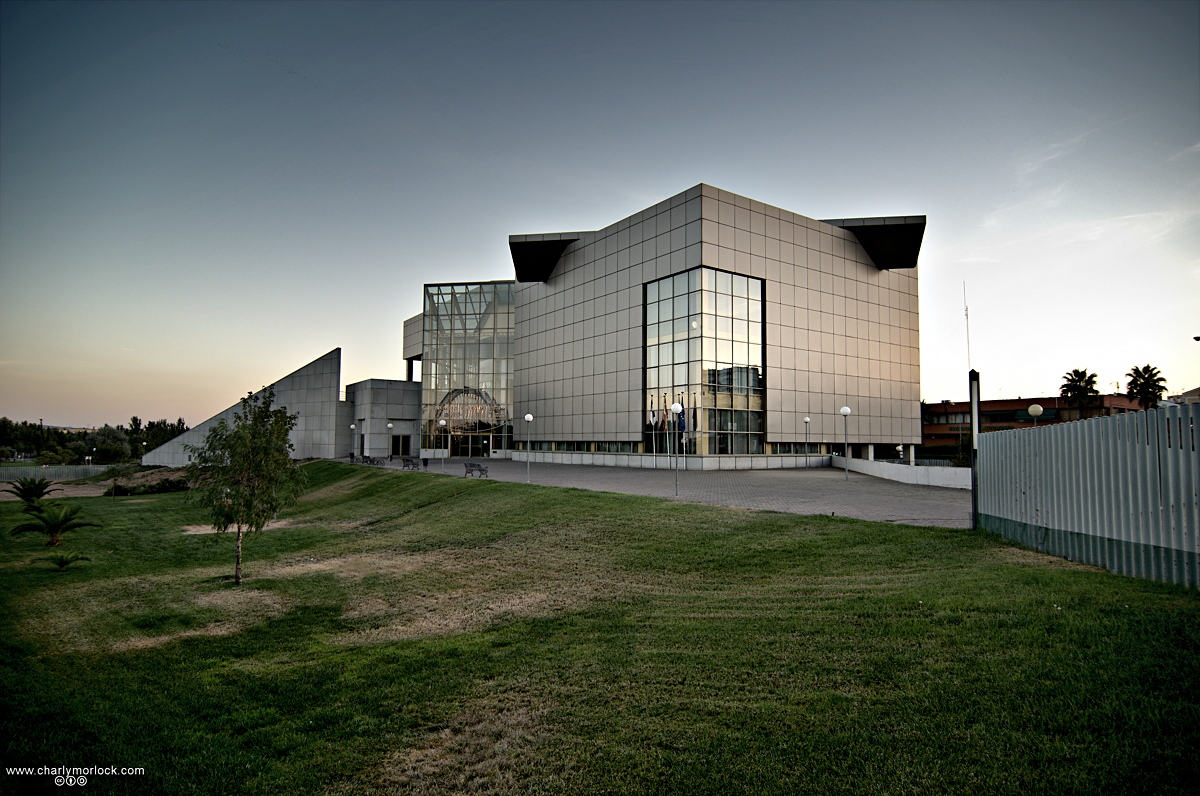
Biblioteca Pública do Estado 'Jesús Delgado Valhondo'

- Palácio dos Corbo — Conhecido por Casa dos Milagres, é um edifício renascentista construído no século XVI[155] sobre o Templo de Diana, o qual durante séculos lhe serviu de alicerce e vigamento. É graças a este uso que o templo está em tão bom estado de conservação.[156] Foi parcialmente demolido no início da década de 1970 para pôr a descoberto e restaurar o templo e a sua demolição total esteve planeada, mas não chegou a ocorrer.[155] Após ter sido parcialmente restaurado, abriu ao público em 2016.[157]
- Edifício da Real Carnicería ("Talho Real") — Foi construído no século XVI pelo governo municipal para abastecimento da população local. Após ter sido aberto o Mercado de Calatrava, em finais do século XIX, passou a ser um armazém. Em meados do século XX foi uma biblioteca municipal. Em 1966 foi convertido num posto de turismo. Após a Junta da Estremadura ter tomado a sua posse, nele funcionaram vários serviços da Junta. Em 2013 foi anunciado que a posse do edifício tinha sido devolvida ao Ayuntamiento, que planeava entregá-lo à Junta de Confrarias de Mérida para esta fazer dele a sua sede e salão de exposições. Na fachada principal pode ver-se um arco de granito encimado pelos escudos de Carlos V, do corregedor Hernán Álvarez de Meneses e o antigo brasão municipal de Mérida.[158]
- Palácio dos Pacheco — Foi construído entre 1802 e 1821[150] por Alonso Segundo Pacheco, um dos homens mais abastados da cidade, no local onde antes estava a Audiência, a sede do Concelho e a cadeia.[154] É um edifício clássico de três andares, que no interior tem um pátio construído na década de 1920 em estilo neoárabe[159] ou neomudéjar.[160]
- Casa Consistorial — É o edifício-sede do ayuntamiento (governo municipal). Foi construído entre 1865 e 1866 em estilo neoclássico sobre o antigo edifício, que estava semiarruinado. Passou por várias reformas; numa delas foi adicionado um relógio, que foi inaugurado em 1883.[161]
- Ponte de Ferro — É uma ponte ferroviária em ferro sobre o rio Guadiana, inaugurada em 1883 como parte da linha Mérida–Sevilha. Tem 605 m de comprimento e e composta por 11 secções de 55 m cada uma, feitas com vigas de aço do tipo, que são sustentadas por pilares de pedra.[162]
- Praça de touros [es] — Oficialmente chamada Plaza de Toros del Cerro de San Albín de Mérida, começou a ser construída em 1902, mas as obras estiveram paradas entre 1903 e 1912, só sendo inaugurada em julho de 1914. Está classificada como Bem de Interesse Cultural na categoria de monumento desde 2014.[163]
- Palácio da China — É um exemplo de arquitetura eclética, que combina vários estilos, dos quais o mais relevante é o neomudéjar, influenciado pelo  regionalismo historicista andaluz [es], especialmente o sevilhano, que teve grande influência na Estremadura. Tem tambem elementos neorrenacentistas e neoárabes, nomeadamente nos abundantes azulejos. Deve o seu nome aos motivos orientais das suas decorações.[carece de fontes?] Foi construído em 1928 como galeria comercial pelo famoso comerciante de têxteis Bartolomé Gil.[164][165]
- Torre de Mérida — Construída na década de 1970, tem 16 andares e 55,25 m de altura.[166] Até 2010 foi edifício mais alto da Estremadura. Atualmente é o edifício residencial mais alto da Estremadura.[35]
- Museu Nacional de Arte Romana — ver secção "Museus".
- Ponte Lusitânia — Da autoria do arquiteto Santiago Calatrava, cruza o Guadiana e foi inaugurada em 1991.[167] Tem 480 m de comprimento, 24 m de largura, 53 m de altura, 6 pilares e duas faixas para automóveis e uma faixa para peões.
- Edifício Morerías — Da autoria do arquiteto Juan Navarro Baldewe,[168] nele estão instaladas várias consejerías da Junta da Estremadura[169] desde 1995. A sua construção foi polémica, por se situar por cima de parte do conjunto arqueológico de Morerías.[168]
- Biblioteca Pública do Estado 'Jesús Delgado Valhondo' — Inaugurada em 1999, é da autoria do arquiteto Luis Arranz Algueró. Tem cerca de 5 000 m² de área em quatro pisos e tem a forma de três cubos entrelaçados, construídos em granito, metal e e vidro. O seu nome é uma homenagem ao poeta emeritense Jesús Delgado Valhondo [es] (1909–1993).[170]
- Escola de Administração Pública da Estremadura — Estabelecimento de ensino da da Junta da Estremadura, cujo edifício é da autoria do arquiteto Francisco Javier Sáenz de Oiza.[171]
- Palácio de Congressos e Exposições — É um edifício da Junta da Estremadura de aspeto massivo e sóbrio, construído em betão armado à beira do rio Guadiana. Foi desenhado pela arquiteta Fuensanta Nieto e pelo arquiteto Enrique Sobejano; os baixos-relevos que decoram as paredes são da autoria de Esther Pizarro [es]. Foi concluído em 2003[172] e entre as várias áreas que dispõe destaca-se o auditório principal, com lotação para cerca de mil pessoas, uma área de exposições, salas de congressos, espaços para seminários, camarins, escritórios e um terraço elevado com vista para o Guadiana.[173]
- Instituição Ferial de Mérida [es] (IFEME) — É um complexo para feiras comerciais e centro de congressos inaugurado em 2008, com 21 000 m² de área construída e  6 800 m² de área útil. Parte do complexo resulta da conversão de antigas naves industriais em pavilhões e zonas técnicas, enquanto que outra parte é uma construção nova. Além de centro de feiras e de congressos, está também apto para a realização de atividades culturais, como concertos e exposições. A área de exposições é constituída por três pavilhões com um total de 4 587 m², a que se somam 4 400 m² para exposições no exterior. O complexo dispõe também de três salas de conferência com lotação para 200, 100 e 60 pessoas.[174]
- Sede da Confederação Hidrográfica do Guadiana (CHG) — É um edifício composto por dois grandes cubos perfurados, com pátios que providenciam iluminação natural, com 3 200 m² de área, que ocupam um lote de terreno que forma um triângulo cujos lado têm 150, 120 e 105 m de comprimento. Da autoria de Rafael Moneo, o mesmo arquiteto que desenhou o Museu Nacional de Arte Romana, e Rafael Mesa Hurtado, foi inaugurado em 2009.[175]
- Fábrica de Lazer e Criação Jovem (ou Factoría Joven de Mérida) — Espaço multifuncional com 2 000 m² para relaização de atividades de ócio de jovens, inaugurado em março de 2011.[176] Foi construído por iniciativa do Instituto da Juventude da Estremadura, um organismo da Junta da Estremadura,[177] e é da autoria dos arquitetos José Selgas e Lucía Cano. O projeto teve a colaboração de organizações juvenis da cidade, a fim de que o espaço correspondesse às necessidades dos jovens. É uma estrutura original de forma ovalada, com uma cobertura de policarbonato colorido que faz lembrar uma nuvém protetora translúcida, que é sustentada por pilares metálicos também eles cobertos de policarbonato colorido.[178] No centro há uma ampla zona verde com espaços para skate, um rocódromo e salas que podem servir para dança, audiovisuais e reuniões.[177]
- Mérida III Milénio — Construído para servir de sede a três consejerías (ministérios) da Junta da Estremadura, foi inaugurado em 2013. Tem seis módulos independentes,[179] 62 985 m² de área construída, da qual cerca de 38 000 m² é ocupada por escritórios,[180] onde trabalham cerca de 1 500 pessoas.[179]
- Arquivo Geral da Estremadura — A nova sede deste arquivo,[181] com 12 000 m² de área construída, foi desenhada pelo arquiteto Carlos Meri Cucart. Embora as obras tenham sido entregues em 2015, em junho de 2021 ainda não estava a ser usado.[182]

### Gastronomia

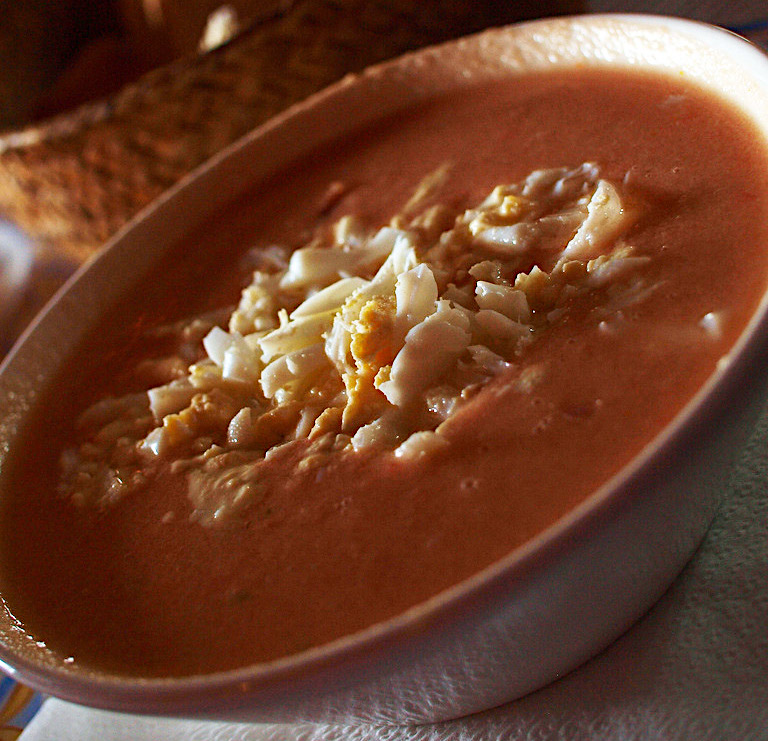
Gaspacho estremenho

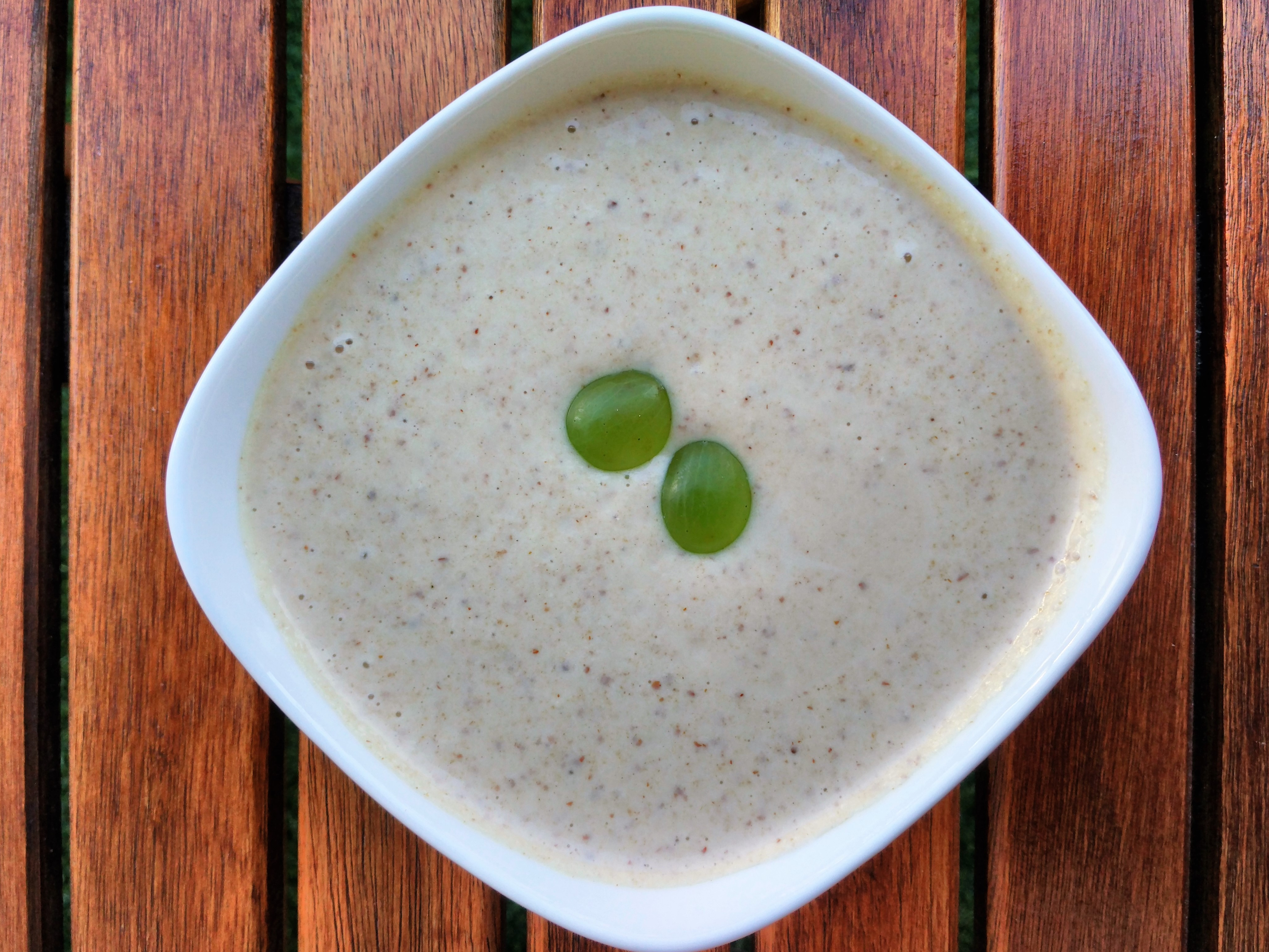
Ajoblanco

A gastronomia emeritense baseia-se sobretudo em produtos naturais da região, como o presunto ibérico, queijo, azeite, hortaliça, fruta, carnes, especiarias, etc. Nos restaurantes da cidade tanto se encontram pratos mais prestigiados e mais conhecidos como gaspacho estremenho, ajoblanco, vitela retinta condimentada com pimenta, caldereta de cordero [es], coelho, perdiz ou lebre, como pratos  da cozinha tradicional com nomes muito estremenhos, como o cojondongo [es], as migas, o zorongollo [es], os jilimojas ou a cardincha de paleta de borrego. Outros pratos e petiscos típicos são os espargos silvestres, tripas (callos), criadillas de la tierra [es] (espécie de trufa), focinho (morros), testa (prueba) e orelha de porco, caracóis, pernas de rã, além dos queijos com denominação de origem, enchidos (embutidos) e presuntos de porco preto ibérico (a Estremadura é a região espanhola onde se produz mais presunto autêntico "pata negra"). Principalmente no verão, há restaurantes que oferecem comida dita romana, usando dados sobre a gastronomia romana.[carece de fontes?] Todos os anos há pelo menos um evento dedicado a tapas: a "Rota da Tapa".
Alguns pratos típicos de Mérida:
- Zorongollo [es] — salada de tomate, pimento assado, ovo cozido, salsa, cebola, alho, azeite e vinagre.[185]
- Cojondongo [es] — espécie de salada ou sopa, com algumas semelhanças com o gaspacho, feita com pão, ovo, tomate, pimentos, alho, azeite, vinagre e, opcionalmente, cebolinho.[186]
- Pestorejo — este prato tem o nome em espanhol do focinho de porco (com orelhas); é um grelhado condimentado com alho, salsa, pimento, pimentão de La Vera, tomate, azeite e vinagre.[187]
- Migas estremenhas — prato frito feito com pão, toucinho, chouriço (opcionalmente), alho, salsa, pimentão de La Vera e azeite.[188]
- Escabeche com peixes do rio[184]
- Coelho à moda de Mérida[184]
- Ovos mexidos (revueltos) com espargos silvestres[184]